# Turismo en el Perú

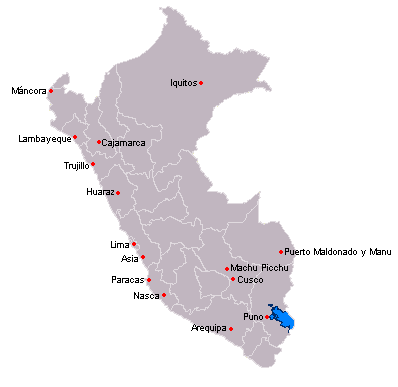
Los 15 destinos más visitados en Perú.

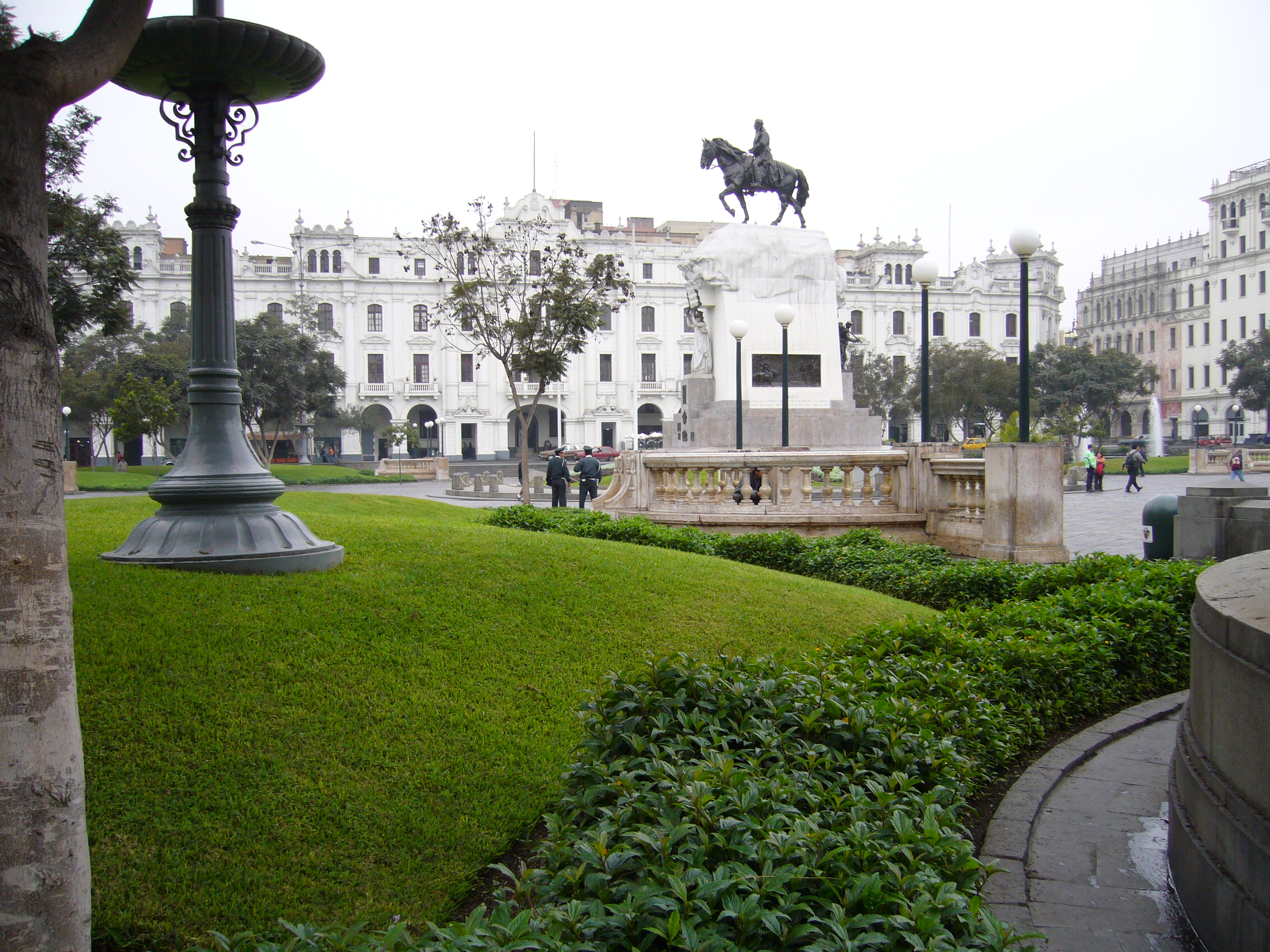
Plaza de San Martín, en Lima.

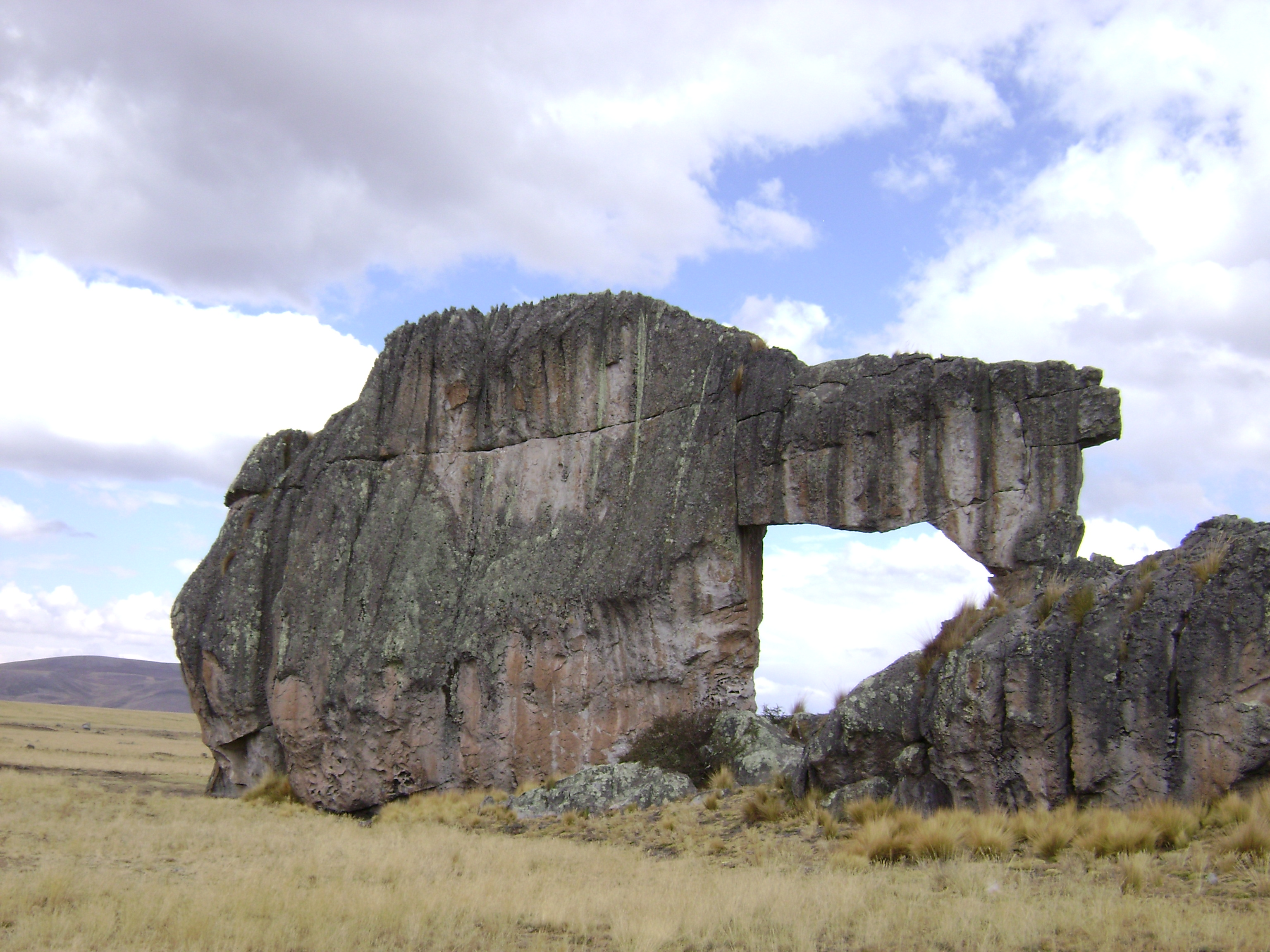
La Alpaca. Bosque de Piedras de Huayllay.

El Turismo en el Perú se constituye en la tercera industria más grande de la nación, detrás de la pesca y la minería. Principalmente está dirigida hacia los monumentos arqueológicos, pues cuenta con más de cien mil sitios de interés, el ecoturismo en la Amazonía peruana, el turismo cultural en las ciudades coloniales, turismo gastronómico, turismo de aventura y turismo de playa.
De acuerdo con un estudio del gobierno peruano, el índice de satisfacción de los turistas después de visitar el Perú es del 94%. Es la industria de más rápido crecimiento en el Perú, creció anualmente a un ritmo del 25% en los últimos cinco años, siendo la tasa de crecimiento más alto que cualquier otro país en América del Sur.
En 2014, Perú fue elegido como el mejor destino gastronómico y cultural, además de otros premios otorgados por la plataforma en línea a base de votaciones al público por internet "World Travel Awards" por varios años consecutivos, así como también, la ciudad de Lima se llevó los galardones a mejor destino, mejor destino con legado, mejor destino cultural de la región y mejor destino de estancia de Sudamérica. De otro lado el Swissotel de Lima ganó en la categoría mejor hotel de negocios de la región y el JW Marriott como el mejor hotel de Sudamérica. También, para ese año, la tasa de turismo interno crece a tasas de 4%, ciudades como Abancay y Huancavelica se están incluyendo dentro de los destinos turísticos nacionales.
En 2016, El Mincetur publicó una serie de pasos para contribuir con el turismo tanto de forma interna como externa, publicando oficialmente la proclama PENTUR (Plan Estratégico Nacional de Turismo del Perú). Este plan tiene como vital prioridad consolidar al Perú como un destino turístico competitivo primando la calidad y seguridad sin dejar de lado el trasfondo sostenible visualizando como meta al año 2025. La visión propuesta por el gobierno peruano va desde el incentivo educacional, hasta la sana convivencia y arraigo en pueblos originarios para disfrute de ellos. Esto es, carreras de pregrado como el turismo ecológico (ecoturismo) están recibiendo ayuda prioritaria respecto a fondos para suplir inconvenientes.
Respecto a esto último, la carrera de pregrado de ecoturismo, se viene impartiendo, por ahora, a un sector pequeño de la población peruana. Específicamente en las universidades ubicadas en Madre de Dios (UNAMD), Cusco (UNIQ) y Lima (UNFV)
De acuerdo a un estudio del Banco Interamericano de Desarrollo (BID) sobre innovación en la gastronomía peruana (2022), la llegada del turismo internacional a Perú tuvo un impacto significativo sobre el desarrollo del sector gastronómico. A través de la mayor demanda que generó y del cambio que produjo en esta, el turismo potenció el desarrollo de la nueva gastronomía peruana y la transformó en una atracción en sí misma. 
Sobre  el  fenómeno  del  turismo  gastronómico,  el escritor peruano y ganador del Premio Nobel Mario Vargas Llosa señala: "Si  alguien  me  hubiera  dicho  hace  algunos  años que un día iba a ver organizarse en el extranjero “viajes  turísticos  gastronómicos”  al  Perú,  no  lo  hubiera creído. Pero ha ocurrido y sospecho que los chupes de camarones, los piqueos, la causa, las pachamancas, los ceviches, el lomito saltado, el ají de gallina, los picarones, el suspiro a la limeña, etcétera, traen ahora al país tantos turistas como los palacios coloniales y prehispánicos del Cusco y las piedras de Machu Picchu".
La diferenciación de la gastronomía a través de su identidad cultural le ha permitido complementarse con otras grandes atracciones turísticas y transformarse en uno de los mayores atractivos del Perú. En 2019, el 36% de los turistas que visitaron Lima reportaron como razón de agrado de su visita “la gastronomía  agradable  y  variada”,  siendo  esta  la primera razón, seguida por el centro histórico con 18%.
Los países más populares de origen de los turistas extranjeros son Chile, Estados Unidos, Argentina, Ecuador, Colombia, Costa Rica, Brasil, Bolivia, México y Reino Unido.
En el 2019, el Perú registro cerca de 4.4 millones de turistas internacionales recibiendo divisas por 4,703 millones de dólares. El turismo generó 1.4 millones de puestos de trabajo directos e indirectos.

## Dinámica
El turismo tiene un impacto del 7% del PBI de Perú y es el sector de mayor crecimiento del país. Es regulado y estimulado por la Comisión de Promoción del Perú (PromPerú) del Ministerio de Comercio Exterior y Turismo (MINCETUR).
Este sector emplea al 11% de la población económicamente activa del país (484.000 empleos directos y 340.000 indirectos), la mayor parte en hostelería y en el transporte.

## Los profesionales en Turismo del Perú
En el año 1990 se crea el Colegio de Licenciados en Turismo por medio de la Ley 24915 y sus estatutos son dados por el Decreto Supremo 012-90 ICTI/TUR, en donde en sus primeros capítulos define a los profesionales en Turismo del sector y la obligatoriedad que hay en este país de encontrarse colegiado para ejercer actividades profesionales de Turismo.
Artículo 1.º- El Colegio de Licenciados en Turismo creado por Ley N.º 24915, es una entidad autónoma de derecho público interno, representativo de los Profesionales en Turismo de la República. 
Artículo 2.º- La Colegiación, es requisito indispensable para el ejercicio de la profesión de Licenciados en Turismo.
Artículo 3.º- El Colegio de Licenciados en Turismo está conformado por Licenciados en Turismo que se encuentran legalmente aptos para el ejercicio profesional. El colegio no hace distinguidos por razón de raza, sexo, credo, política, o religión.

## Turismo interno
Se entiende por turismo interno, o turismo nacional, a los viajes realizados por los visitantes residentes en el país, sean nacionales o extranjeros, dentro del territorio nacional. Por definición para fines estadísticos no se computan como turismo interno los viajes de aquellas personas cuyo motivo principal del viaje es percibir una remuneración en el destino.
En el 2014, el Ministerio de Comercio Exterior y Turismo (Mincetur) a través de su informe ‘Perfil del vacacionista nacional 2013’, reportó un total de 4.513.445 de viajes por recreación realizaron los turistas nacionales dentro del territorio peruano, siendo impulsado por la clase media emergente, pues el 61% de los turistas nacionales pertenecen al nivel socioeconómico C. El reporte informa también que el 43% de turistas viajan con su familia directa, el 21% con amigos, el 18% con su pareja, el 11% viaja solo y el 7% con familiares. El mes que más movimiento turístico se registra es julio (12%). También resaltan febrero (10%), marzo (11%), octubre (11%) y diciembre (10%).
El lugar, o región, más visitada fue la región Lima, con un 32,4% de las preferencias. Por debajo, La libertad (7,8%), Junín (6,3%) y Piura (6,1%).
El estudio deja rezagado al Cusco (3,7%), esto ocurre porque los costos se han vuelto demasiado altos, al punto de superar a paquete internacionales como Punta Cana (República Dominicana) o Cartagena (Colombia).

## Turismo receptivo
En los últimos años, el MINCETUR (Ministerio de Comercio Exterior y Turismo del Perú) ha participado en diversas ferias y exhibiciones realizadas, con mayor frecuencia, en Europa, Estados Unidos, Canadá, Japón, China, Argentina y Brasil, con el fin de dar a conocer la riqueza cultural, natural y gastronómica con que cuenta el Perú. 
También se tiene que tener en cuenta que en Perú existen varios lenguas en especial en la Región Selva , ejemplos:
- Lenguas Aru: JAQARU, KAWKI, AYMARA.
- Lenguas arawak: ASHENINCA, CAMPA DE PAJONAL, CAQUINTE, AMUESHA, CHAMICURO, ETC.
- Lenguas bora-witoto: BORA, MUINANE, NONUYA, ETC.
- Y hay más lenguas y si uno o varios excursionistas vienen aquí a Perú les gustaría aprender estos lenguajes.

El siguiente cuadro muestra la evolución del número de turistas y generación de divisas en los últimos años:
| Año  | Turistas receptivos | Millones de US $ |
| ---- | ------------------- | ---------------- |
| 2002 | 1'063,606           | 837              |
| 2003 | 1'135,769           | 1.023            |
| 2004 | 1'349,959           | 1.232            |
| 2005 | 1'570,566           | 1.438            |
| 2006 | 1'720,746           | 1.775            |
| 2007 | 1'916,400           | 2007             |
| 2008 | 2'057,620           | 2.396            |
| 2009 | 2'300,961           | 2.440            |
| 2010 | 2'299,187           | 2.475            |
| 2011 | 2'800,000           | 2,912            |
| 2012 | 2'900,000           | 3.288            |
| 2013 | 3'200,000           |                  |
| 2014 | 3'600,000           | 4.000            |

En el año 2010, 2,299,187 turistas internacionales visitaron el Perú, provenientes, principalmente, de los siguientes países:
A junio del 2023 llegaron al Perú 3,6 millones de turistas del extranjero, que sumado a expectativas entre julio-noviembre del 2023 de 1'618,200, llegarían al Perú 5,2 millones de turistas todo el 2023. El 2019 turismo internacional alcanzó los 10,4 millones. 
| Posición | Visitante      | Ingresos (2011) | Posición | Visitante    | Ingresos (2011) |
| -------- | -------------- | --------------- | -------- | ------------ | --------------- |
| 1        | Chile          | 700,944         | 11       | Alemania     | 53,201          |
| 2        | Estados Unidos | 600,232         | 12       | Canadá       | 52,955          |
| 3        | Ecuador        | 250,445         | 13       | Italia       | 41,831          |
| 4        | Argentina      | 127,062         | 14       | Venezuela    | 38,468          |
| 5        | Colombia       | 125,642         | 15       | México       | 38,097          |
| 6        | España         | 120,666         | 16       | Japón        | 30,604          |
| 7        | Brasil         | 94,674          | 17       | Australia    | 29,659          |
| 8        | Bolivia        | 86,181          | 18       | Países Bajos | 24,795          |
| 9        | Francia        | 66,985          | 19       | Suiza        | 18,217          |
| 10       | Reino Unido    | 54,182          | 20       | Israel       | 12,978          |

## Información y asistencia al turista

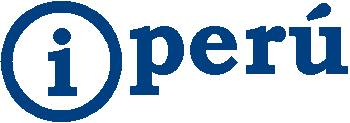
Logotipo de Iperú

Perú cuenta con un servicio estatal, gratuito que trabaja los 7 días de la semana durante todo el año, llamado Iperú, Información y Asistencia al Turista. Este servicio es de gran ayuda para el viajero nacional o extranjero antes, durante y después de un viaje al Perú. Asimismo, recibe reclamos y sugerencias concernientes a empresas turísticas, atractivos y en general sobre el turismo peruano.

## Destinos por región

### Amazonas
La región Amazonas es una tierra de variados microclimas, cada uno de los cuales contiene una gran cantidad de biodiversidad. Además, el departamento fue el escenario de algunas civilizaciones precolombinas que han dejado restos impresionantes de sus culturas, en otro tiempo muy destacadas. La ciudad capital Chachapoyas, se suma a la diversidad de la ecología y la cultura, ya que es cuenta con una pintoresca arquitectura colonial. Las calles de esta ciudad son estrechas. Contiene una plaza principal, característico de las ciudades peruanas y mantiene mansiones coloniales y balcones que se suman al sabor de la cultura mestiza de la zona.
Podría decirse que el destino más impresionante del departamento es la antigua fortaleza de Kuélap. A menudo se refiere como el Machu Picchu del norte, Kuélap fue construido por la cultura chachapoyas, una antigua tribu de guerreros que se resistieron a la expansión del Imperio Inca. La Catarata de Gocta descubierta en el 2005 es la tercera catarata más alta del mundo.

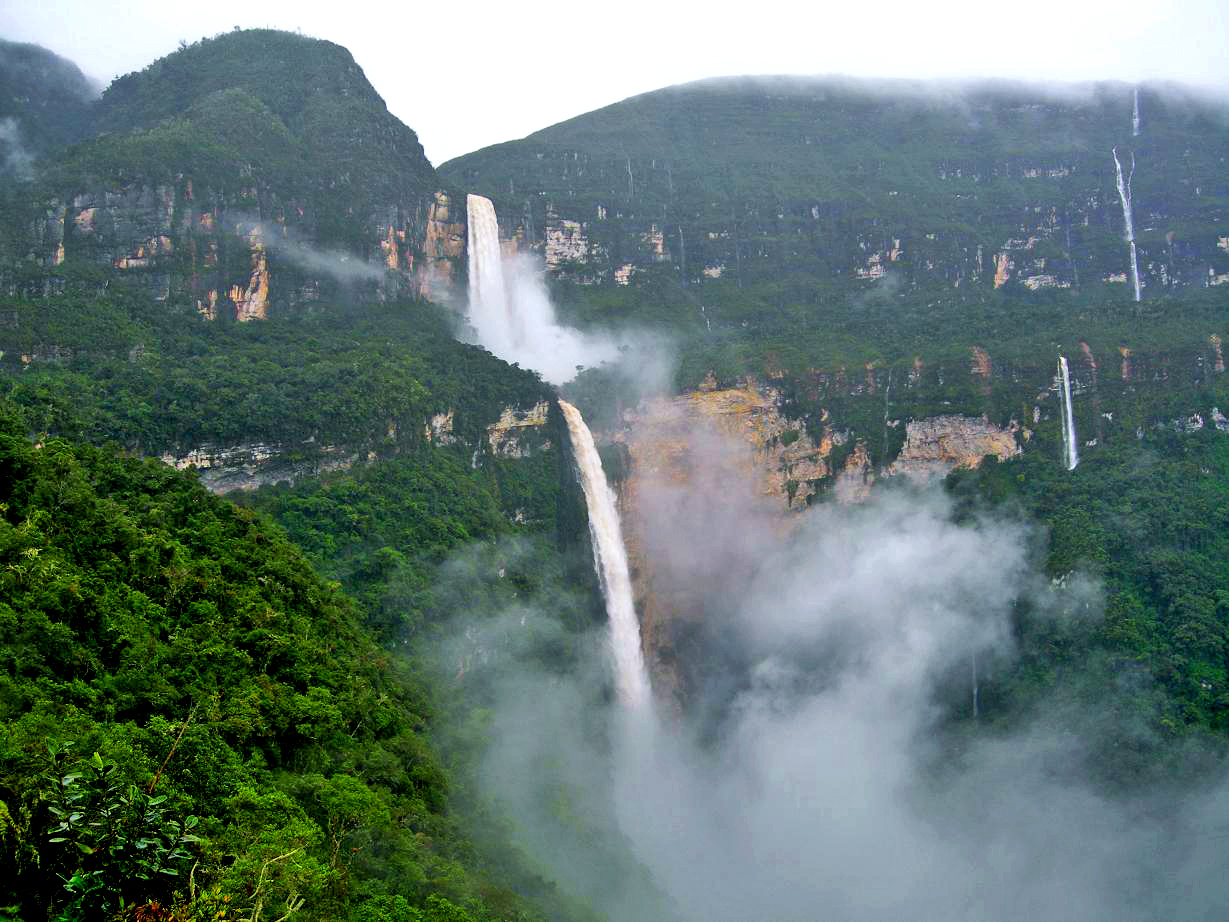
Catarata de Gocta con 771 metros de caída.
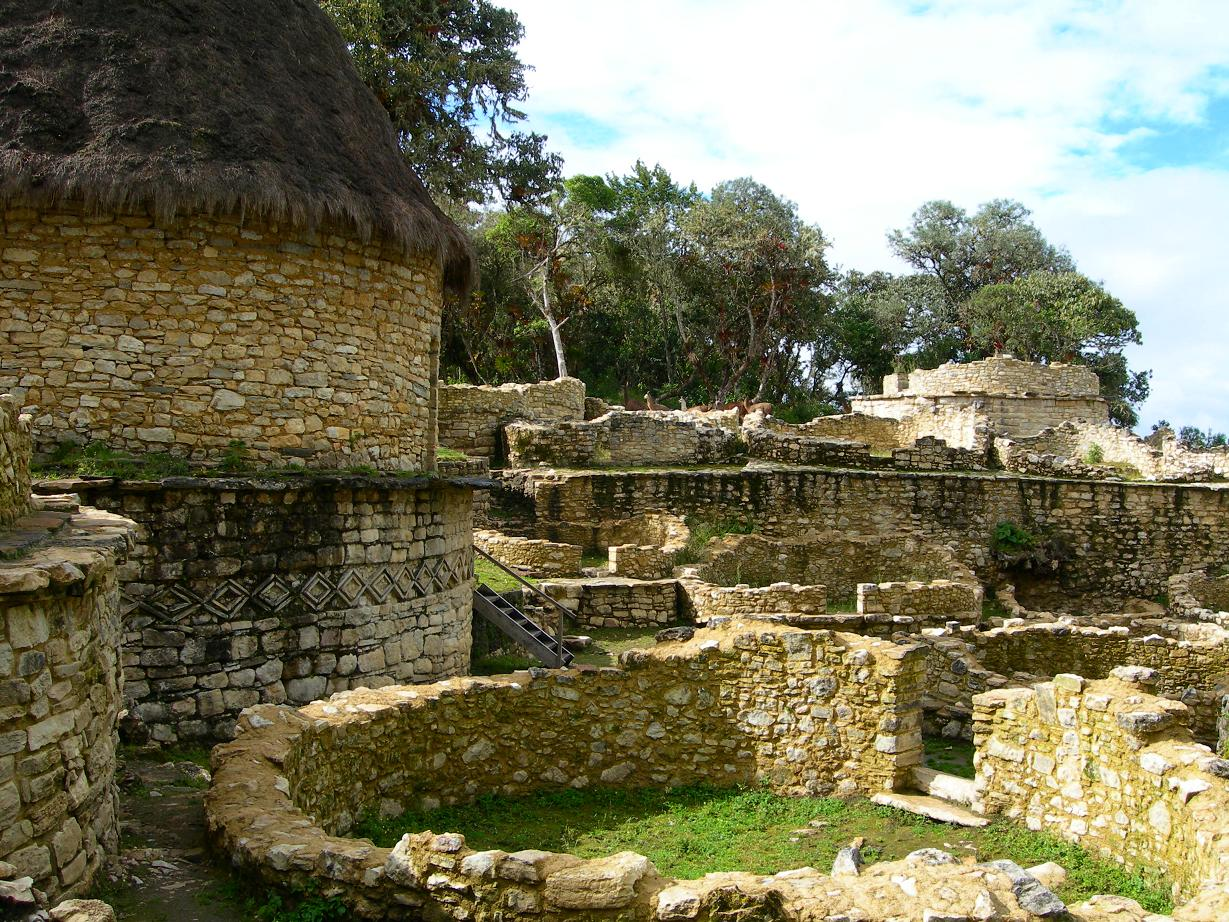
Interior de la Fortaleza de Kuélap
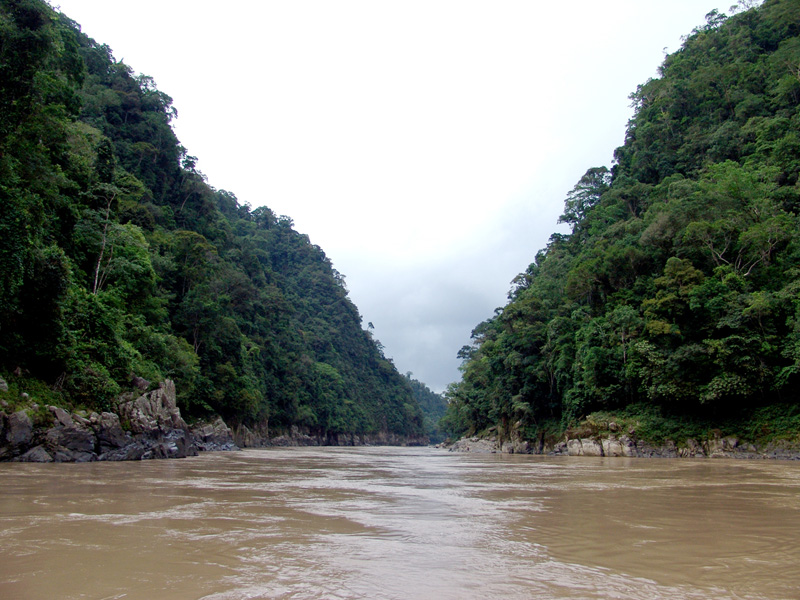
El río Marañón a su paso por el Pongo de Manseriche
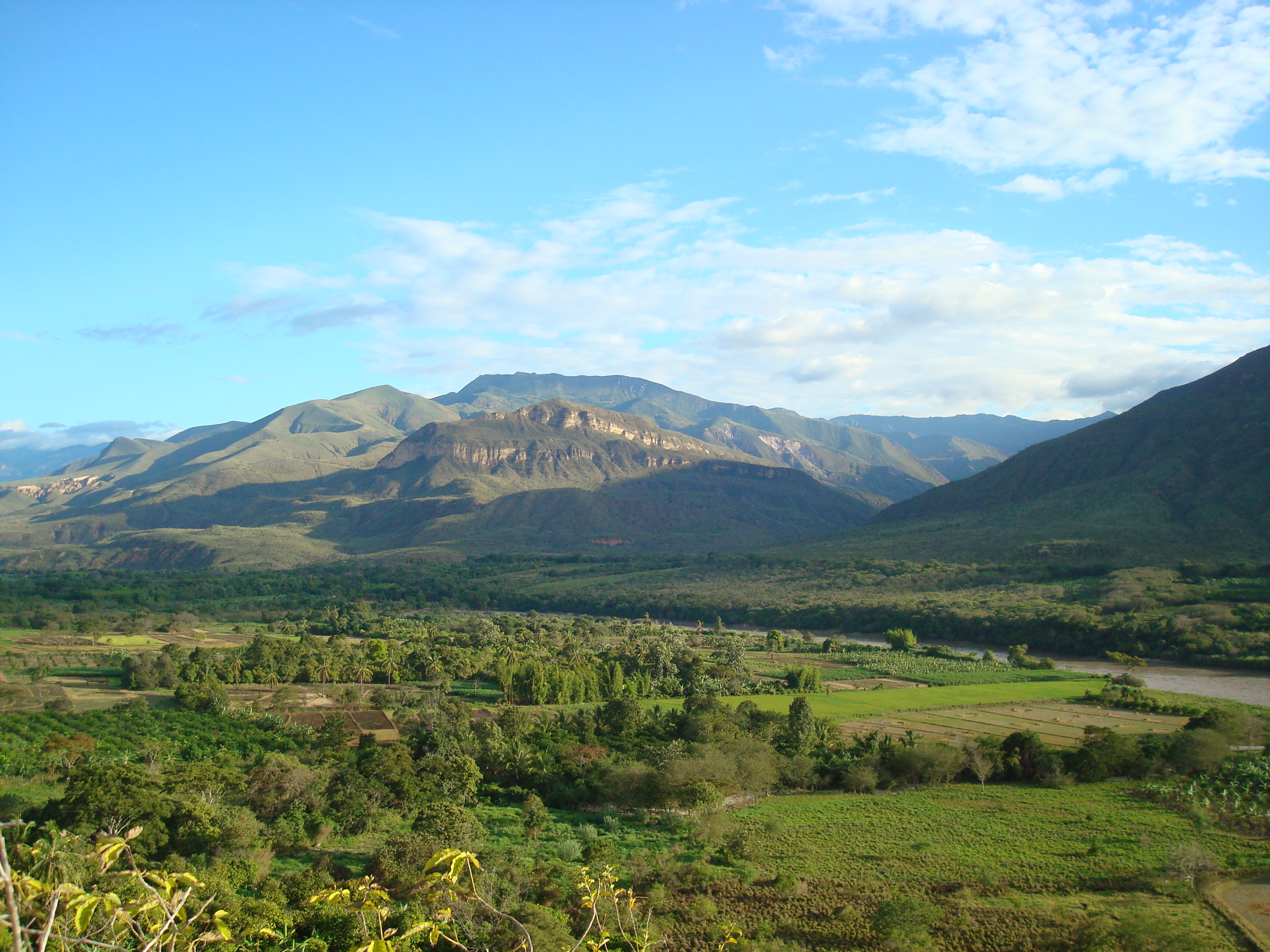
Valle del río Tactago de Cumba

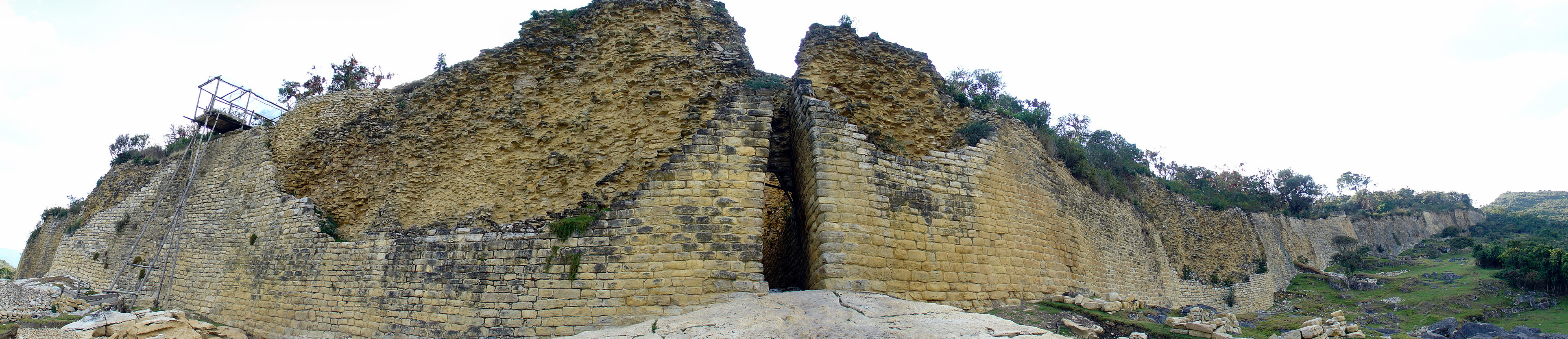
Fortaleza de Kuélap

### Áncash

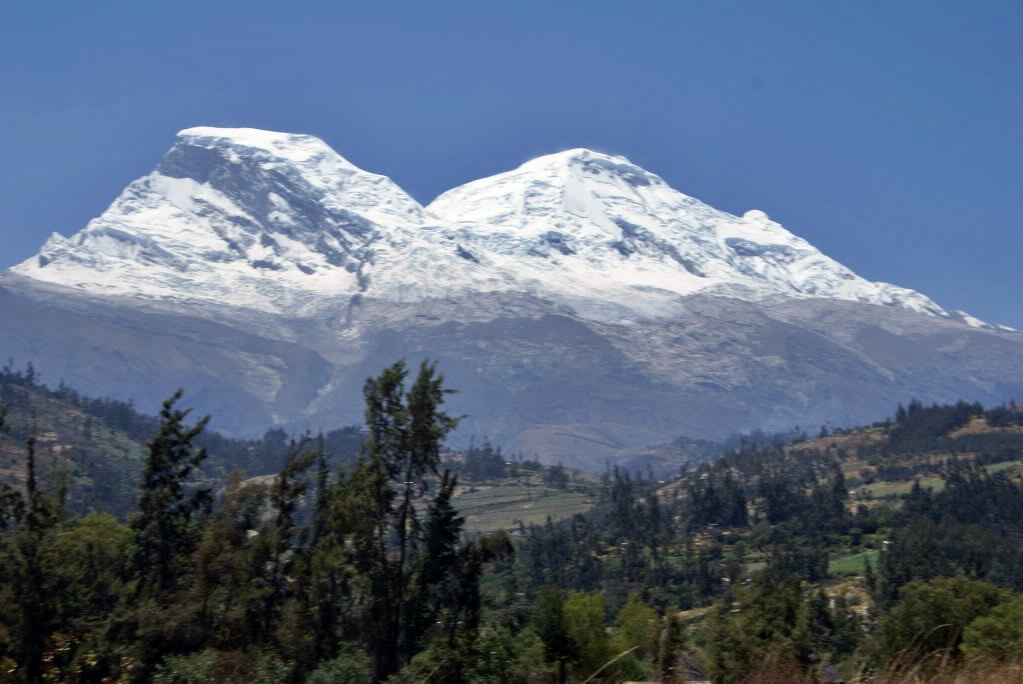
Nevado Huascarán con 6 768 msnm, es el punto culminante del Perú y de toda la zona tropical del mundo

En el Departamento de Áncash se encuentra la Cordillera Blanca, la cordillera más alta del Perú. El departamento es el epicentro del sector de turismo de aventura del Perú y atrae a visitantes que deseen participar en todo tipo de actividades. El departamento es un paraíso para los senderistas y excursionistas ya que existe una amplia red de senderos. El beneficio de trekking en Áncash es que solo unos pocos senderos seleccionados han sido comercializados. El paisaje a lo largo de estos senderos precolombinos es espectacular y hay más de 12 000 lagos. Pintorescos pueblos están dispersos por todo el departamento y son muy hospitalarios. Las excursiones más populares en el departamento son la de la caminata Llama, la Cordillera Blanca y la Cordillera Huayhuash.
La ciudad capital, Huaraz, tiene una pequeña industria del esquí y montañismo que se desarrolló razonablemente. El ciclismo de montaña es el deporte de más rápido crecimiento en la región. Las bicicletas de montaña están disponibles para el viajero en cada nivel de experiencia. El Rafting es una actividad importante en el departamento. Los Rápidos varían en dificultad, desde principiante a experto. El departamento tiene una alta concentración de picos. El clima es templado todo el año y es fácilmente accesible desde Huaraz. Doce de las veinte montañas más altas del Perú se encuentran en el departamento, con un rango de altitud que va desde 5000 a 6768 m s. n. m. (15 000 a 22 200 pies).
Su sierra se encuentra dividida por dos cordilleras: la Cordillera de Huallanca y la Cordillera Blanca, originando así dos vertientes, la del pacífico y la del atlántico, en los que se desarrollaron culturas y pueblos pintorescos.
- En la sierra oriental se encuentra Chavín de Huántar, un antiguo complejo arqueológico construido hace más de 3200 años atrás y catalogado como Patrimonio de la Humanidad; el territorio está bañado por varias ciudades, las que tienen más desarrollo a nivel turístico son: Chacas, Chavin y Huari. El nevado Perlilla, puesto en promoción recientemente es el complejo para esquí más alto del mundo y más cercano al ecuador, cuenta con 25 hectáreas de nieve perpetua para la práctica de deportes de invierno. Mientras que el mejor lugar para el avistamiento de cóndores es el Cañón del Marañón con 1900 metros de profundidad.

- La sierra occidental que termina en las estribaciones de la costa tiene como principal eje turístico al callejón de Huaylas, que cuenta con ciudades con mayor desarrollo turístico: Recuay, Carhuaz, Yungay y Caraz. Estas ciudades conservan una combinación única de la arquitectura europea y andina.

- La costa ancashina tiene como principales destinos la playa de Tuquillo, el balneario de Tortugas y el templo de Sechín, con 5.500 años de antigüedad.

El principal atractivo del departamento es el parque nacional del Huascarán, Patrimonio de la Humanidad, en donde se halla la montaña más alta del Perú, el Nevado Huascarán.

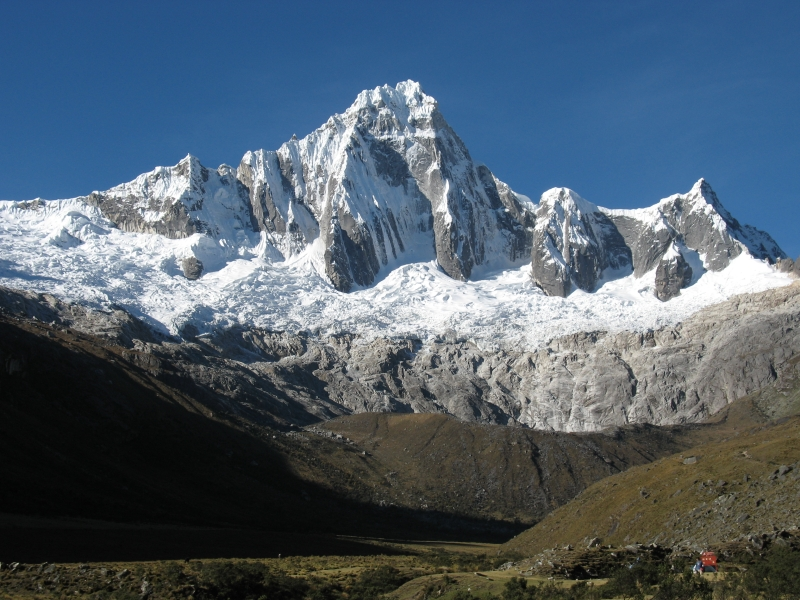
El nevado Taulliraju
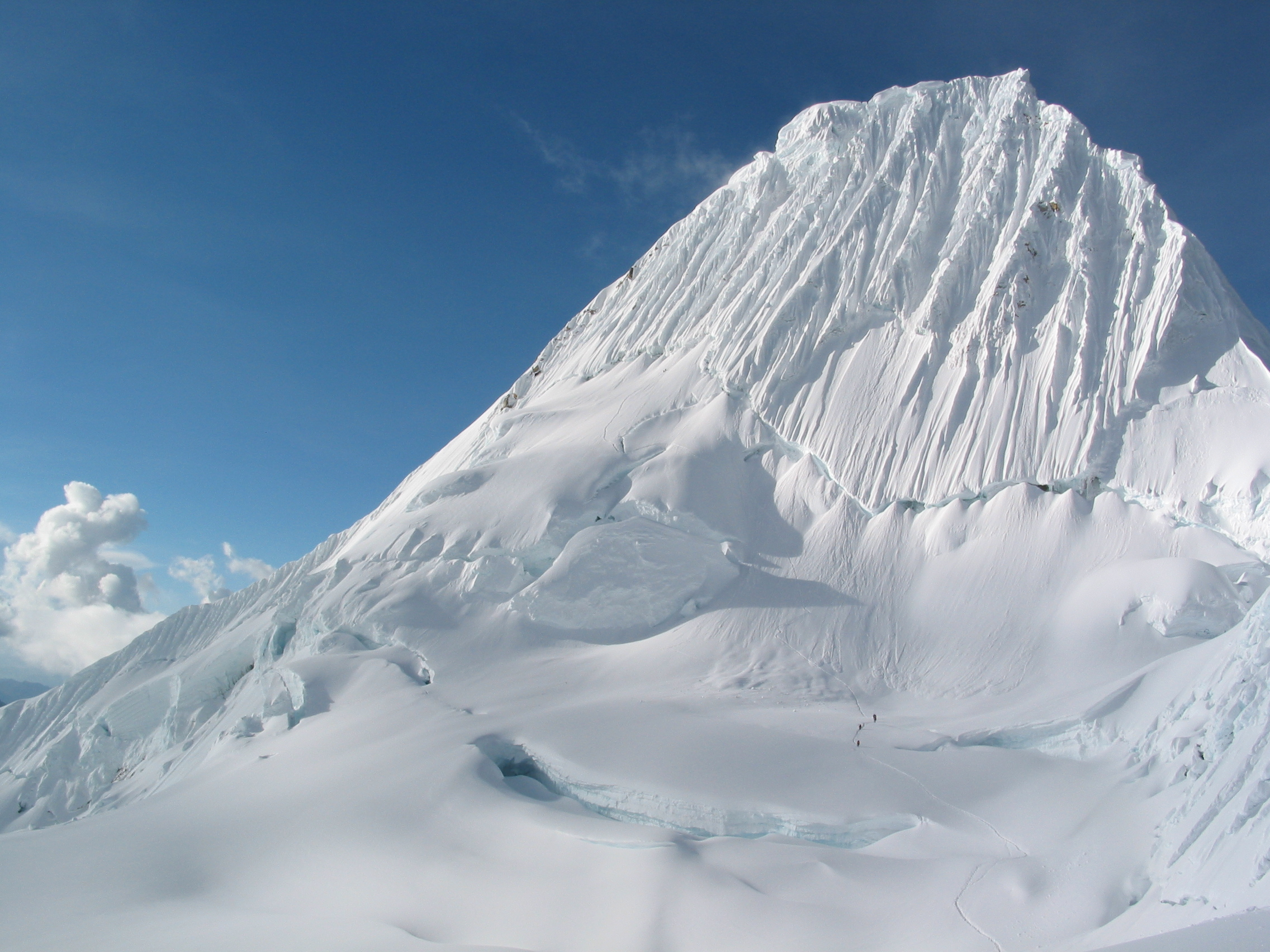
El nevado Alpamayo, declarado en Münich (1966) como «La montaña más hermosa del mundo».
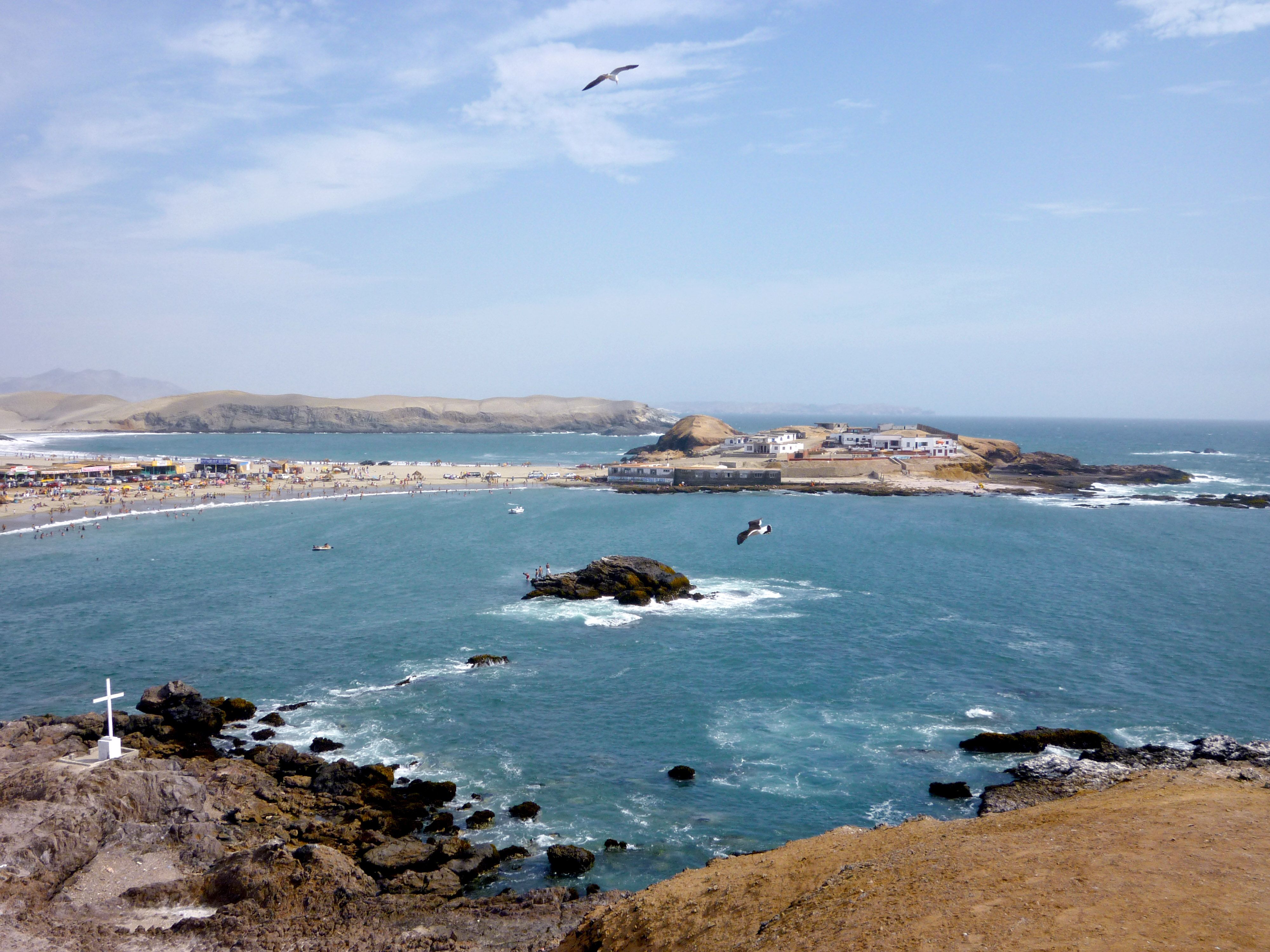
Balneario de Tuquillo
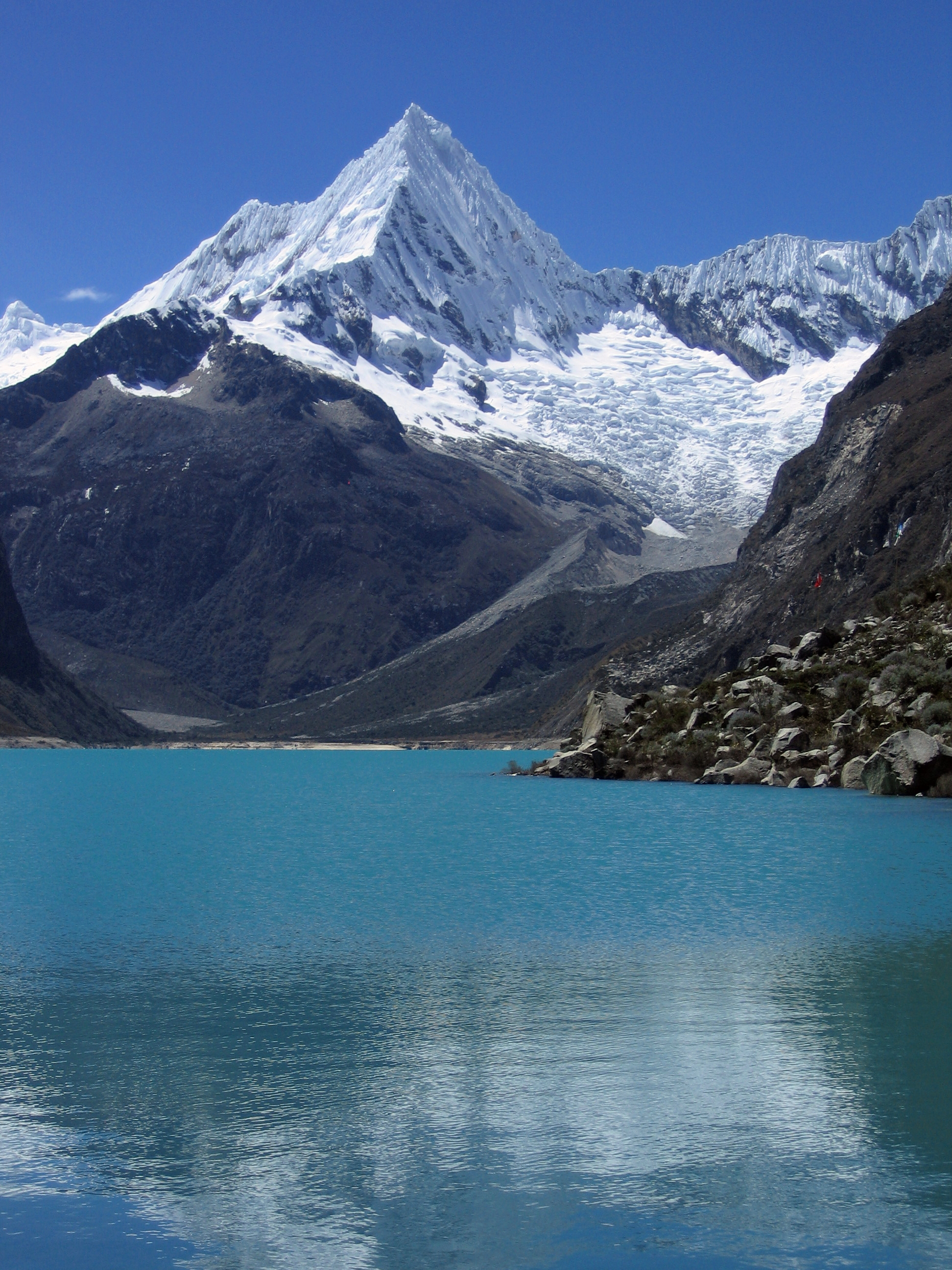
Laguna Parón
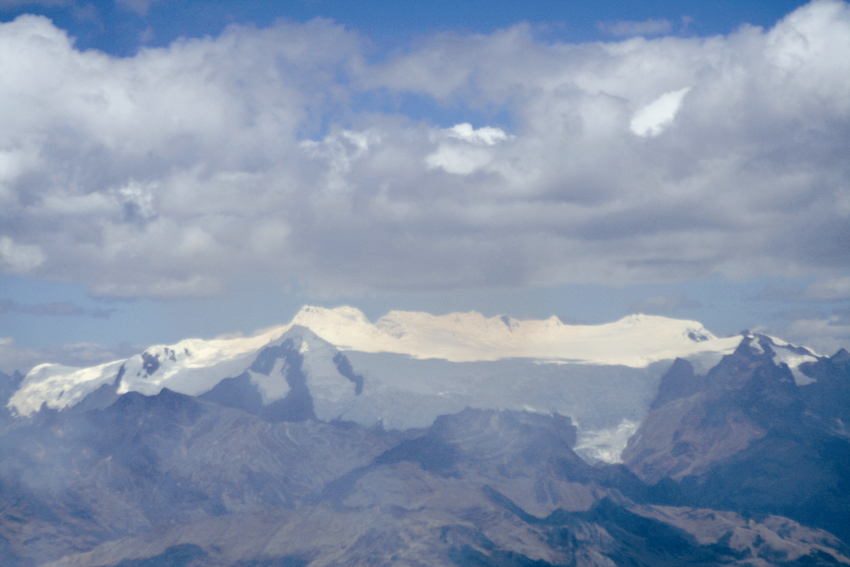
Nevado Perlilla, sus faldas son aptas para el esquí de travesía.
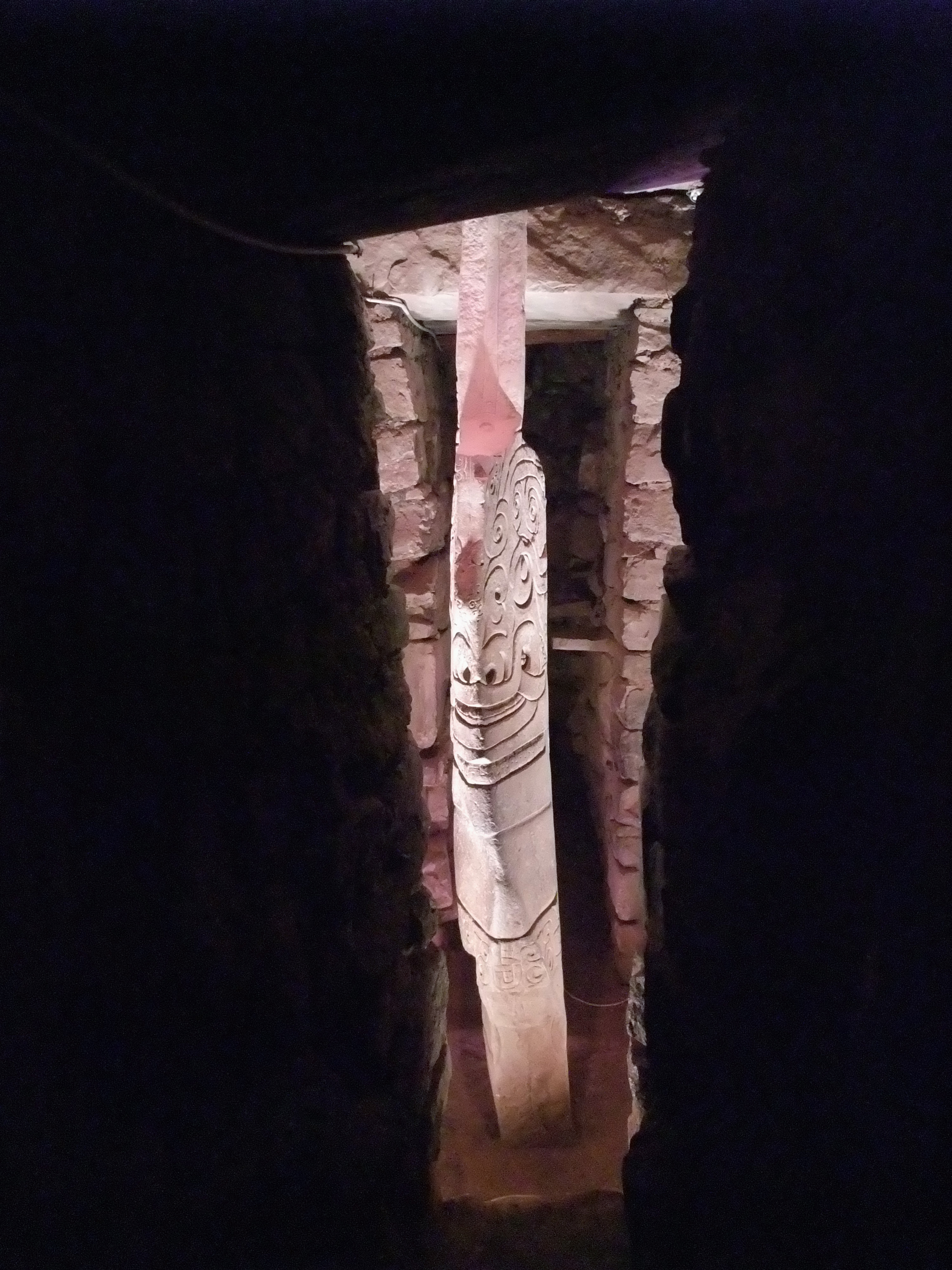
Lanzón de Chavín, única deidad del antiguo Perú hallada en su lugar original.

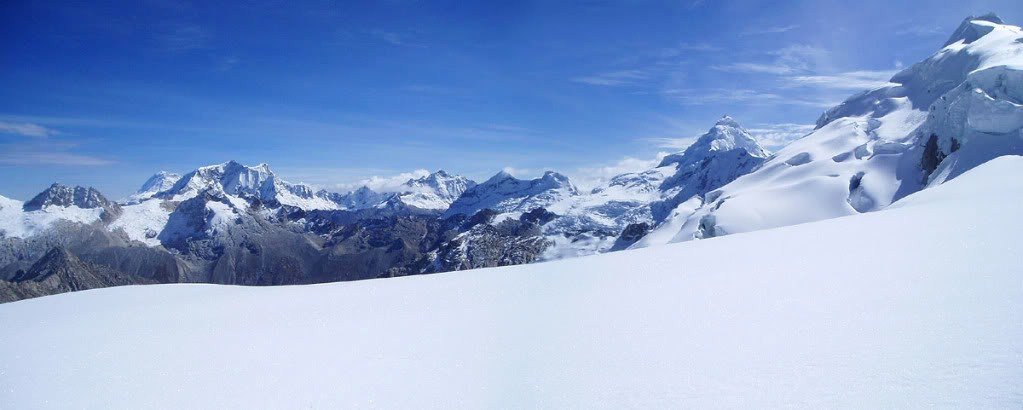
Vista de los nevados Ishinka y Tocllaraju desde el Huascarán

### Apurimac
La región de Apurímac se encuentra en los Andes del sur del Perú y en ella se encuentran muchos pueblos y ciudades caracterizados por su belleza natural. Las ciudades de Abancay y Andahuaylas cuentan con muchas muestras de arquitectura colonial española, cada uno con una plaza principal y las calles estrechas de adoquines. Las actividades turísticas más importantes de esta zona son el senderismo y el canotaje. Dado que las regiones están cerca de Cuzco, muchos turistas hacen viajes de caminatas largas de Cusco a Apurímac.

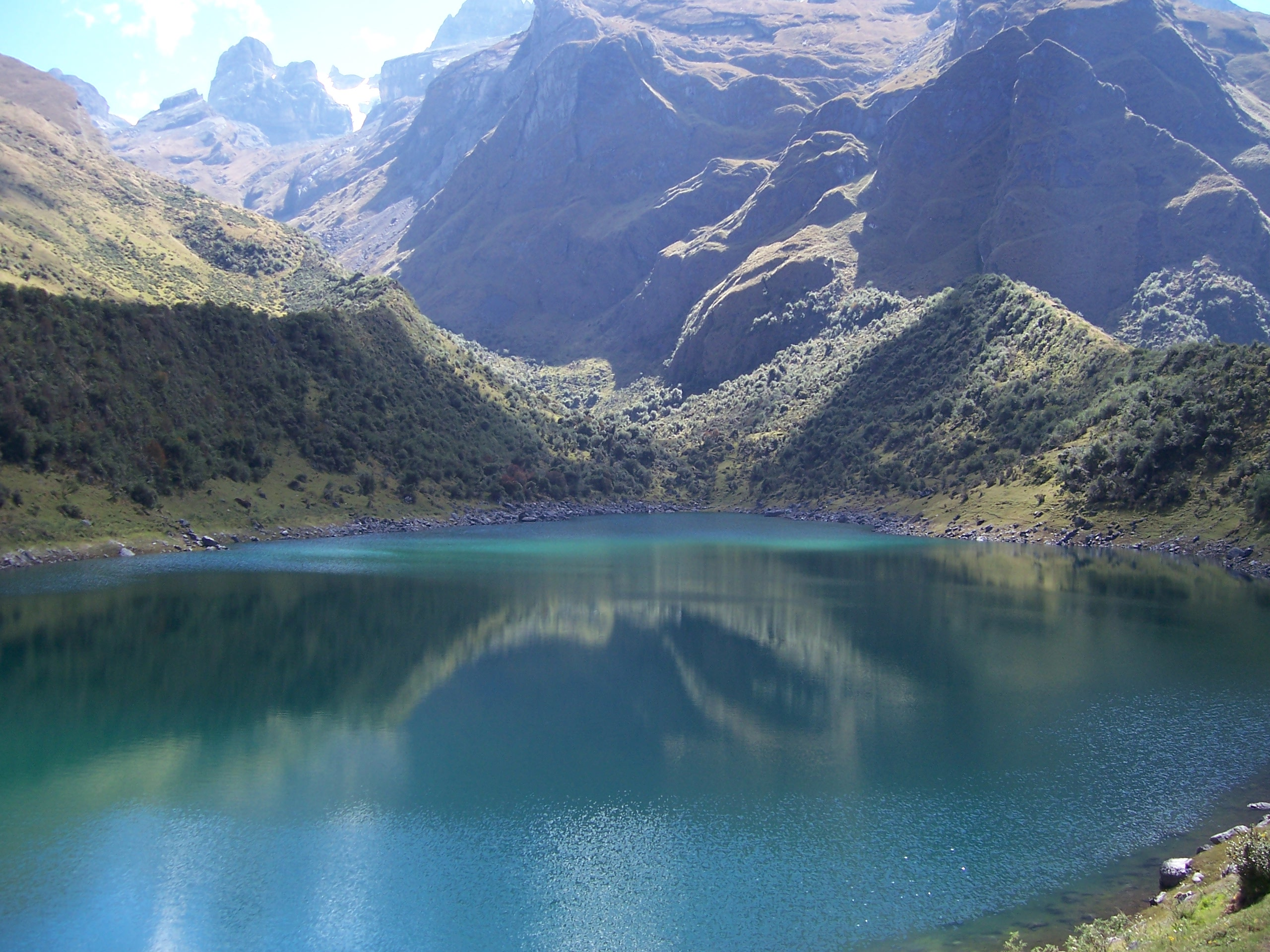
Laguna Uspaccocha, en el Santuario Nacional de Ampay.
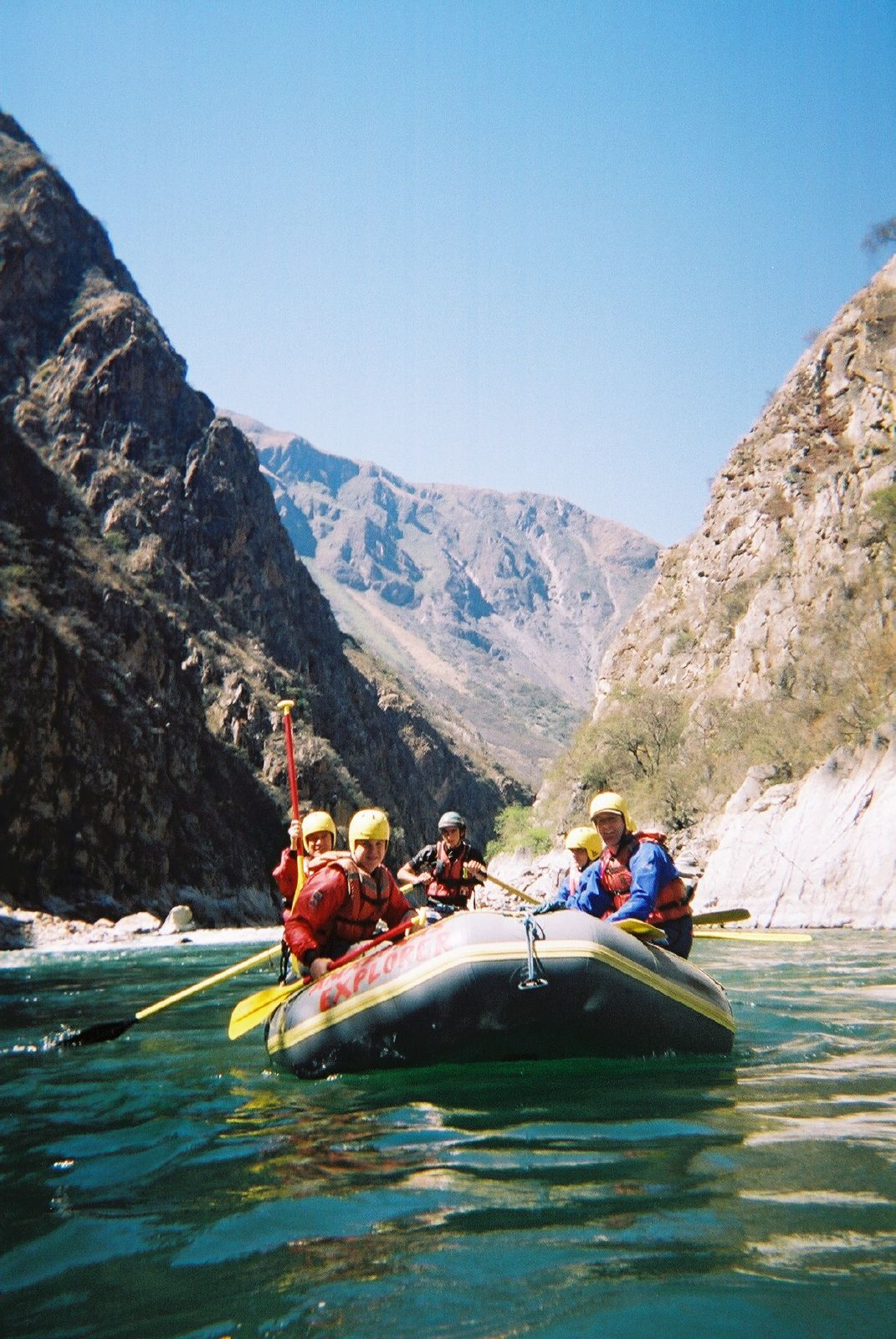
Rafting en el río Apurímac
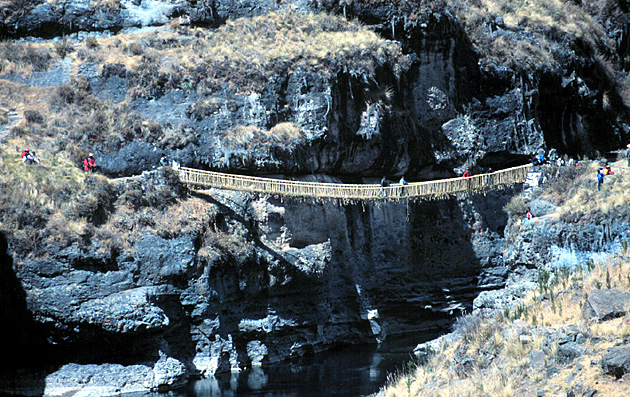
Puente inca sobre el río Apurímac
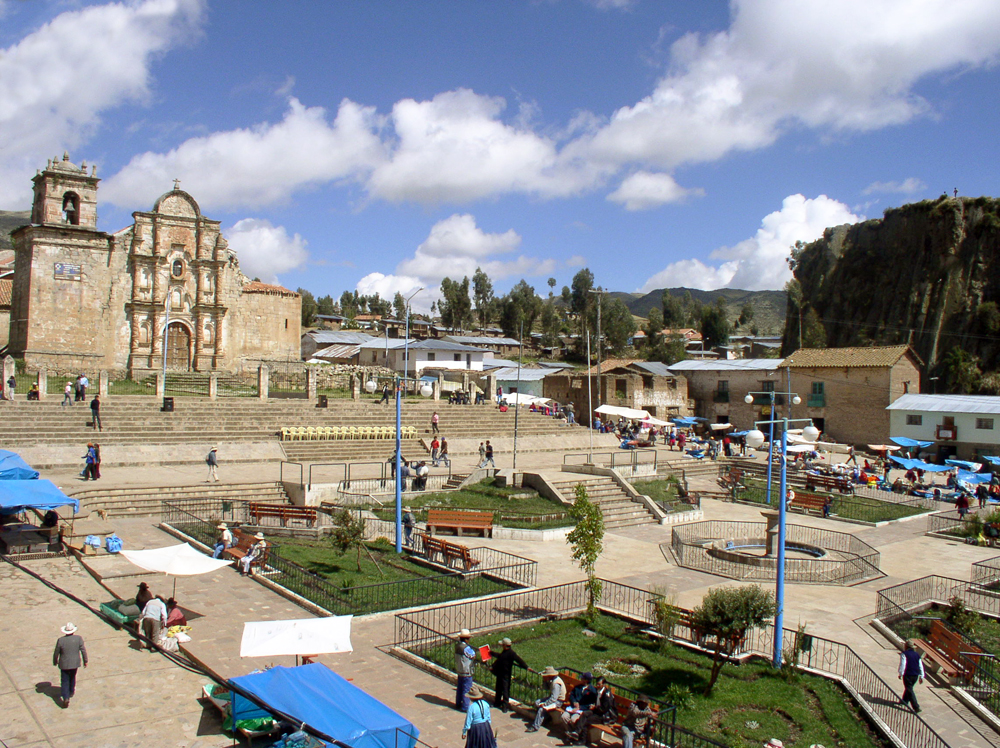
Plaza de Armas de la ciudad de Haquira
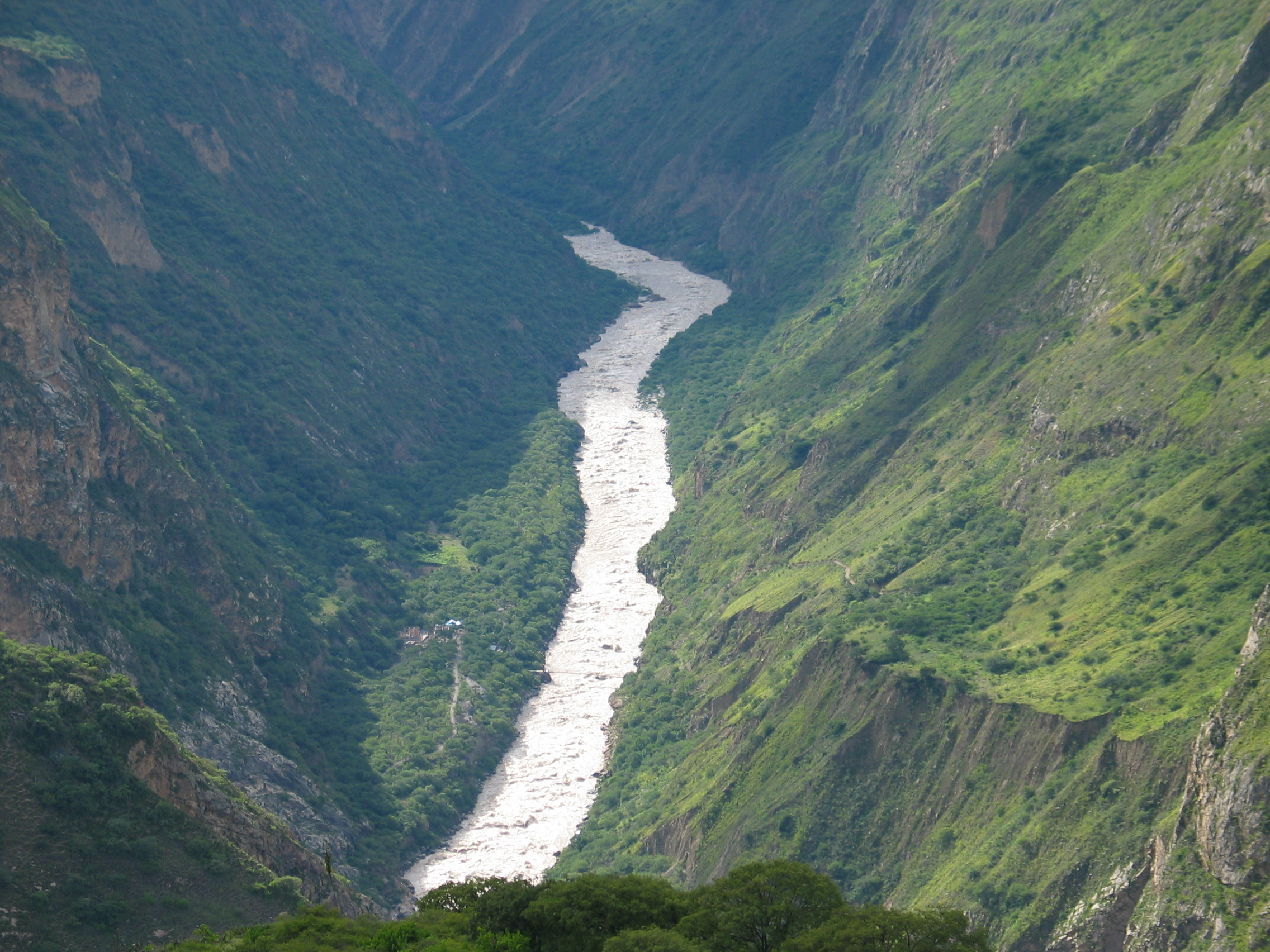
río Apurimac, recorre 700 km, hasta llegar al río Amazonas

### Arequipa

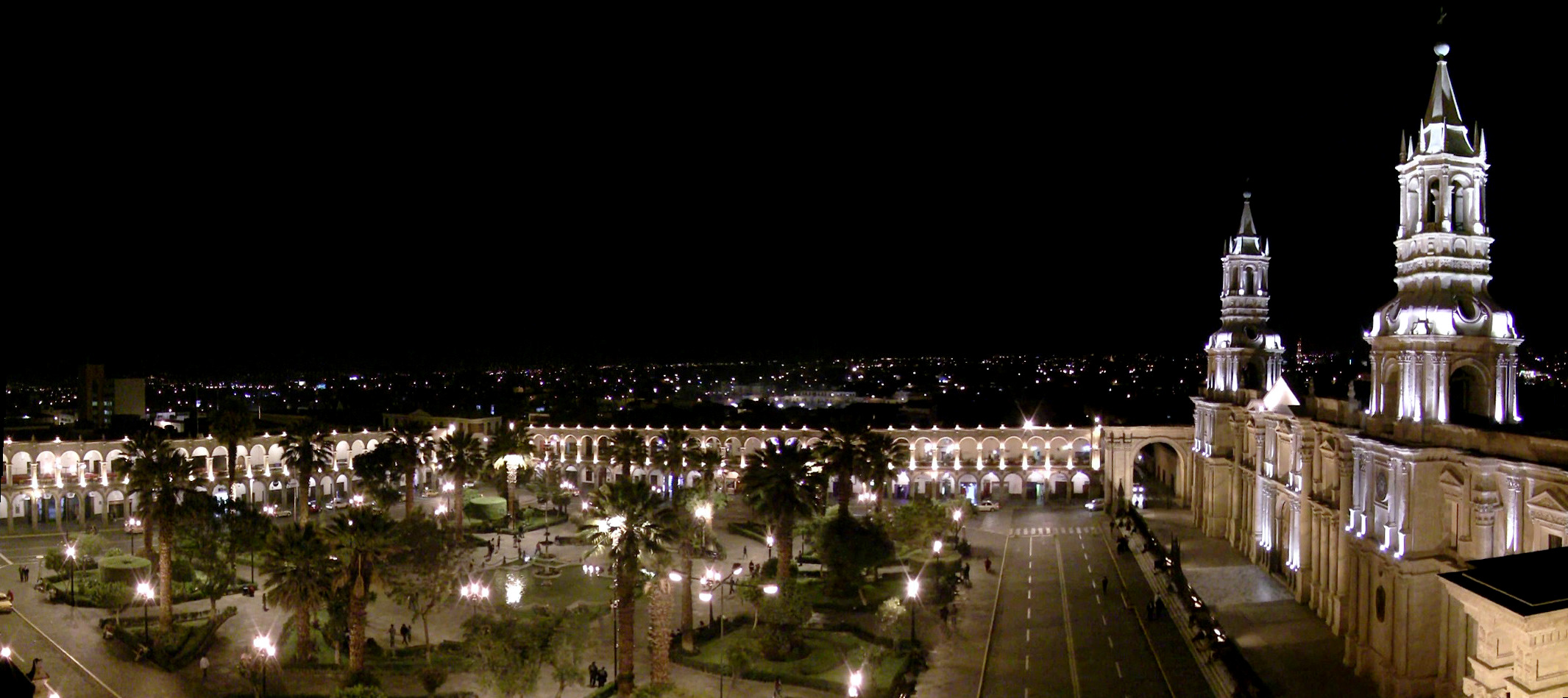
Plaza de Armas de Arequipa

La región de Arequipa es una de las más variadas geográfica, cultural y socialmente del Perú. Principales lugares de interés del departamento son la ciudad de Arequipa, el Cañón del Colca, turismo de aventura y observación de vida silvestre. La ciudad de Arequipa, la segunda más grande en la nación, que se conoce como la "ciudad blanca". El nombre proviene del color de los edificios de la ciudad que están hechas de sillar que viene de los volcanes de la zona.
La ciudad se ve ensombrecida por el volcán Misti, que se suma al encanto de la ciudad. Es la ciudad más desarrollada en el Perú después de Lima. El centro histórico de Arequipa se hizo por la UNESCO Patrimonio de la Humanidad por su abundancia de iglesias barrocas españolas coloniales y mansiones, y el Monasterio de Santa Catalina, una ciudad dentro de una ciudad con calles empedradas, plazas y patios. La cocina arequipeña se ha mantenido más fuertemente influenciada por la cocina colonial española que en Lima y se ha mantenido relativamente libre de la influencia posterior de los inmigrantes que llegaron a Lima, como el chino y japonés. El Cañón del Colca se encuentra a 100 kilómetros al noroeste de Arequipa y es el doble de la profundidad del Gran Cañón en Estados Unidos. El Cañón de Cotahuasi es el más profundo en el Hemisferio Occidental.
Las playas del Departamento de Arequipa también son muy visitadas como de las Provincias de Camaná y Islay.

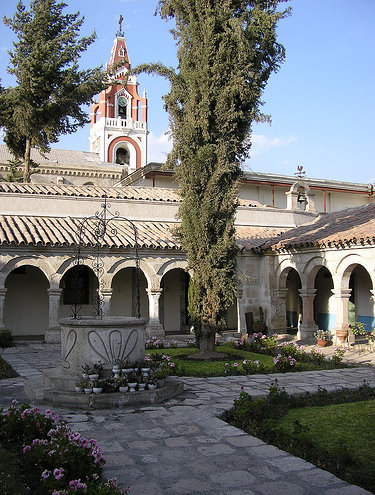
Convento de la Recoleta
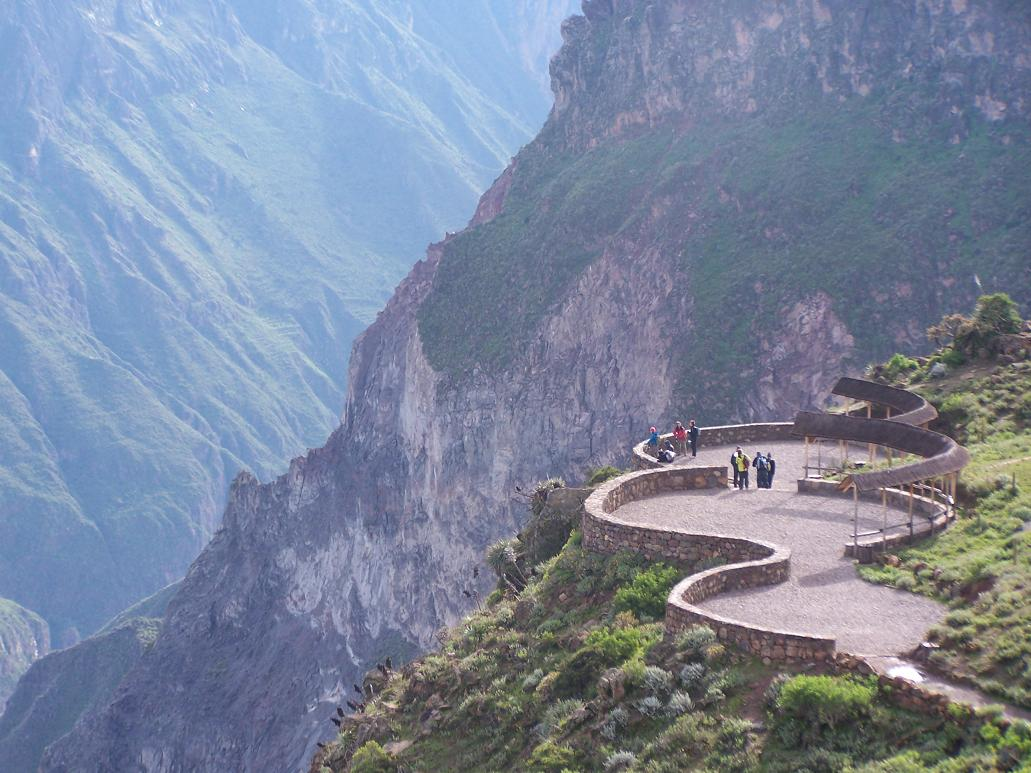
Mirador la Cruz del Cóndor en el Cañón del Colca
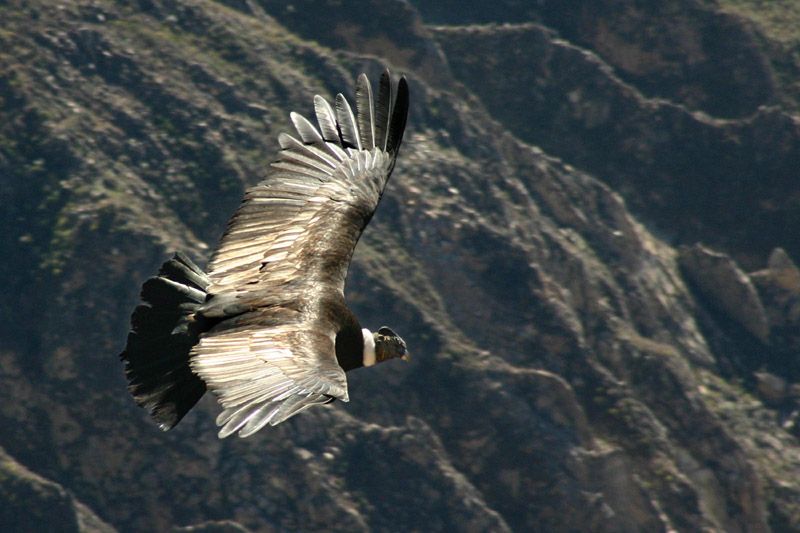
Cóndor en el Cañón del Colca
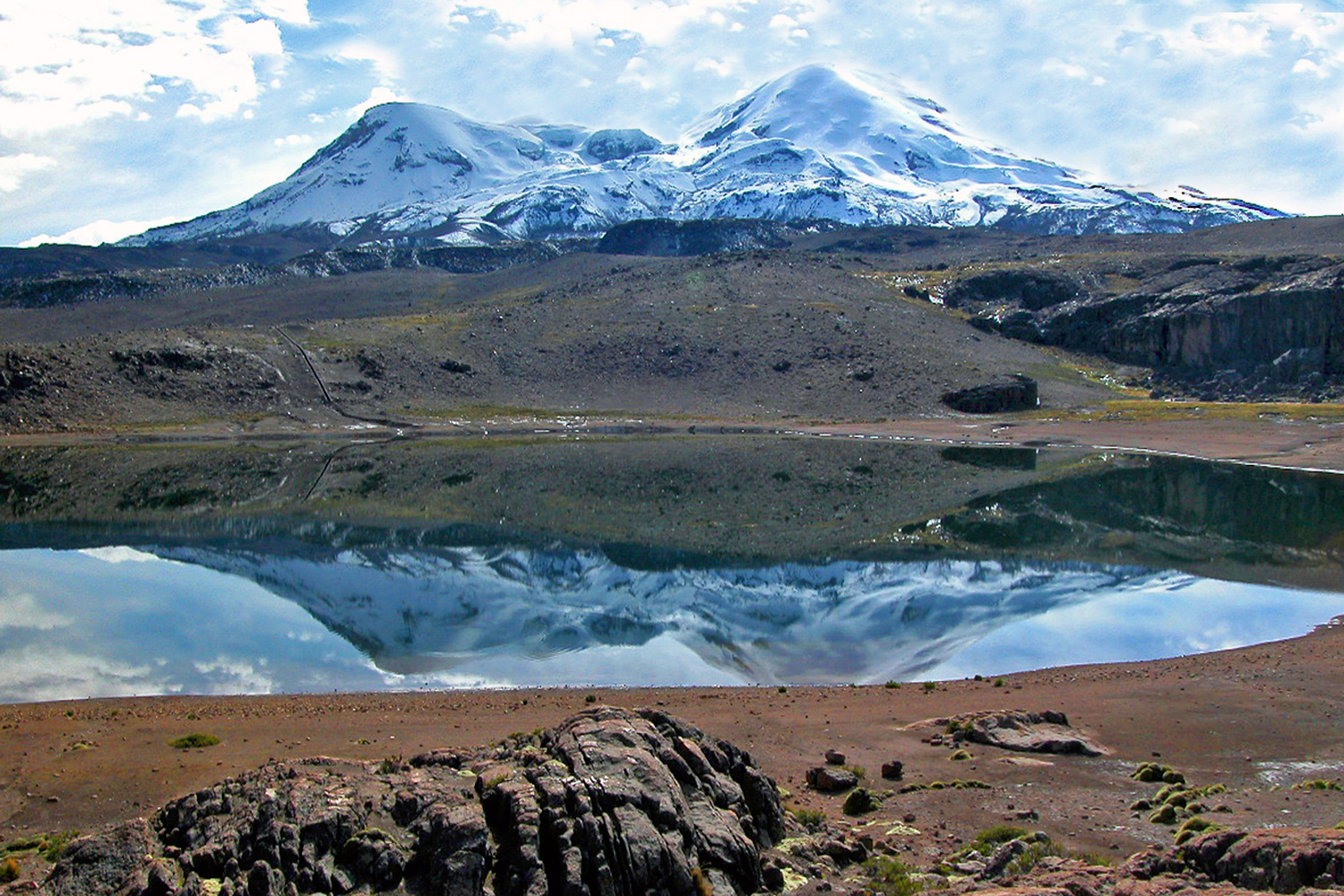
Volcán Coropuna

### Ayacucho
El departamento de Ayacucho se encuentra en el sur de los Andes y contiene una serie de sitios turísticos que atraen a muchos visitantes. Fue determinante en todas las etapas de la historia y cultura del Perú, por ello destaca en su arquitectura, tradición y arte. La ciudad capital, Ayacucho, tiene templos coloniales en cada cuadra, que contienen obras de arte de gran valor. El departamento acoge varios sitios arqueológicos de la Cultura Wari. También es reconocido internacionalmente por sus manifestaciones artísticas y festividades. Las ciudades y pueblos de Ayacucho se especializan en la creación y venta de artesanías, muchas de estas se crean en piedra de Huamanga que es originaria del departamento. El sitio arqueológico de Vilcashuamán es un sitio inca importante.

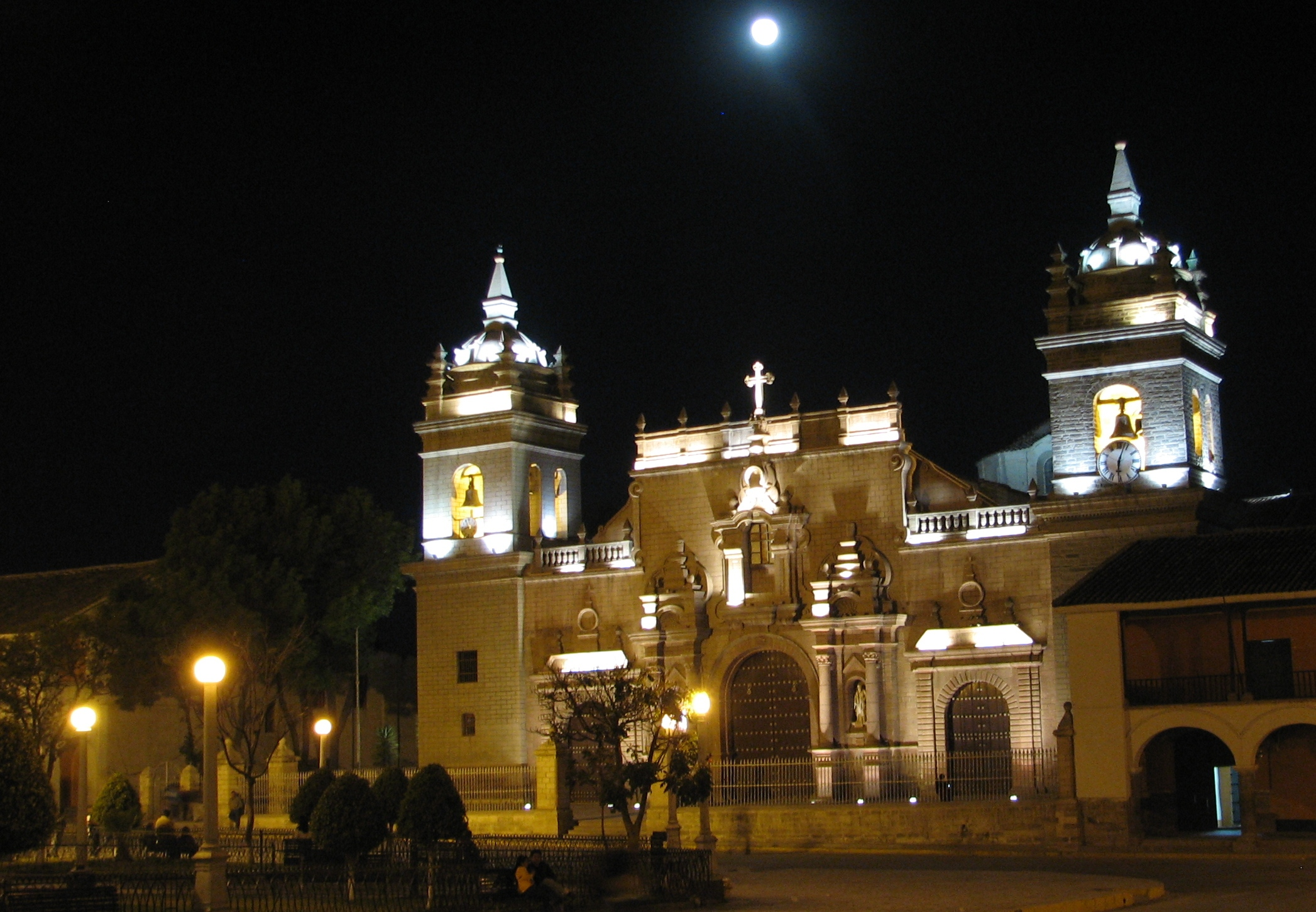
Catedral de Ayacucho
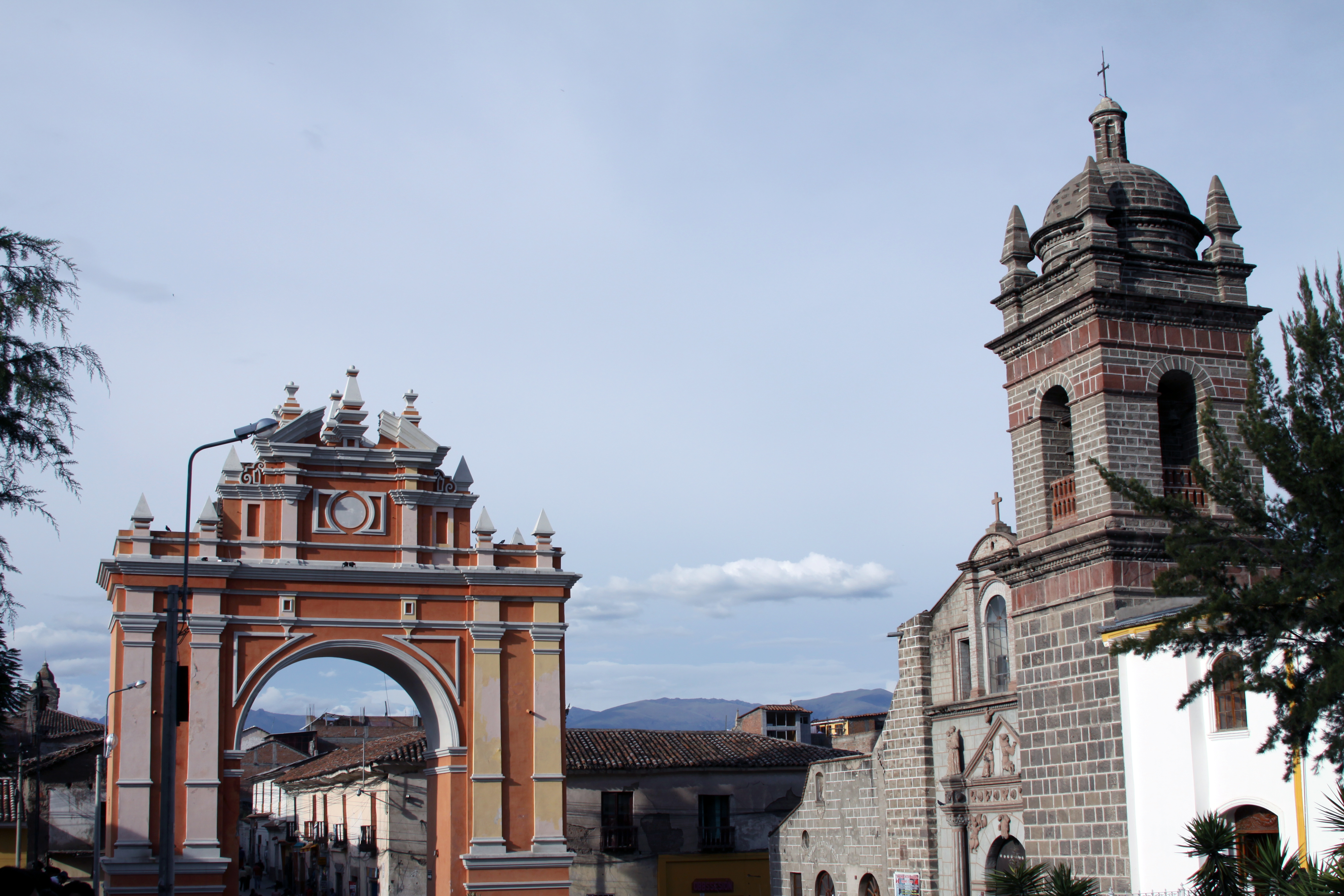
Arco del Triunfo y Templo de San Francisco
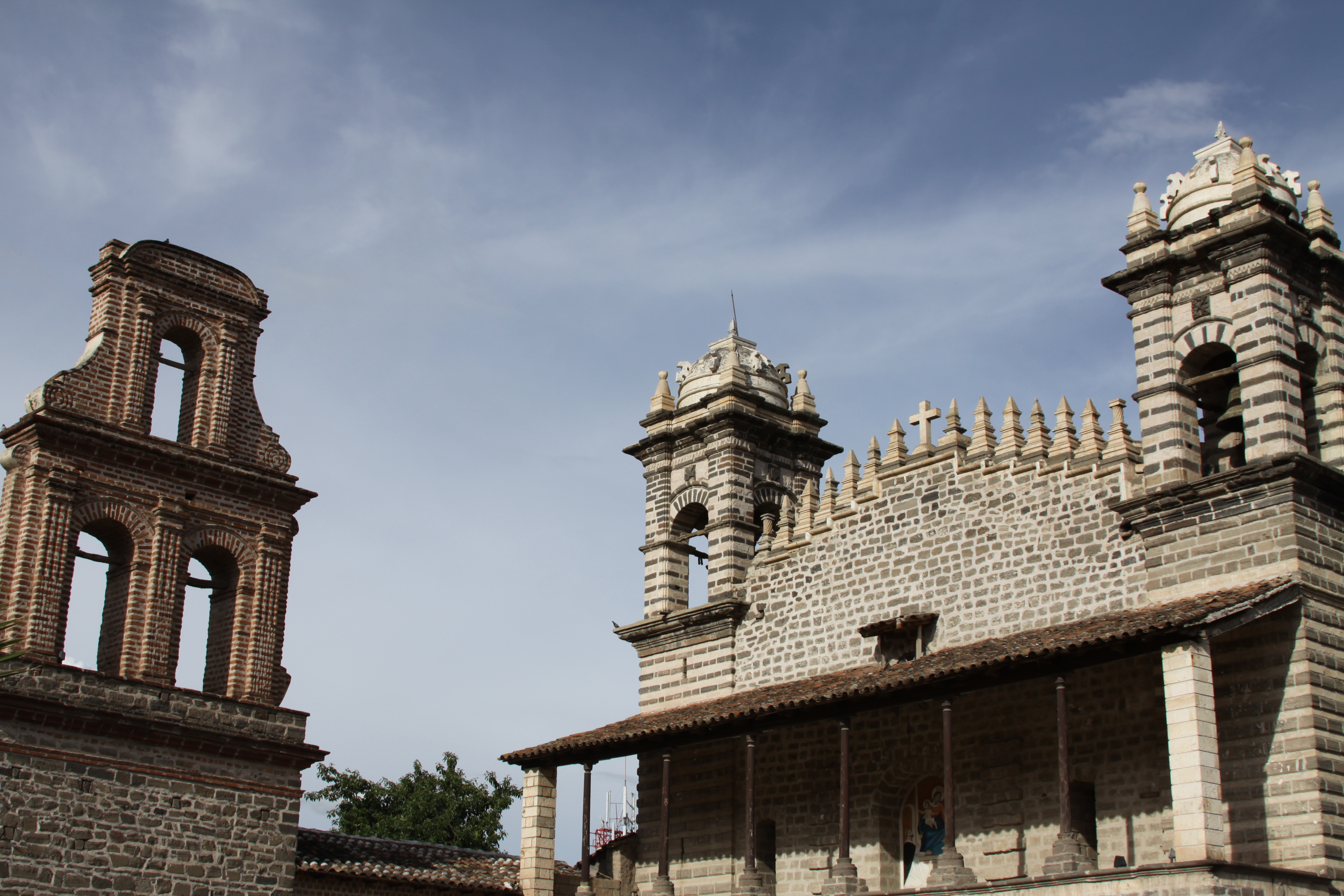
Templo de Santo Domingo
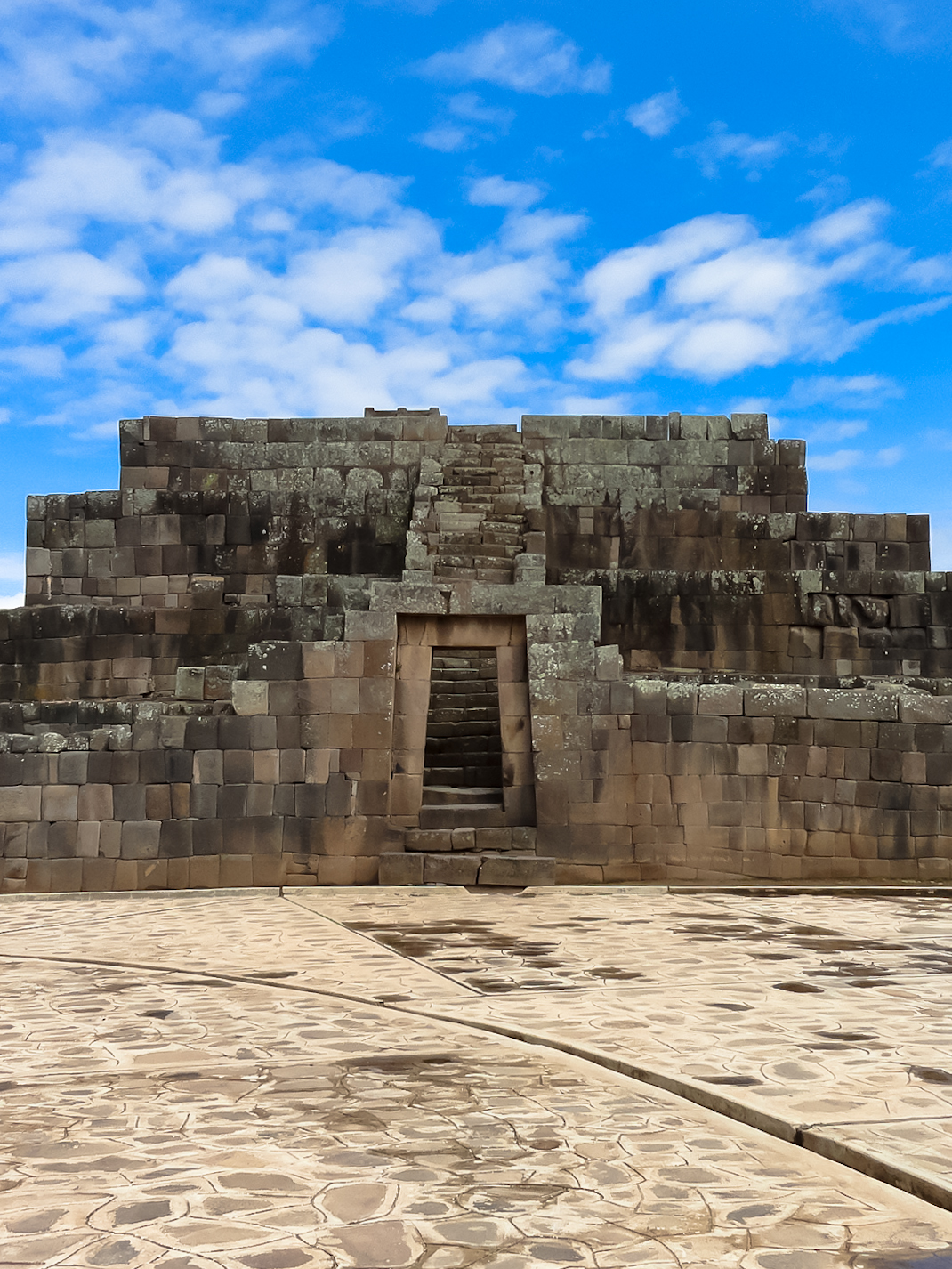
Pirámide Inca en Vilcashuamán
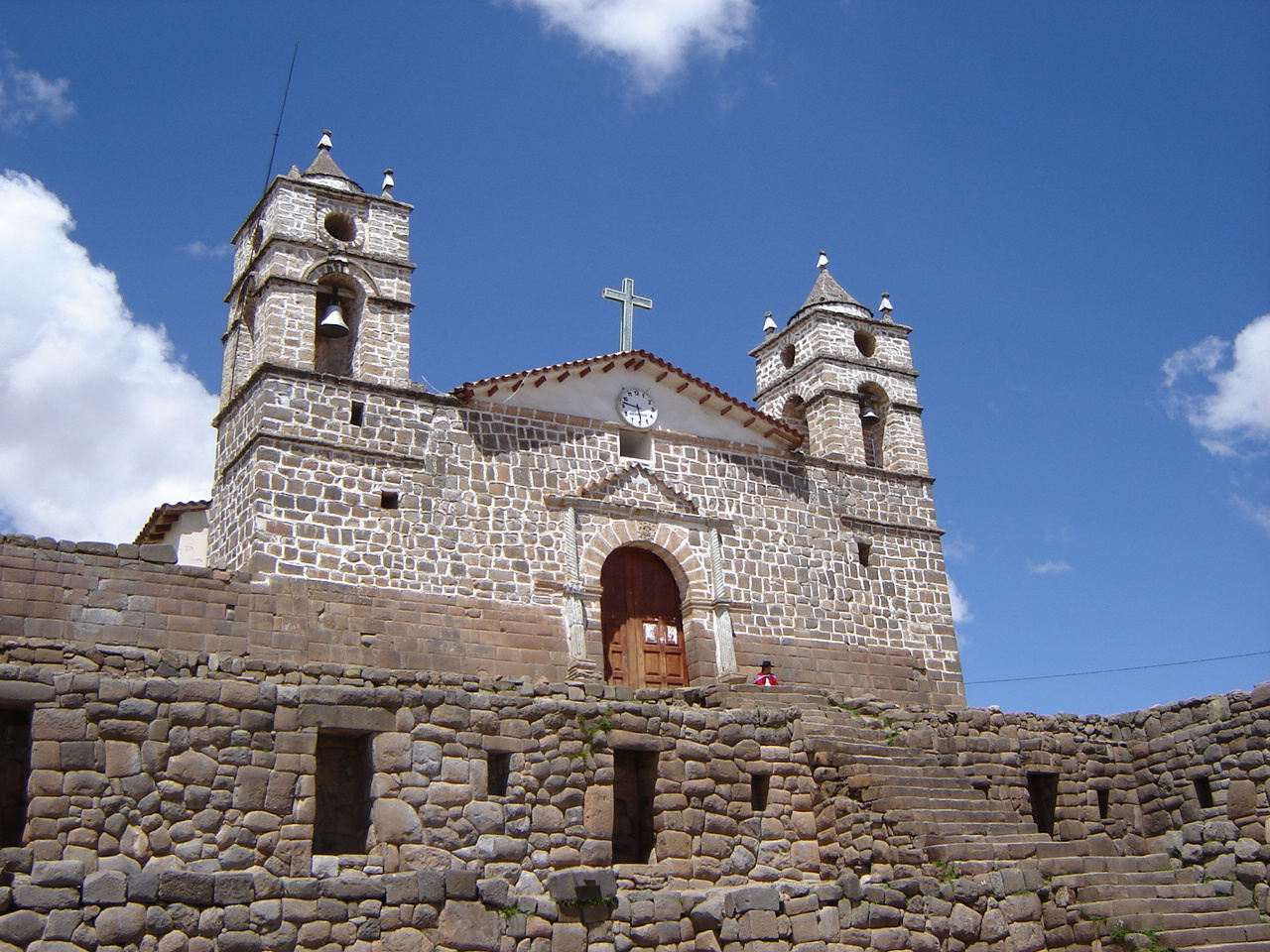
Catedral de Vilcashuamán y Templo del Sol
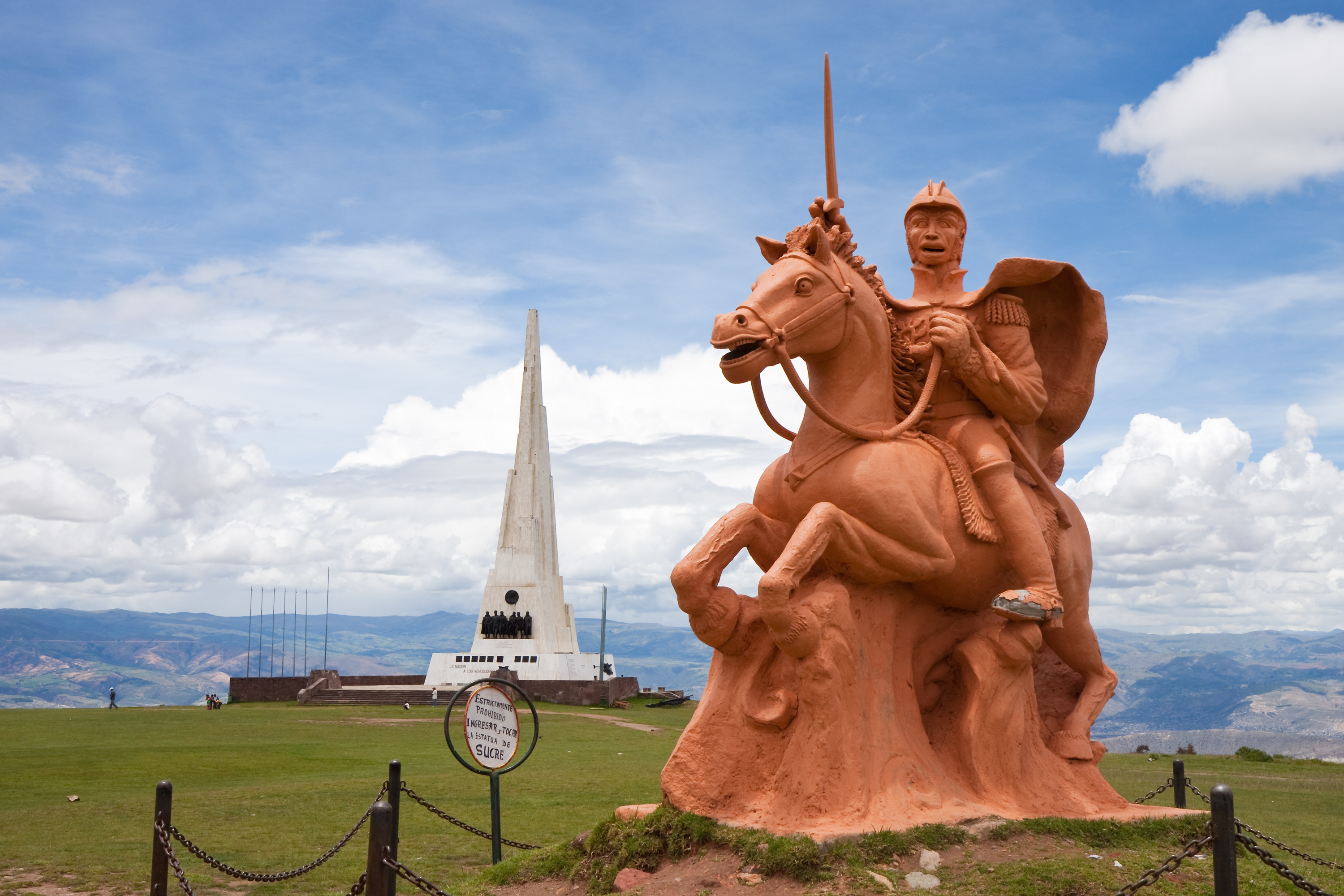
Santuario Histórico de la Pampa de la Quinua

### Cajamarca
El departamento de Cajamarca es un crisol de la arquitectura colonial, de enorme importancia histórica y un hermoso paisaje. Su capital, del mismo nombre, desempeñó un papel de suma relevancia en la historia de Sudamérica, debido al hecho que fue precisamente en la plaza de Armas de Cajamarca donde aconteció la caída del Imperio incaico, luego que los españoles tomaran prisionero al Inca Atahualpa en 1532, y posteriormente formaran el Virreinato del Perú.
La ciudad es candidata a ser Patrimonio Cultural de la Humanidad debido a su belleza arquitectónica e importancia histórica mundial. Cabe destacar, que la ciudad es un punto focal para el turismo en la región, con 250 000 turistas en el 2010, Cajamarca se encuentra entre en las 5 ciudades más importantes en cantidad de visitas en el Perú.
Los destinos turísticos más destacables son:
- Los Baños del Inca, aguas termales medicinales que fueron construidas por los incas
- Las Ventanillas de Otuzco, cementerio inca tallado en roca volcánica,
- Cumbemayo, complejo de pre-inca de ingeniería hidráulica que sigue en funcionamiento hasta el día de hoy y constituye un ejemplo único en ingeniería hidráulica mundial,
- La hacienda La Colpa,
- Kuntur Wasi, templo que data de 1100 a. C.,
- El museo, que tiene artefactos de oro que se cuentan entre los más antiguos elaborados por el hombre andino,
- El zoológico,
- El Cuarto del Rescate, sala que el Inca Atahualpa ordenó que se llenara de oro y plata para conseguir su liberación de manos del conquistador Francisco Pizarro.

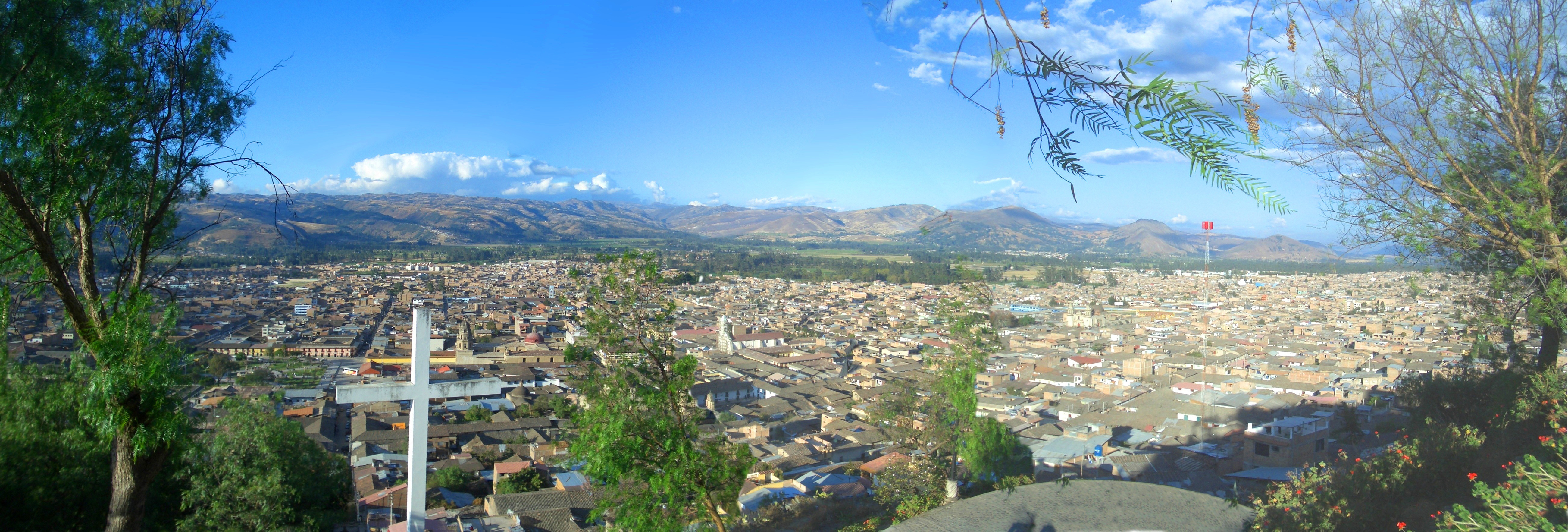
Vista panorámica de la ciudad de Cajamarca

### Callao
La Provincia Constitucional del Callao forma parte del área metropolitana de Lima y es el centro de transporte del país, en esta se ubica el Aeropuerto Internacional Jorge Chávez, el más grande en el país. Callao es el puerto marítimo más grande del Perú fundado en 1537. Durante el Virreinato del Perú, toda la riqueza extraída del continente sudamericano tuvo que pasar por esta ciudad. Esta riqueza es evidente a través de las mansiones coloniales y balcones tallados que caracterizan a su centro histórico.
La Fortaleza del Real Felipe es una importante atracción turística, fue construido en 1747 para proteger la ciudad de los piratas como Sir Francis Drake; tuvo un papel clave en la Guerra de la Independencia del Perú. Chucuito, un barrio del Callao, es conocido por su estilo gótico y las casas neo-renacentistas, así como casas de colores brillantes. En el distrito de La Punta, se hallaban las casas de playa de la aristocracia de Lima y aún conserva casas señoriales que datan de principios del siglo XIX. El distrito se caracteriza por un paseo marítimo al mar, playas de guijarros. Las islas de El Camotal, San Lorenzo, El Frontón, Cavinzas y Palomino en frente de la costa albergan aves marinas y lobos marinos. La isla de El Frontón, una vez albergó a algunos de los criminales más peligrosos del Perú.

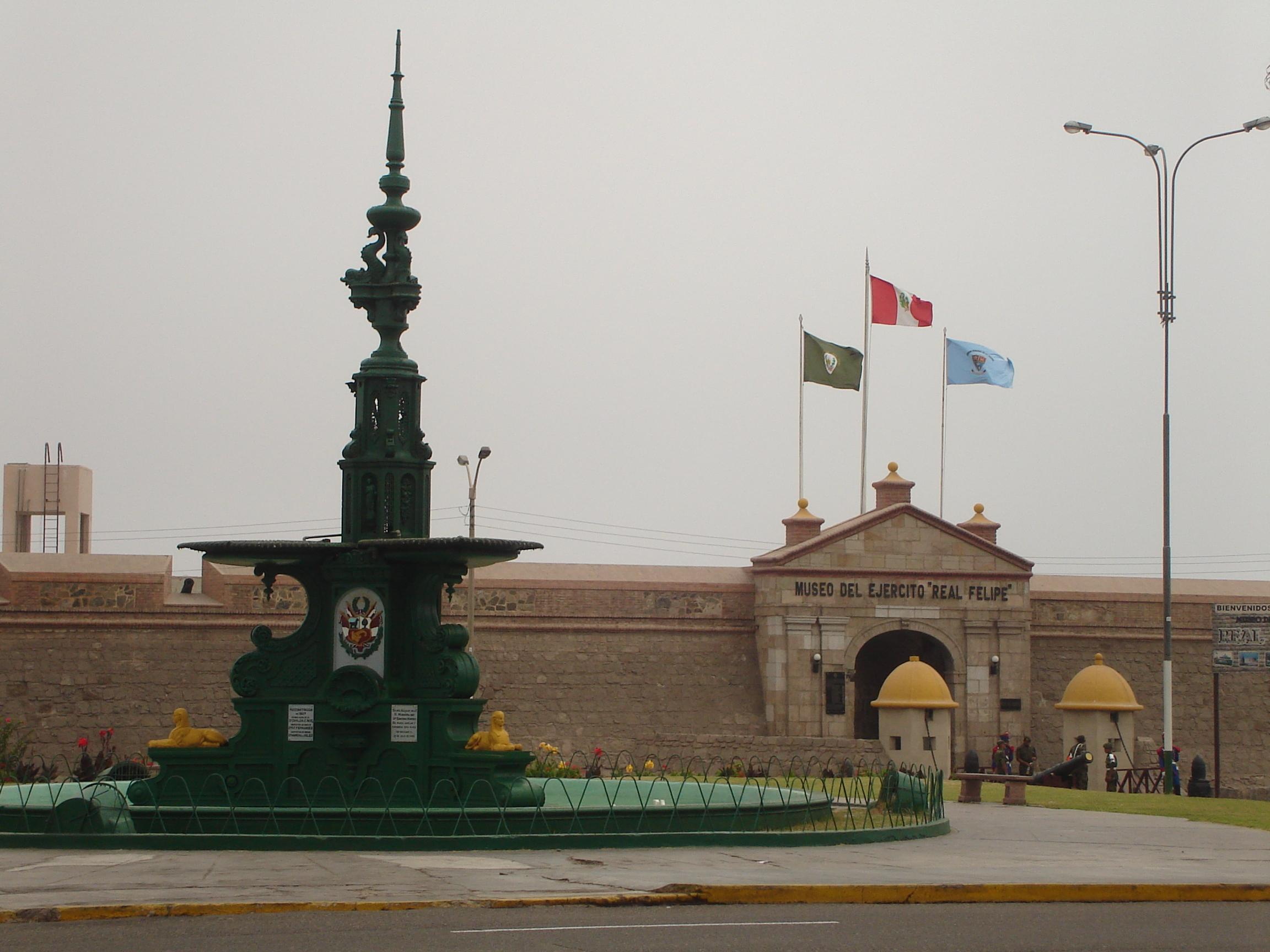
Fortaleza del Real Felipe
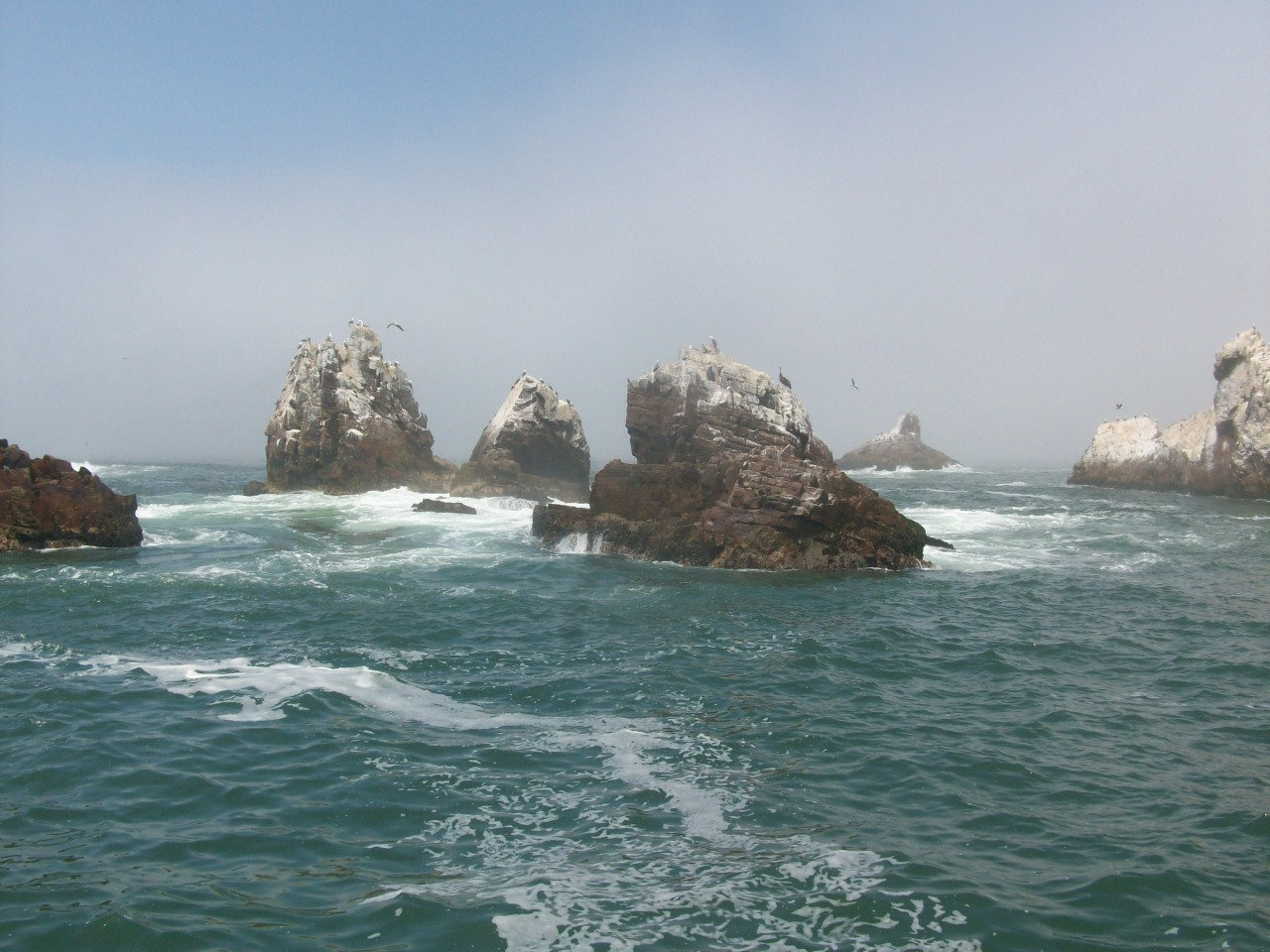
Aves marinas en las Islas Palomino

### Cusco
Es la región más desarrollada turísticamente en el Perú, la industria y la infraestructura se han desarrollado muy bien. La ciudad cuenta con miles de habitaciones de hotel que van desde hostales hasta hoteles de cinco estrellas. Se puede encontrar gastronomía representativa de todo el Perú, así como cocina internacional. Es una ciudad cosmopolita, donde además del español y el quechua (hablado por muchos cusqueños) se hablan variedad de idiomas debido a la presencia de turistas. La mayoría de las agencias de turismo tienen oficinas en esta ciudad.
Las principales atracciones incluyen el centro histórico con arquitectura colonial y la plaza de Armas, el Qorikancha,  el palacio de Inca Roca, barrio de San Blas, y los sitios arqueológicos de Qenko, Pukapukara, Sacsayhuamán y Tambomachay entre otros. El Valle Sagrado de los Incas tiene una multitud de pueblos pintorescos como Pisac, Maras, Chinchero y además, una variedad de sitios arqueológicos como Ollantaytambo se encuentran en el valle. La atracción turística más popular en el Perú se encuentra a pocas horas de Cusco en tren el Santuario Histórico de Machupicchu / Parque Arqueológico Nacional de Machupicchu (SHM-PANM) . Esta Llaqta es el legado más hermoso e importante del pueblo inca; es una de las Siete Maravillas del Mundo y declarado por la UNESCO como Patrimonio de la Humanidad, se puede acceder en tren a través del Tramo Sur Oriente del Ferrocarril del Sur o caminando por el Camino Inca. Otras rutas como la Ruta Salkantay, Inca Jungle Trek o incluso la Ruta del Cacao y del Café se han abierto recientemente para acceder a Machu Picchu.

Complejo Inca de Machu Picchu

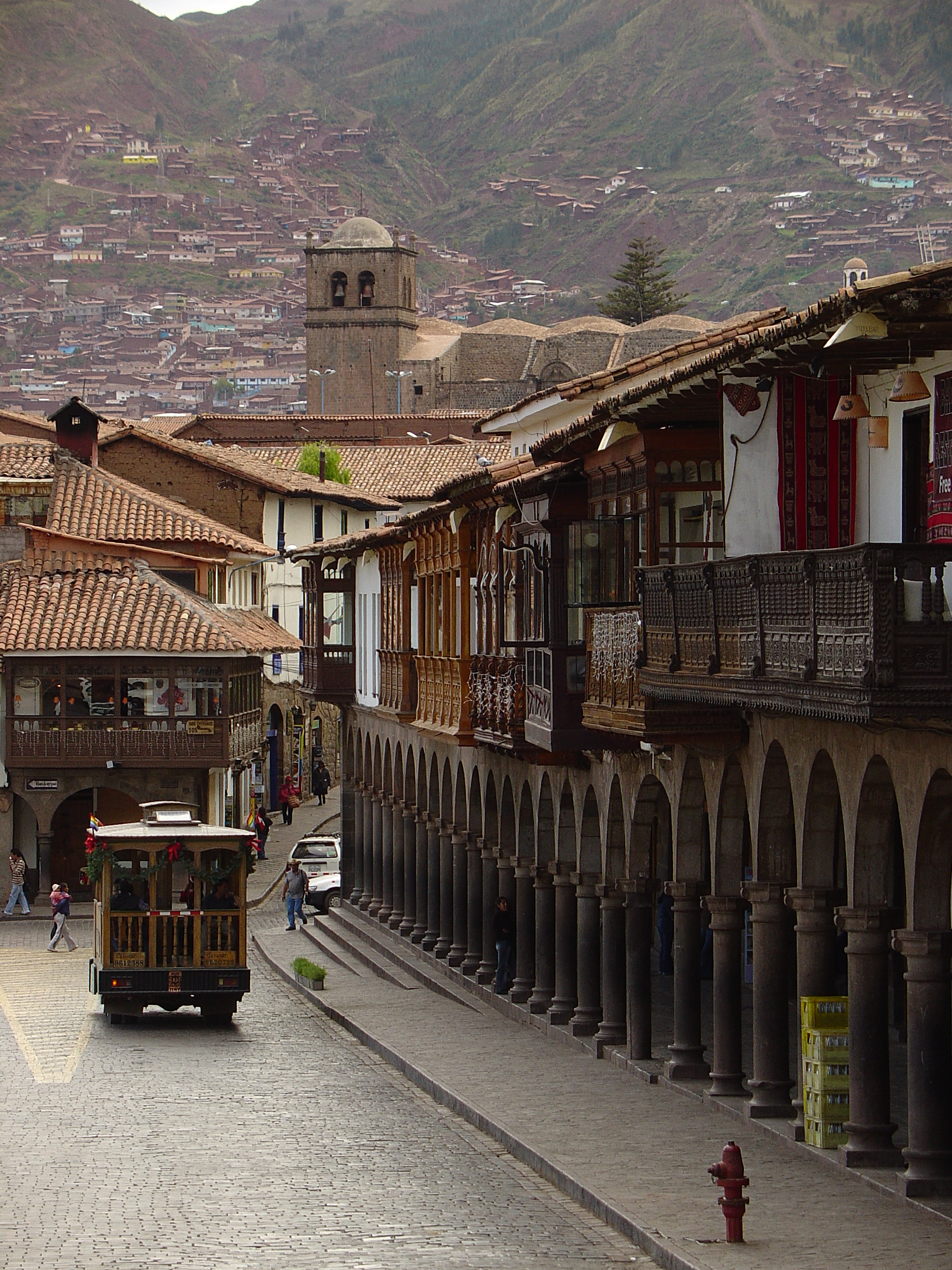
Balcones de la Plaza de Cusco
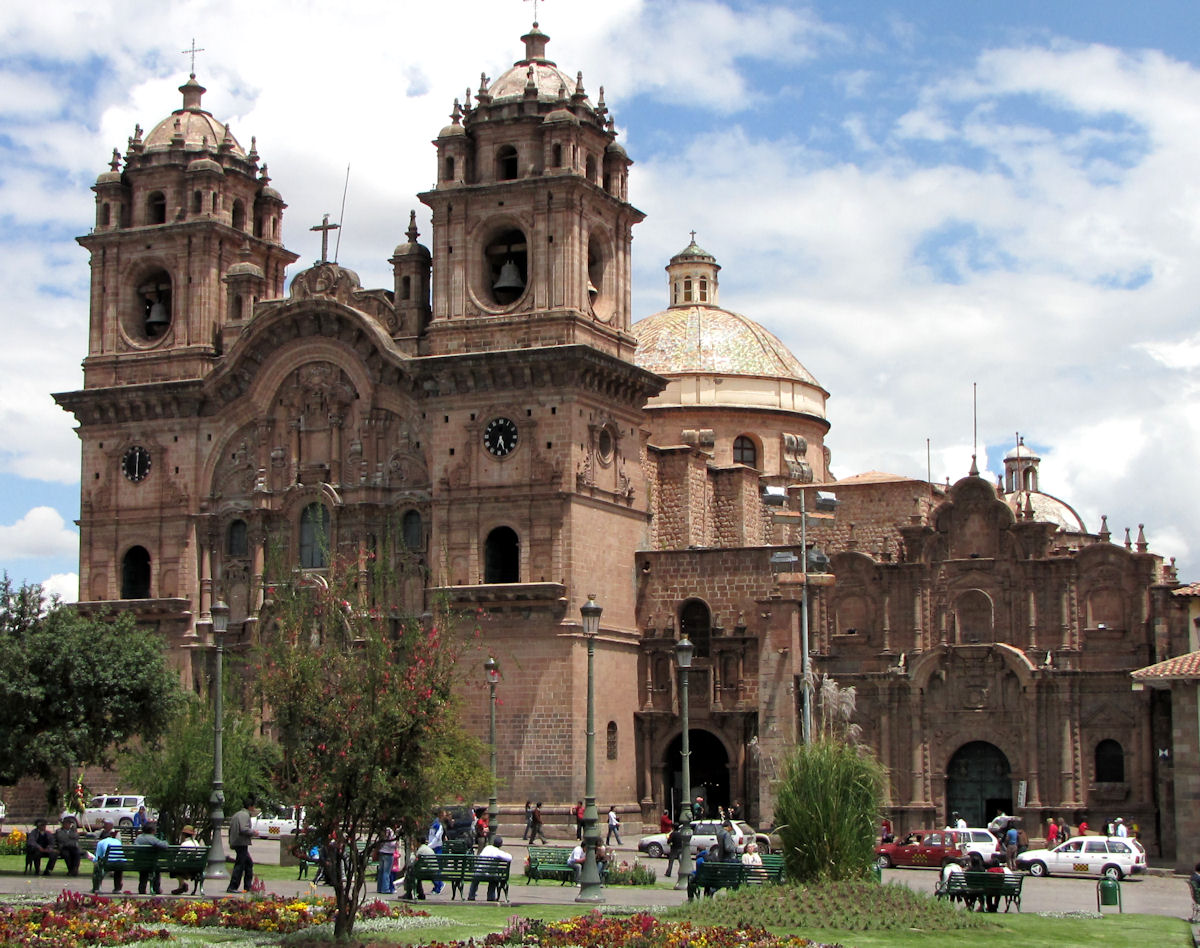
Iglesia de la Compañía
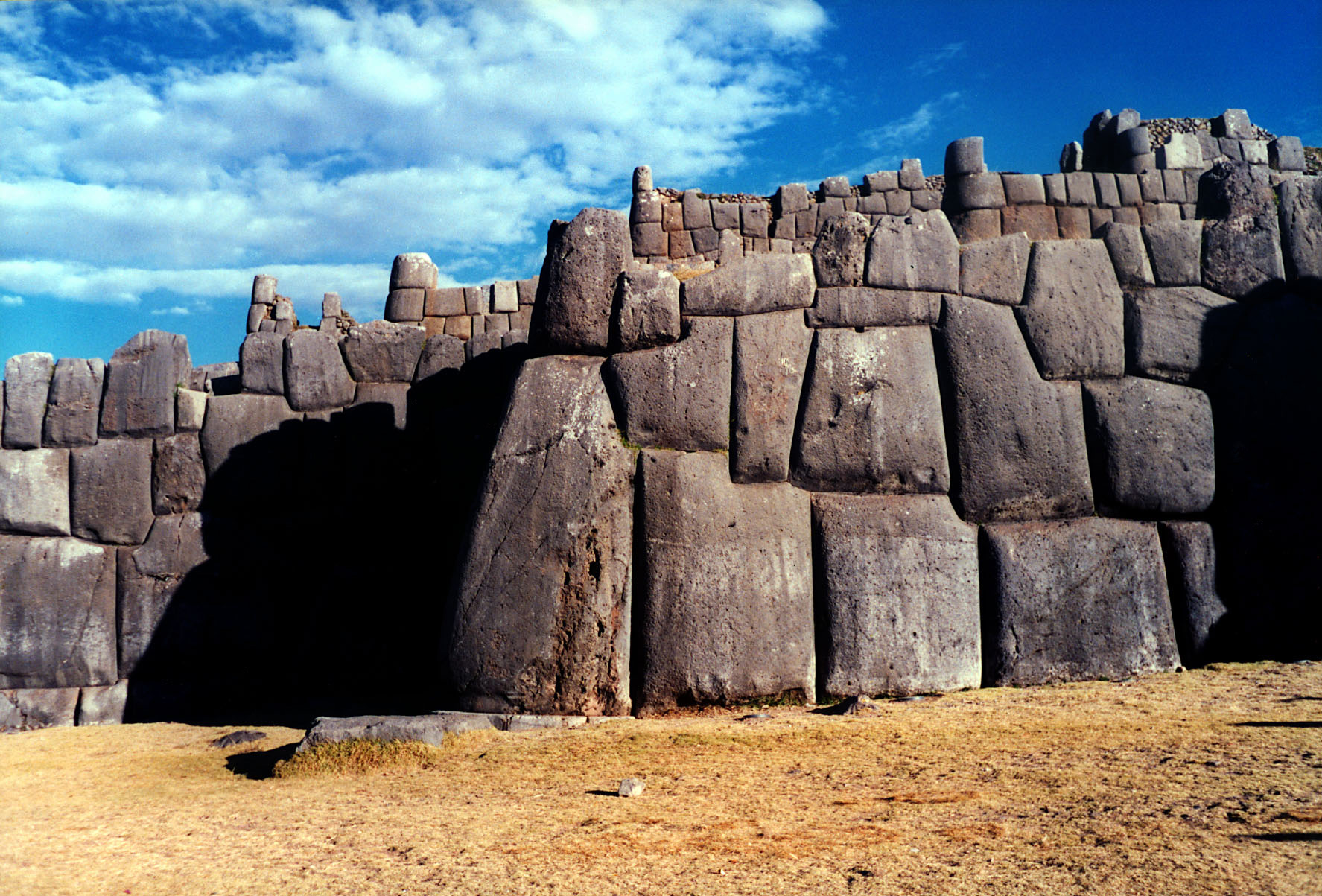
Muro inca de 11 metros en Sacsayhuamán
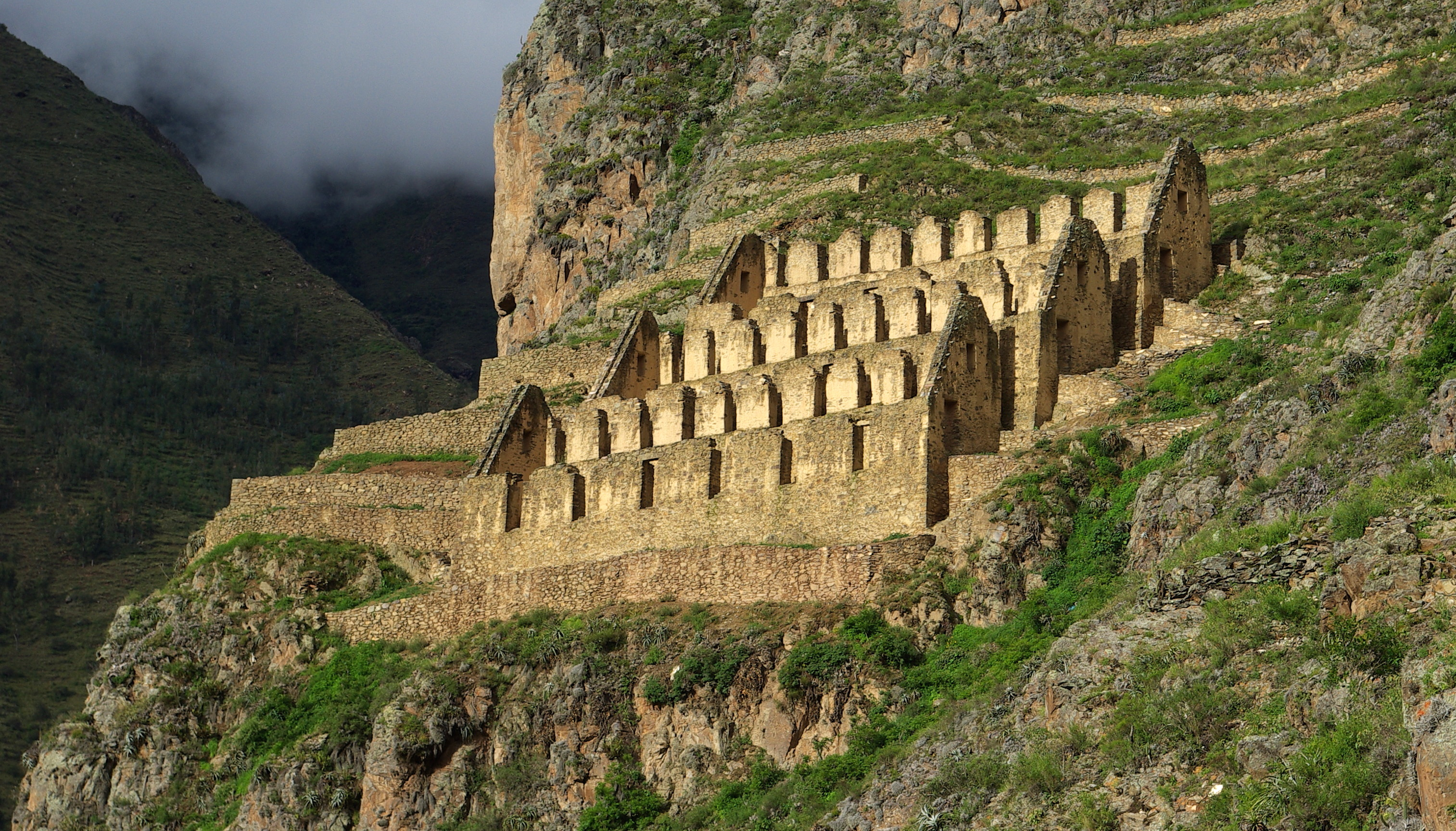
Depósitos de granos en Ollantaytambo
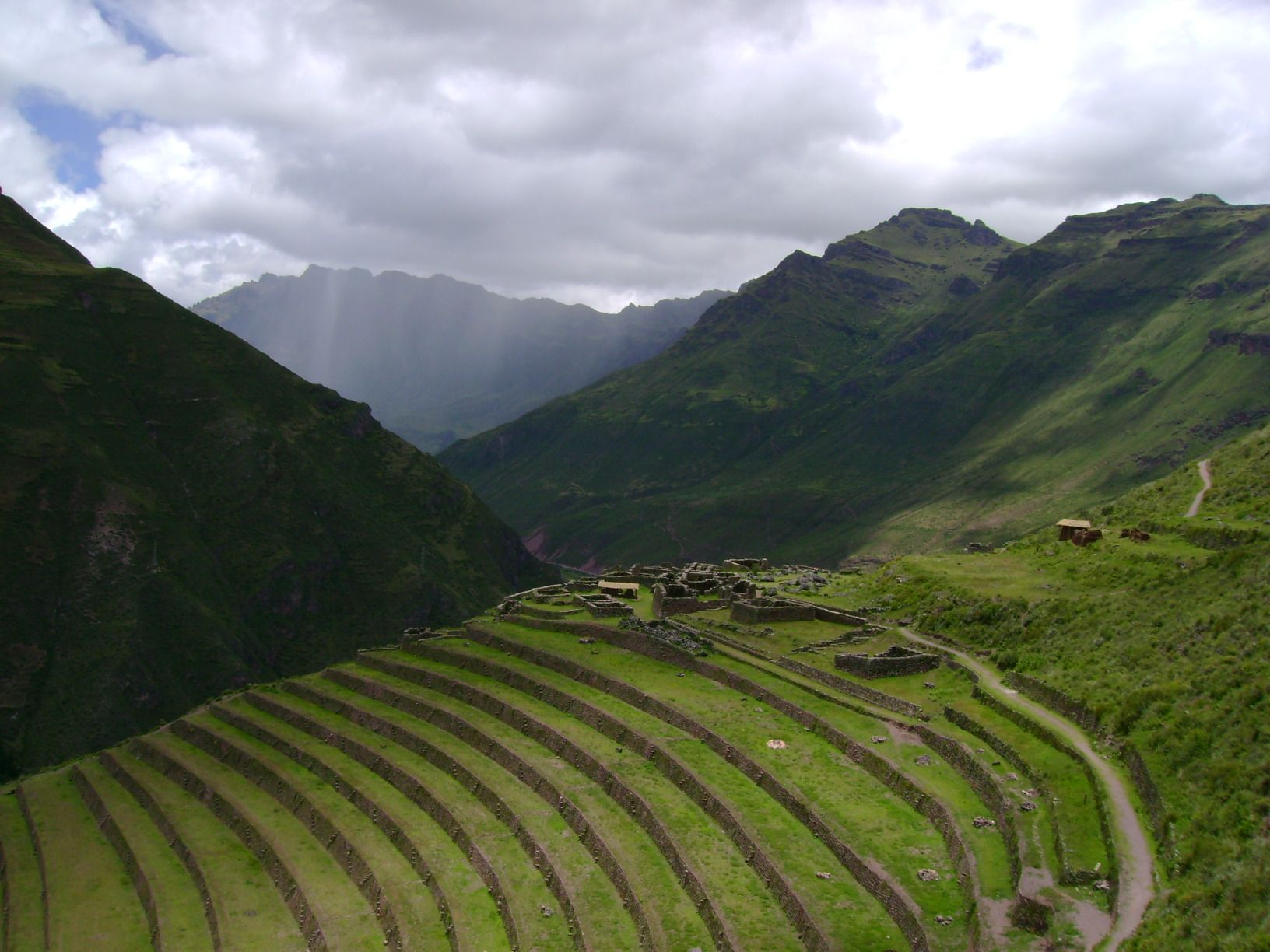
Andenes en Písac
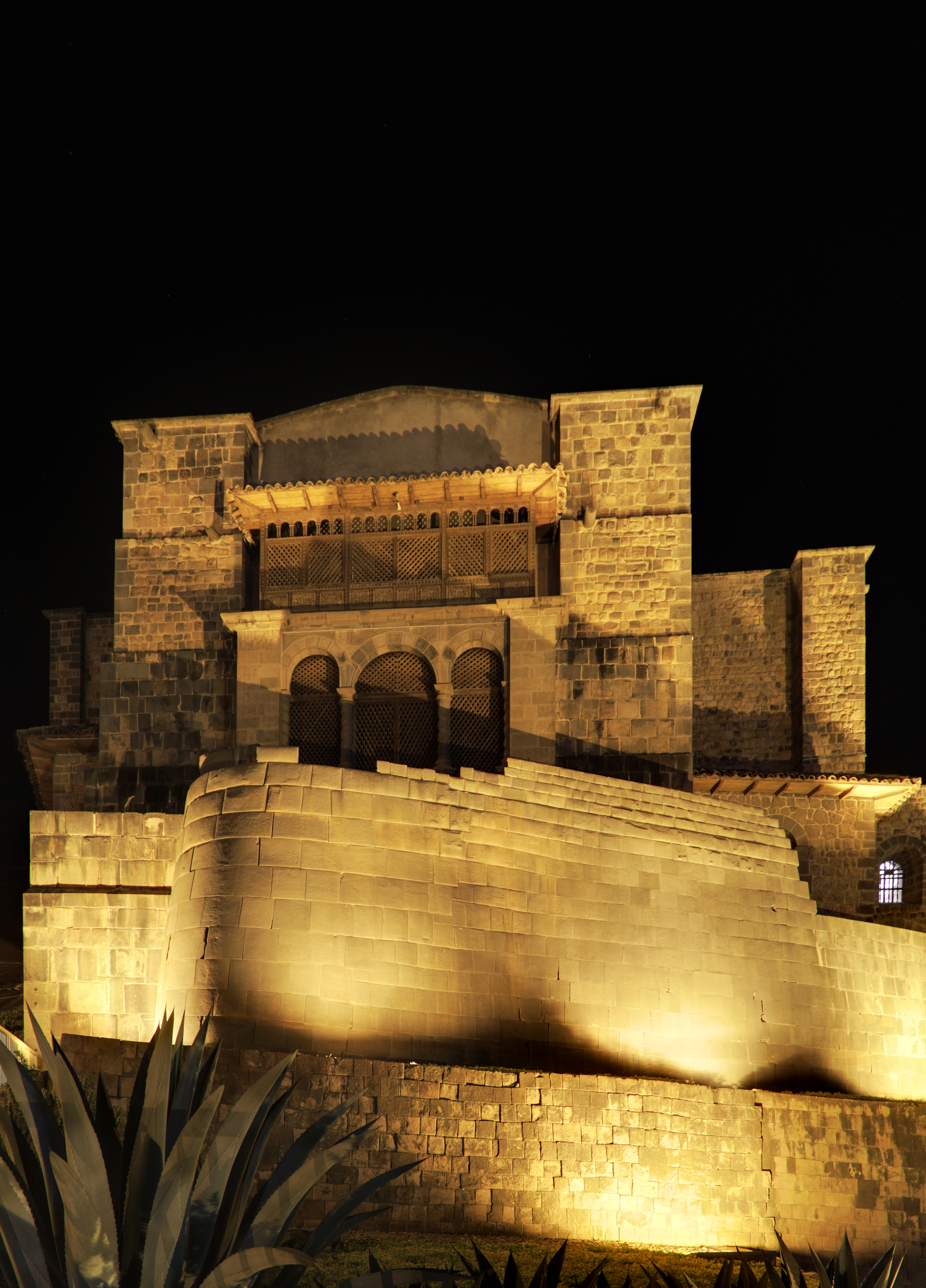
Coricancha

### Huancavelica

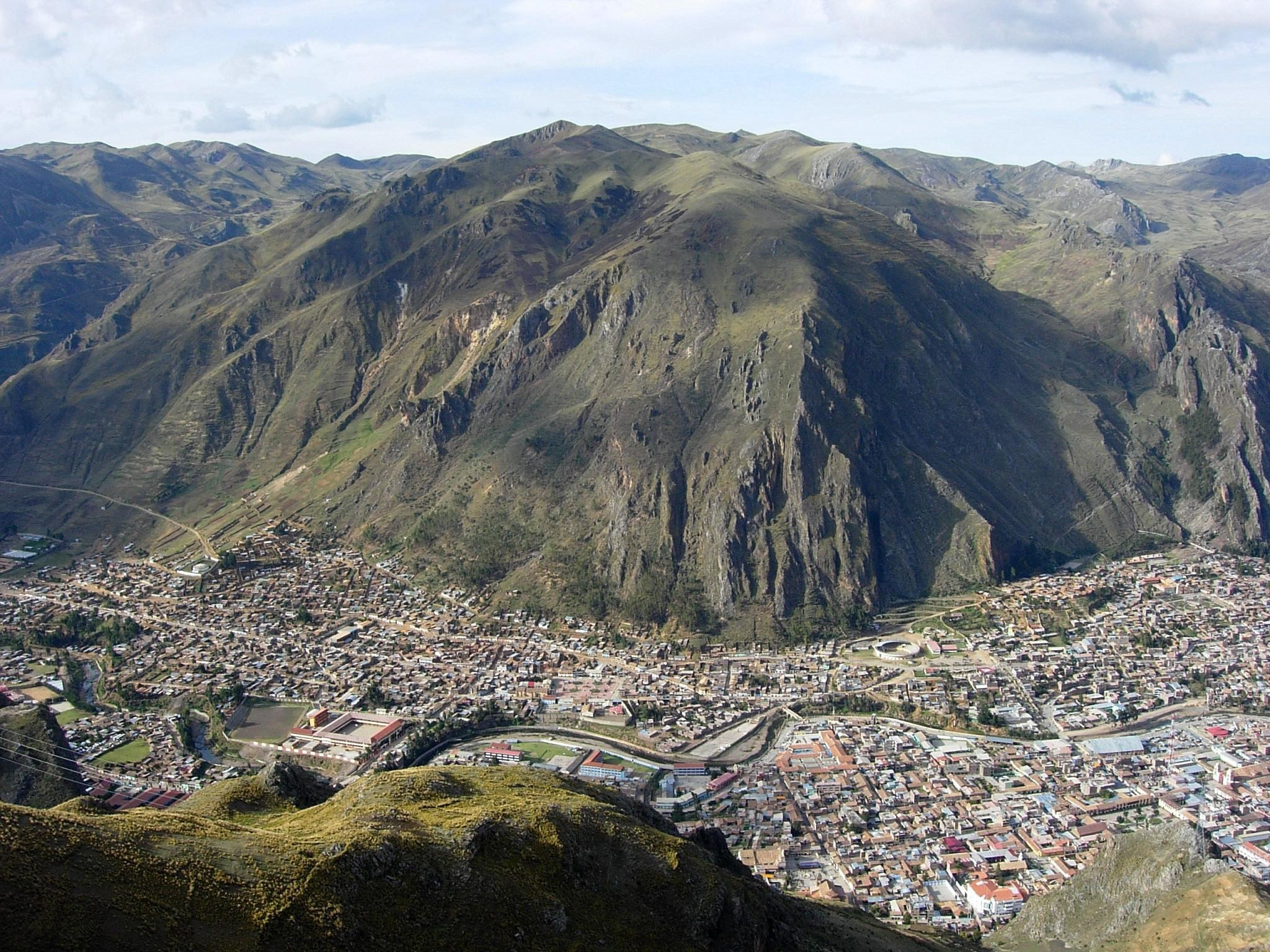
Ciudad de Huancavelica

El departamento de Huancavelica está Ubicado en la zona centro-sur , es el departamento con menos ingresos del Perú. A pesar de ello, el departamento tiene una rica historia y mantiene la evidencia de ello a través de una hermosa arquitectura colonial y monumentos arqueológicos. Este departamento fue habitado por los Wari y los Chancas antes de ser conquistada e incorporada al Imperio Inca. Después de esto, con la conquista española del Perú, Huancavelica, pasó a formar parte del Virreinato del Perú. Los españoles se establecieron en esta área debido a las minas de plata y mercurio que se encuentra alrededor. Se construyeron magníficas mansiones coloniales e iglesias.

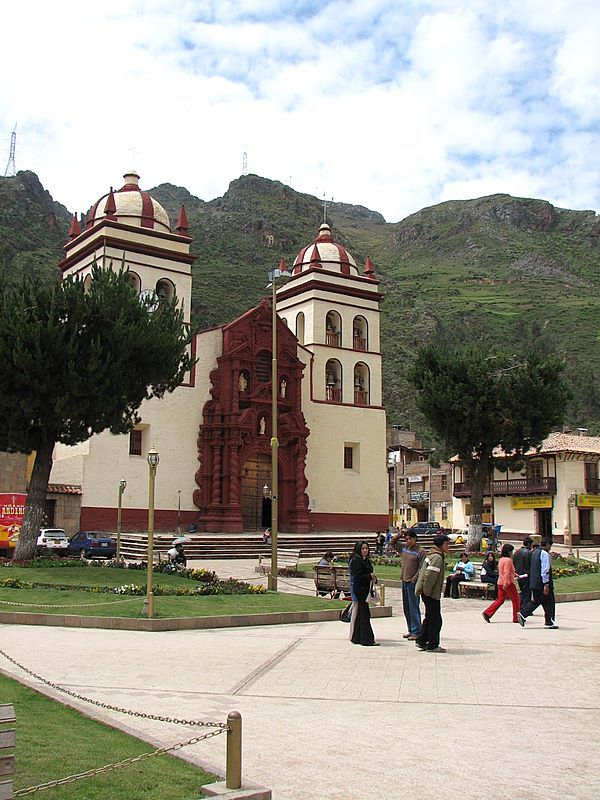
Catedral de Huancavelica
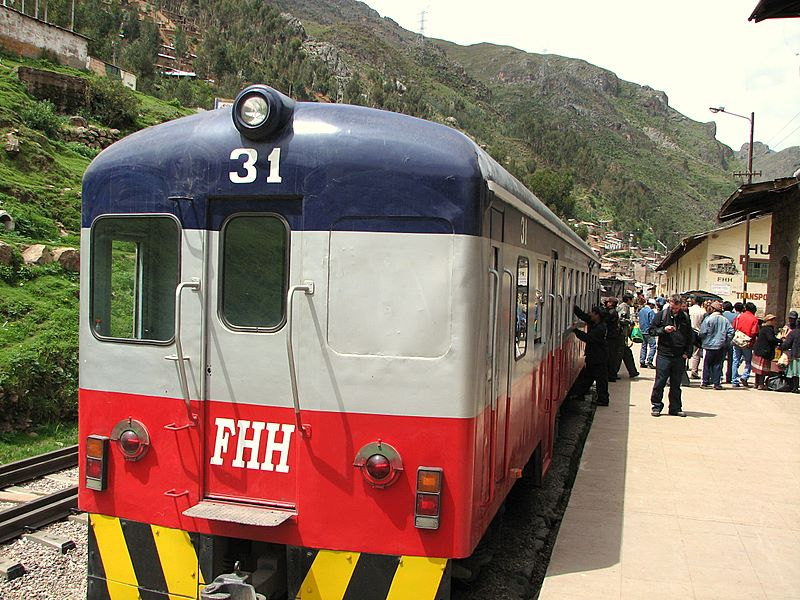
Tren Macho
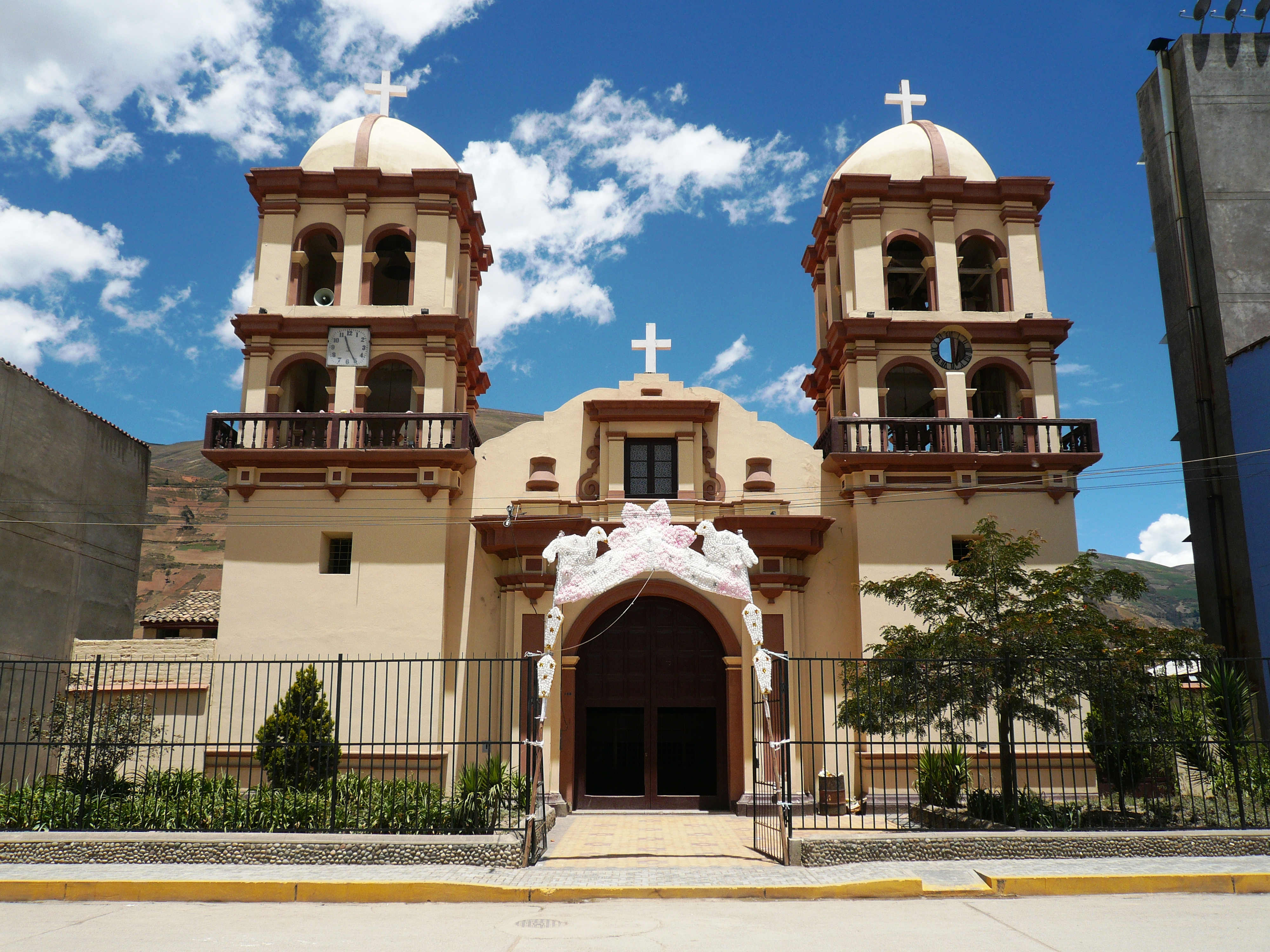
Catedral de Pampas
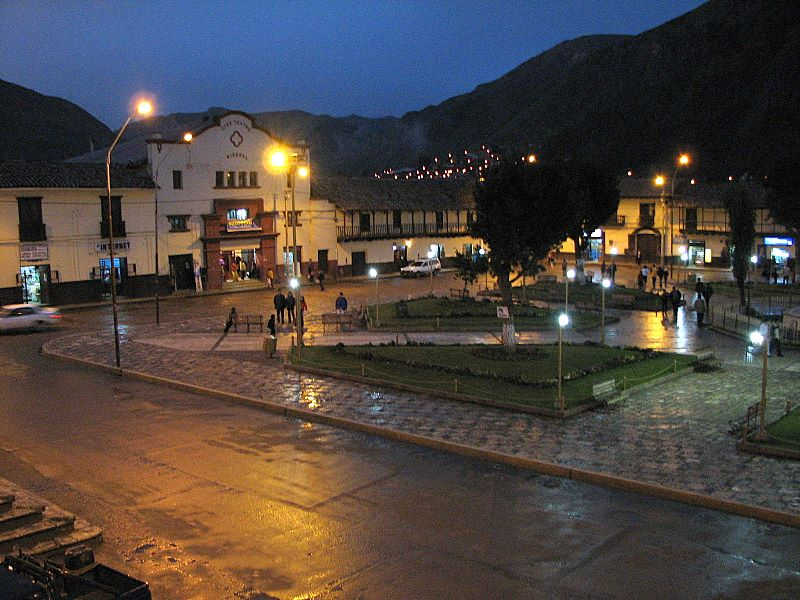
Plaza de Armas de Huancavelica

### Huánuco
La región de Huánuco se divide en dos regiones geográficas distintas, la sierra y la selva. La ciudad capital, también conocida como Huánuco, se encuentra en la sierra andina. Fue fundada en 1539 por los españoles y desde entonces muestra la típica arquitectura colonial de los Andes peruanos. En el lado opuesto del departamento, en la zona de la selva, se encuentra Tingo María, la segunda mayor ciudad de la región. Aquí se ubica el parque nacional Tingo María, que contiene una gran variedad de flora como las orquídeas, uña de gato y sangre de dragón, así como animales como tigrillos, jaguares, reptiles, sachavacas, guácharos, el gallito de las rocas, y el mono aullador. Un destino turístico en esta zona es la Cueva de las Lechuzas.

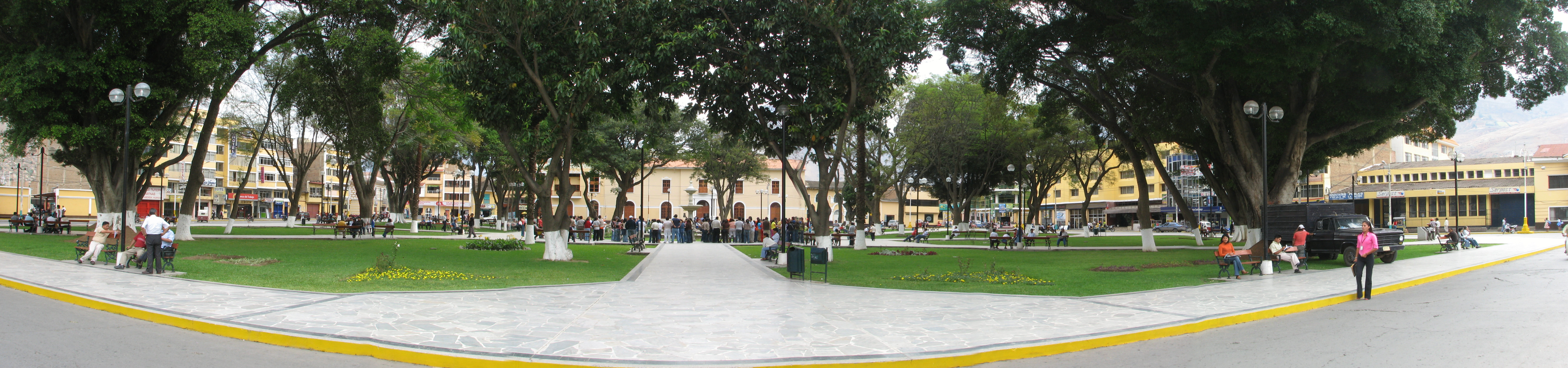
Plaza de Armas de Huánuco

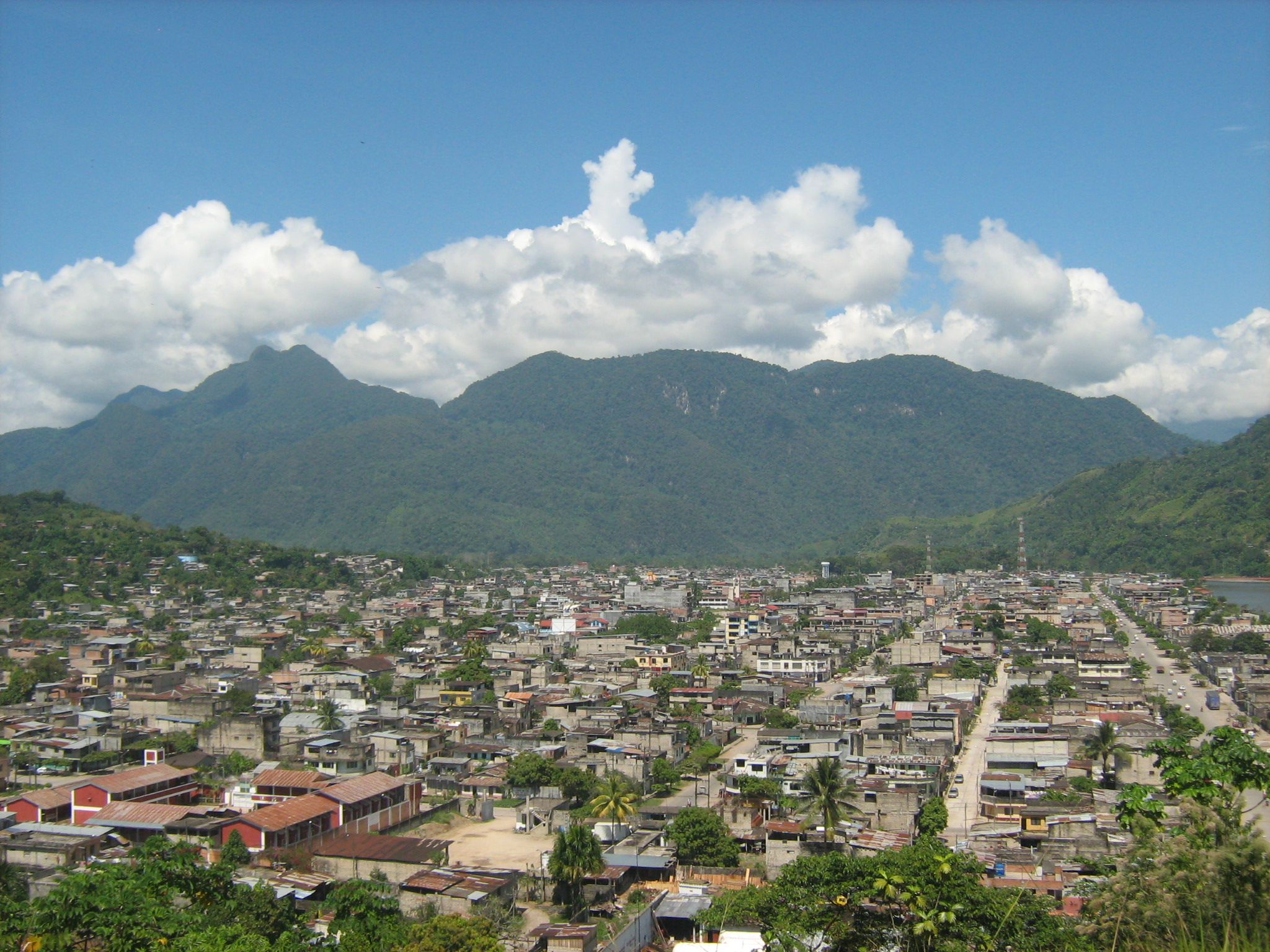
Ciudad de Tingo María, al fondo la Bella Durmiente
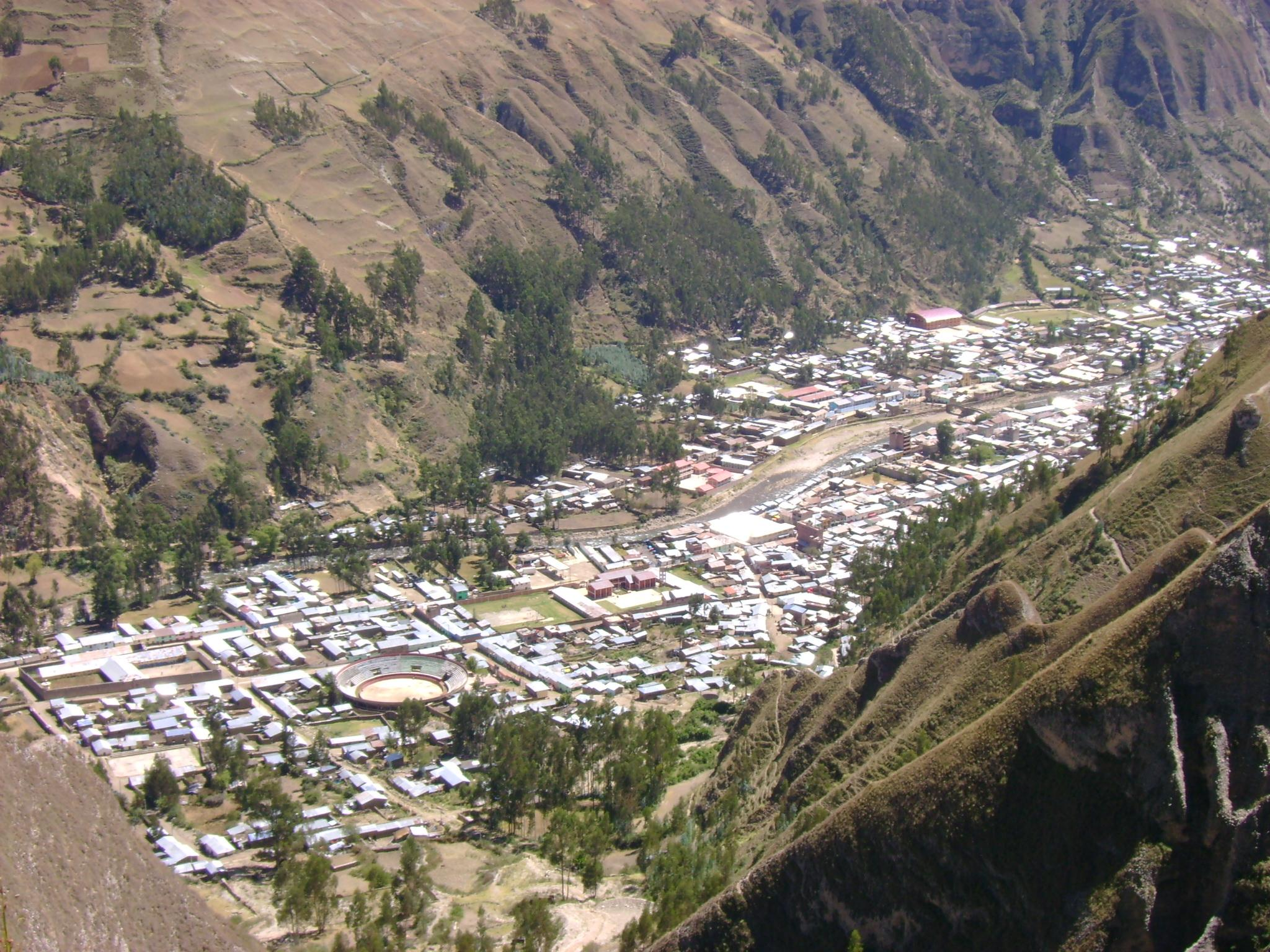
Distrito de la Unión
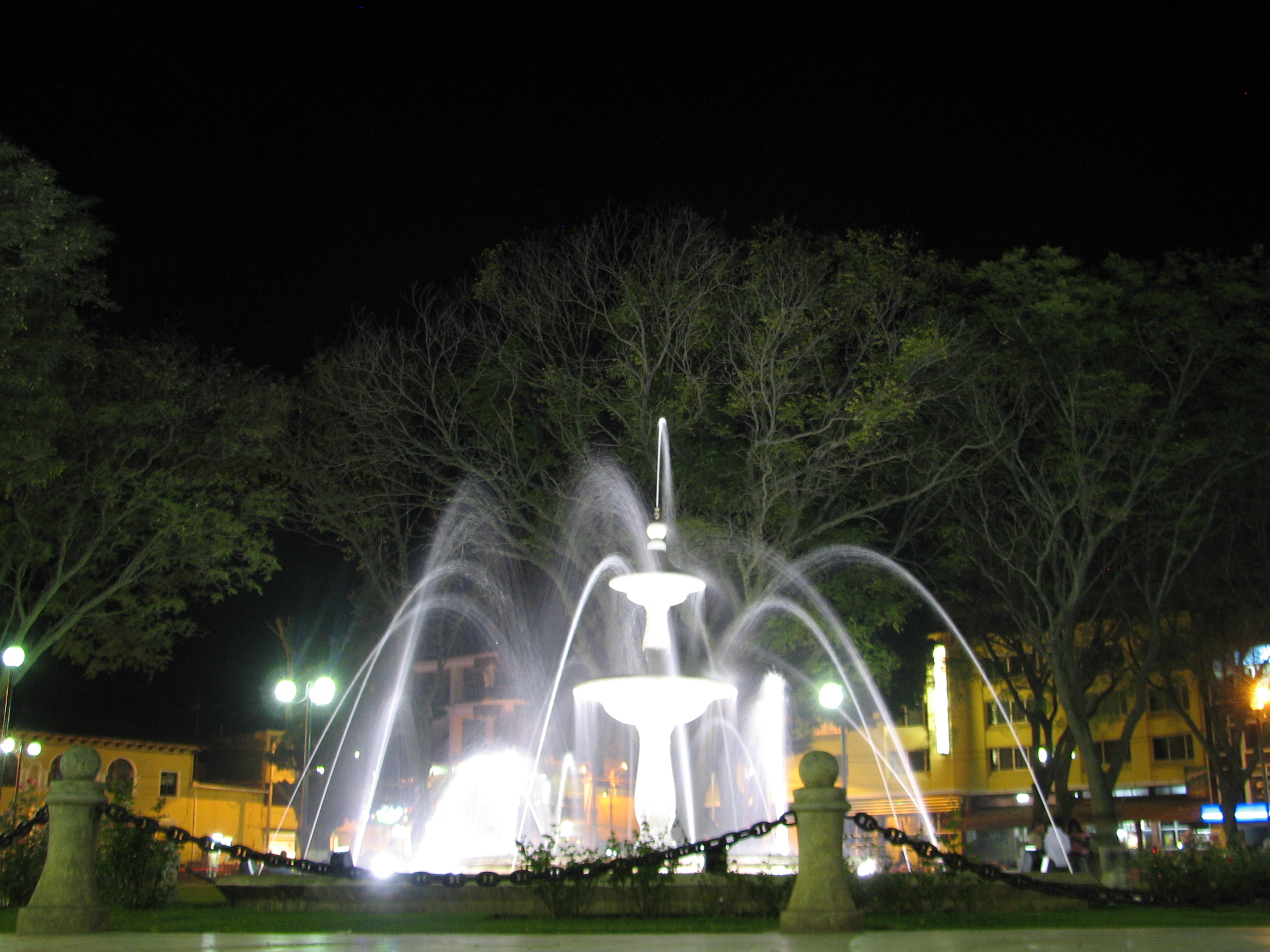
Pileta de la Plaza de Armas de Huánuco.

### Ica
La región Ica fue la ubicación de varias civilizaciones antiguas que, literalmente, dejaron su huella. Una de las atracciones más populares de esta zona son las líneas de Nazca, un enigma que los arqueólogos modernos no han sido capaces de averiguar. Estas líneas se extienden por kilómetros en las imágenes del desierto y la forma de animales y figuras solo visibles desde el aire. La Reserva nacional de Paracas es otro punto en este circuito que atrae a muchos turistas ecológicos y culturales por igual, ya que es un refugio para lobos marinos, nutrias, pingüinos, delfines, más de 200 especies de aves de flamencos, limícolas y aves guaneras. Además, en la reserva, hay magníficas playas, como La Mina, La Catedral y las playas de Mendieta, y bellas formaciones rocosas. En el resto del departamento hay una gran variedad de viñedos que producen pisco y vinos. La degustación de vinos en esta zona está entre los mejores del Perú. Otro destino popular en Ica es el oasis de Huacachina, en nombre de su belleza y por el hecho de que fue la cuna de la música afro-peruana.

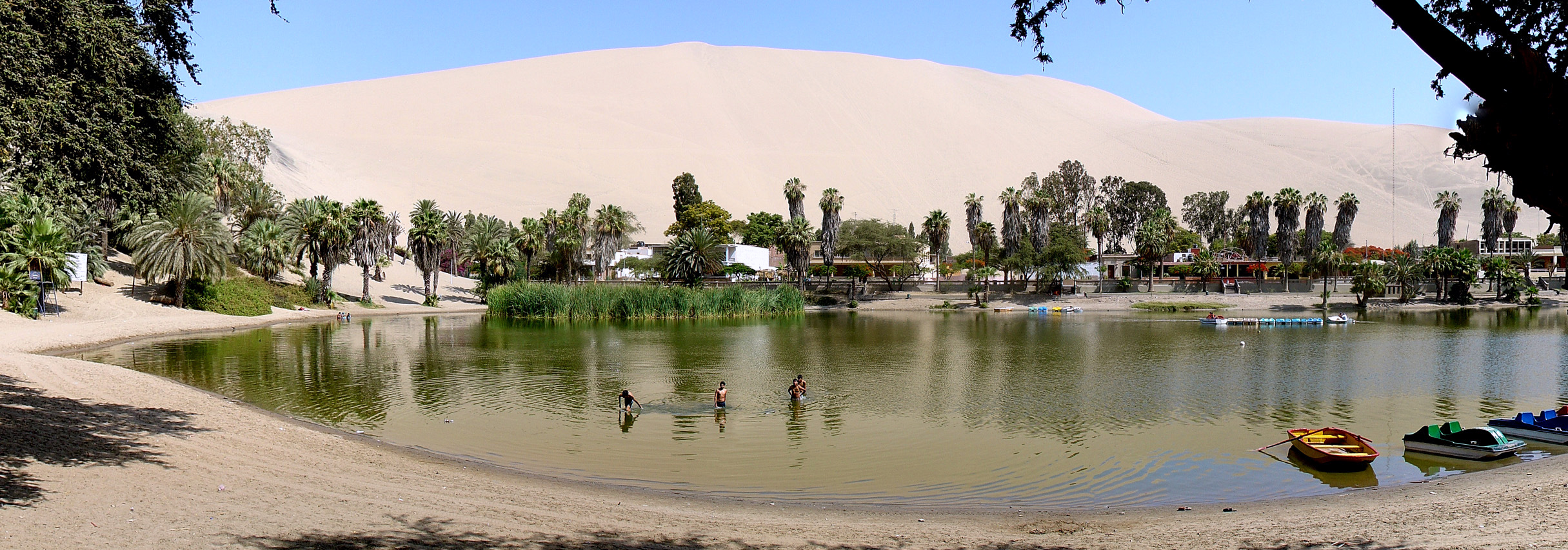
Oasis de Huacachina

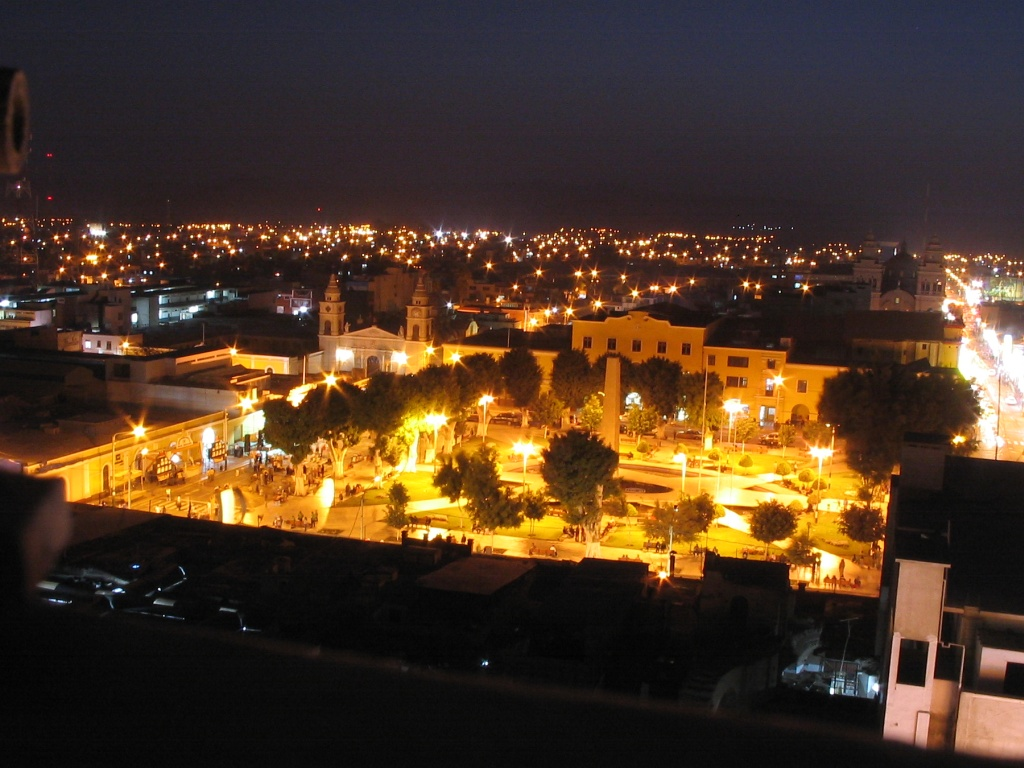
Plaza armas de Ica
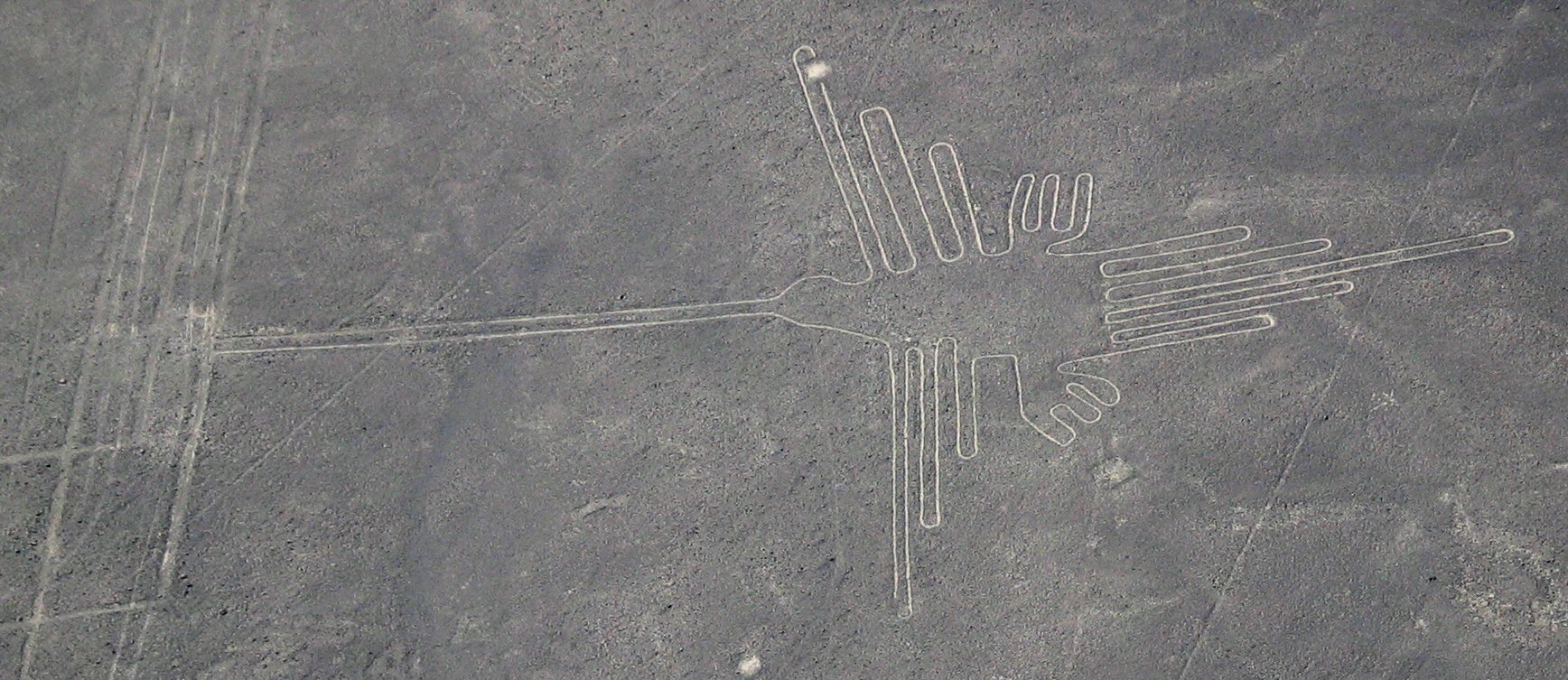
Geoglifo con forma de Colibrí

### La Libertad
Región política ubicada en la costa norte del Perú. Una de las 12 provincias que conforma esta región es la ciudad de Trujillo conocida en Perú como la ciudad de la eterna primavera, en septiembre de cada año se realiza en la ciudad el festival de la primavera que es visitado por turistas de todo el mundo, el festival tiene como principal atracción un desfile de reinas llamado corso primaveral y una gran fiesta final. En su área metropolitana se encuentran las capitales de los antiguos reinos Chimú y Mochica como son Chan Chan y las Huacas del Sol y la Luna, respectivamente. Los turistas se sienten atraídos por sus monumentos pre-incas, como la Huaca del Sol y La Luna, El Brujo, y lo más notable de la antigua cultura Chimú es la ciudad de Chan Chan. Al noroeste de Trujillo está el balneario de Huanchaco, famoso por sus caballitos de totora - embarcaciones de totora usadas por los pescadores locales desde tiempos antiguos y por sus olas para practicar el surf; también es atractivo turístico la gastronomía trujillana con platos como el cebiche, el cabrito a la norteña, etc. La arquitectura colonial Trujillana es una de las mejores en Perú. El centro histórico contiene magníficos ejemplos de arquitectura colonial incluyendo varias iglesias, la catedral principal, casas coloniales de más de 100 años de antigüedad, en el centro de la ciudad se encuentra la plaza principal o plaza de Armas con el histórico y representativo Monumento a la Libertad de Trujillo. En enero de cada año se realiza en la ciudad el Festival de la Marinera, que es un festival de uno de los bailes más representativos en Perú, esta danza es llamada Marinera, este festival incluye concurso de Caballo de paso peruano. También en la Región La Libertad se encuentran las playas de Chicama y Pacasmayo, que son visitadas por surfistas de todo el mundo. En zonas andinas de la región se encuentran los sitios arqueológicos de Marcahuamachuco y Wiracochapampa y cerca la Laguna Sausacocha en Huamachuco. Recientemente se ha inaugurado en Santiago de chuco, luego de su restauración, un museo en la casa donde nació y vivió el poeta César Vallejo, donde los turistas pueden apreciar algunos ambientes íntimos en los que vivió y que son nombrados en su poesía.
A continuación algunos atractivos turísticos de la Región La Libertad:

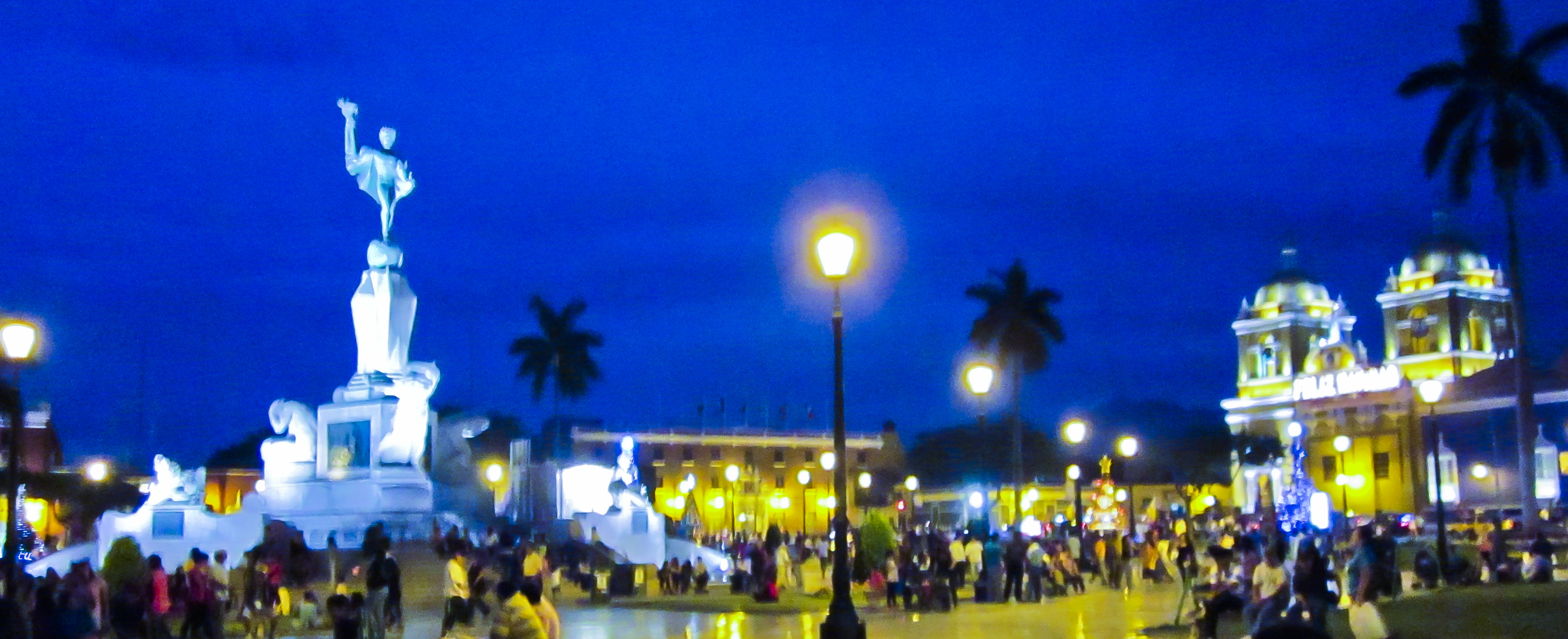
Monumento a la Libertad en la Plaza Mayor de Trujillo, escultura de Edmund Moeller

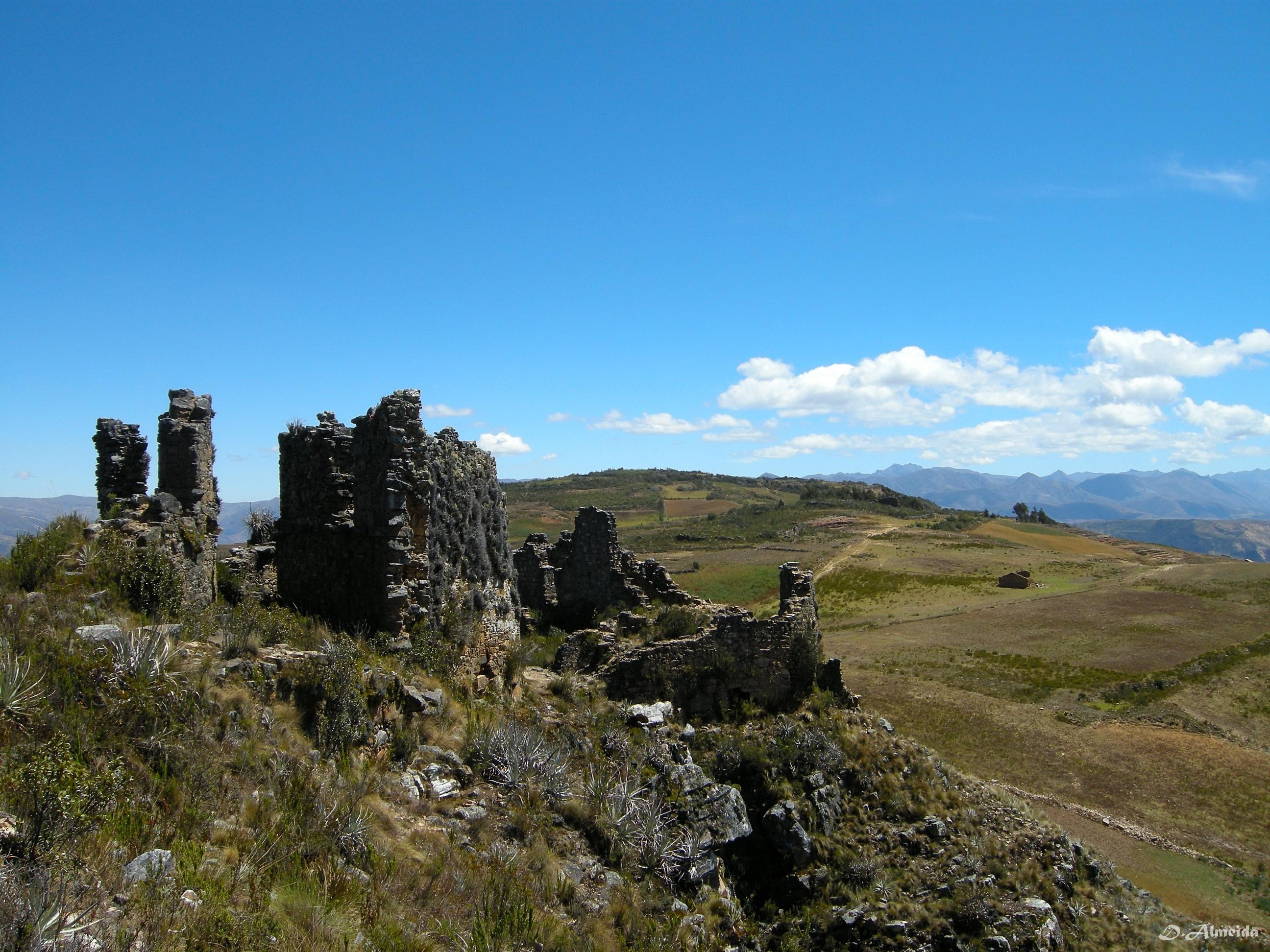
Marcahuamachuco, llamada la Joya del Norte
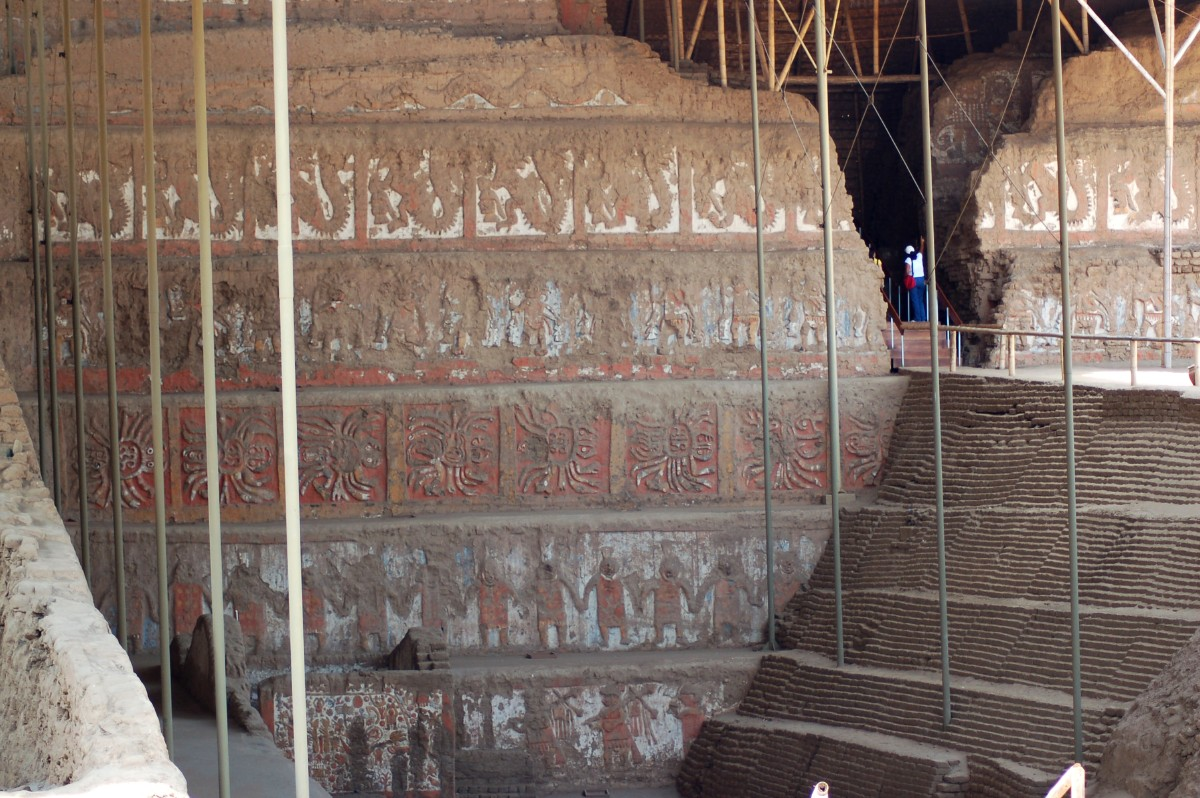
Huaca de la Luna, Capital religiosa mochica
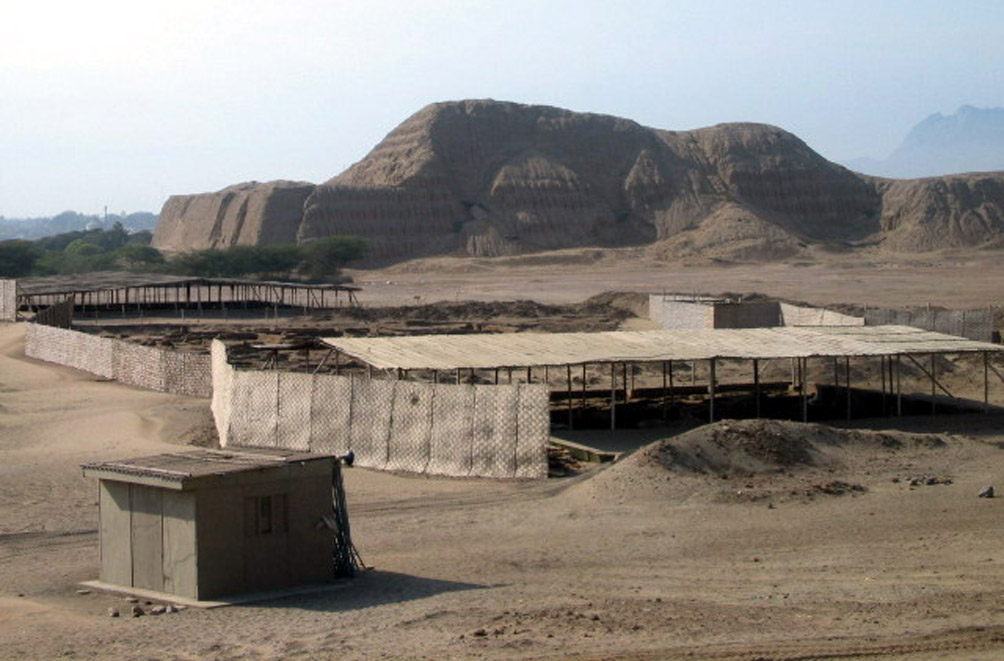
Huaca del Sol, Capital política de la Cultura Moche
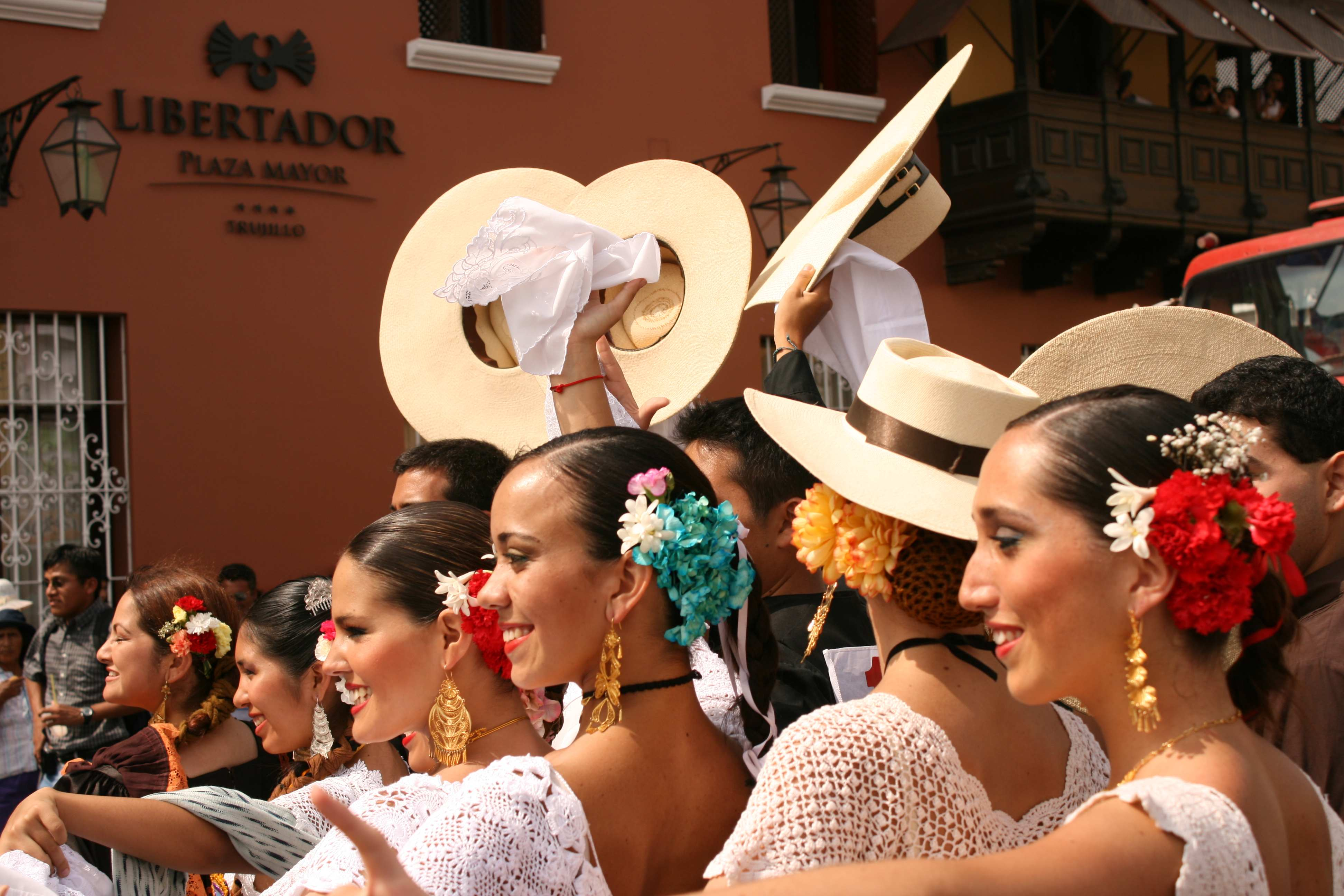
Bailarinas de Marinera, festival de la Marinera
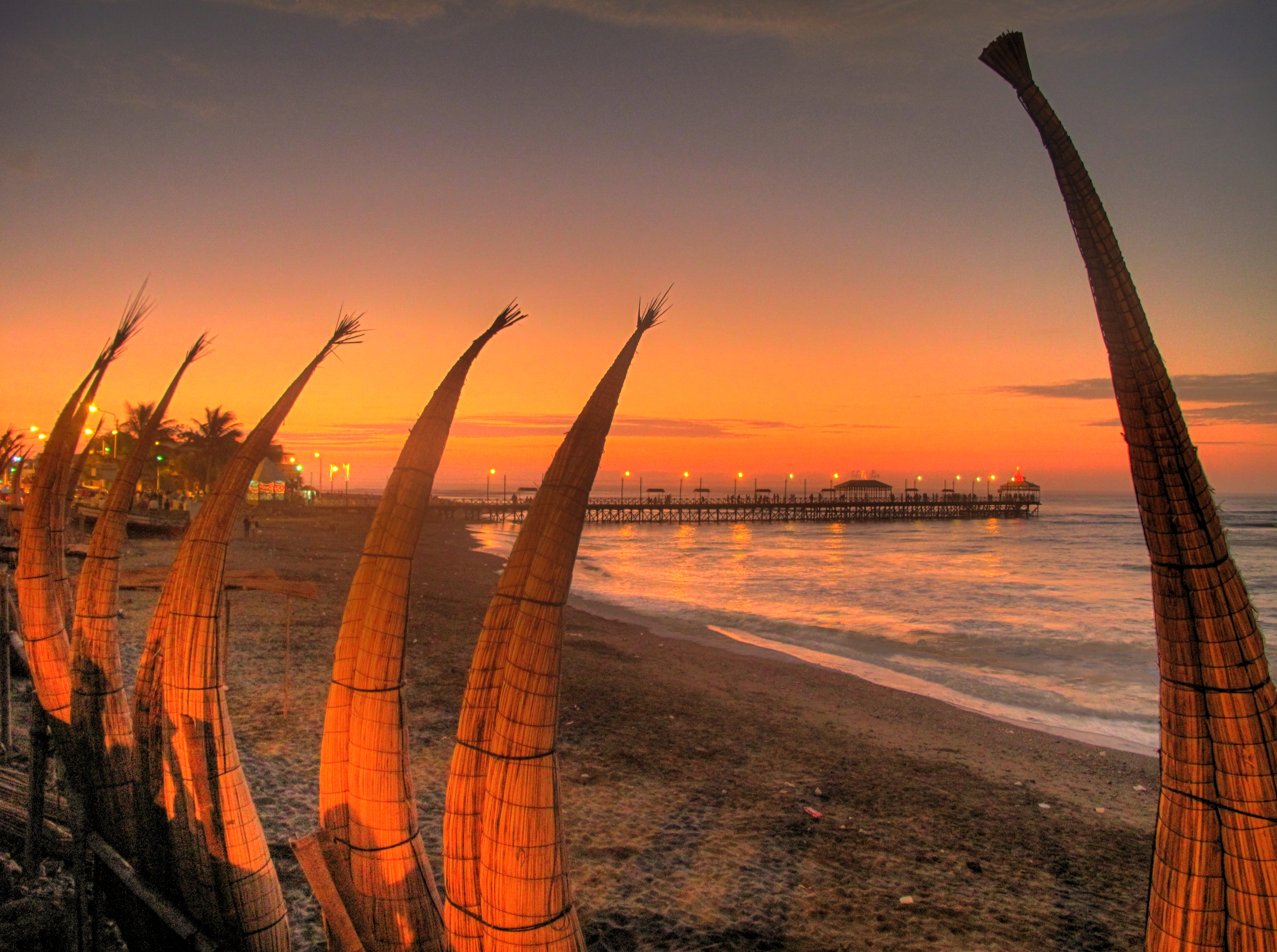
Huanchaco, Caballitos de totora
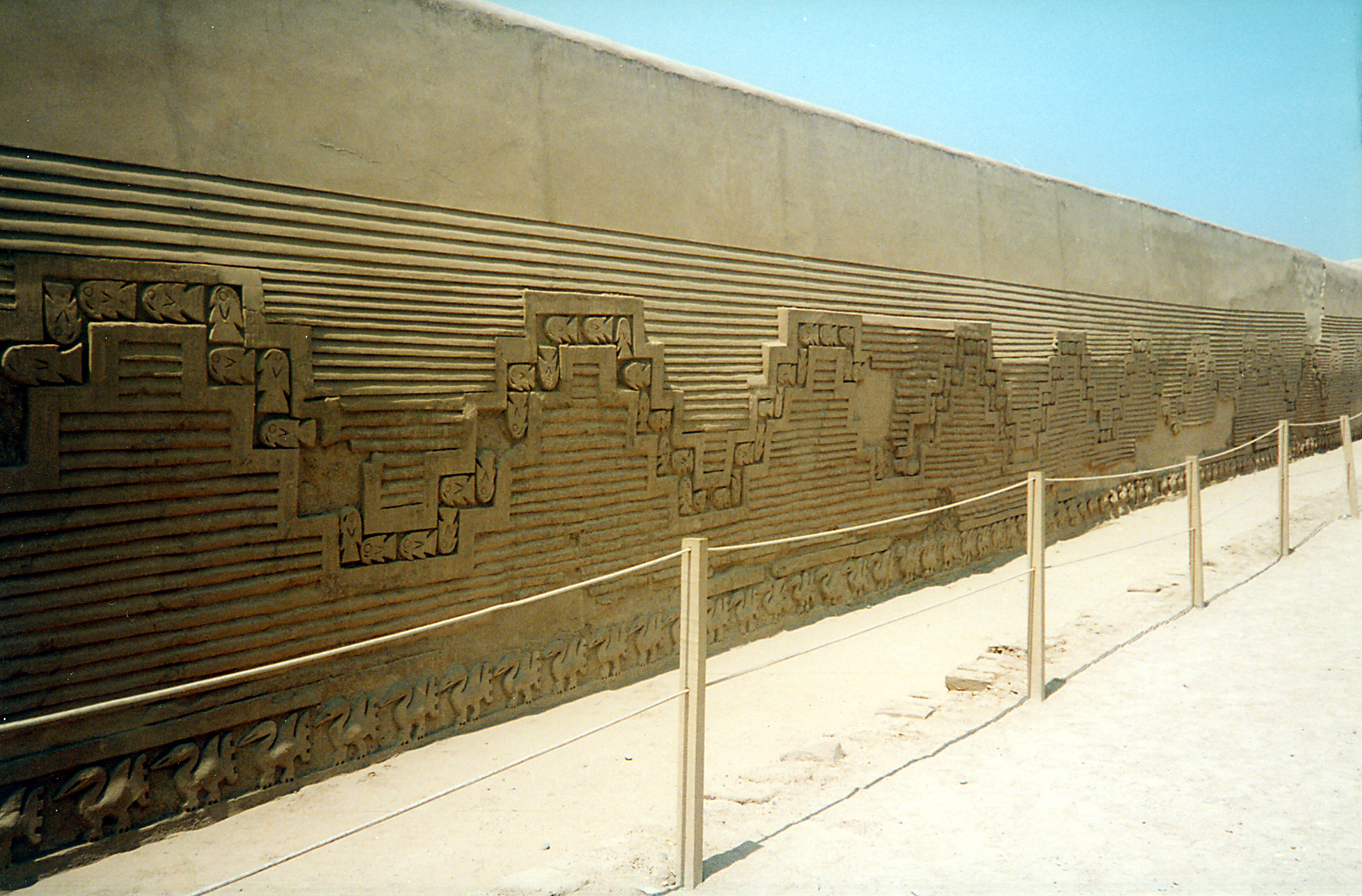
Uno de los muros de la ciudadela de Chan Chan
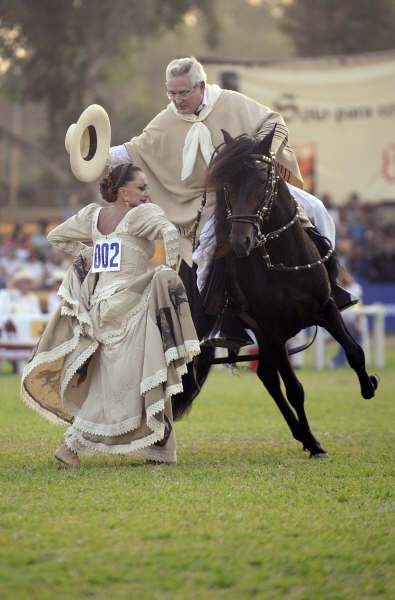
Un chalán en caballo de paso bailando marinera.

Lista de atractivos turísticos importantes de la Libertad:
| - Wiracochapampa - Marcahuamachuco - Chan Chan - Caballito de totora | - Complejo arqueológico El Brujo - Cultura Virú - Huacas del Sol y de la Luna | - Huaca del Dragón (o Arco Iris) - Huanchaco - Chicama |

Festivales:
- Festival de la Marinera, en el mes de enero.
- Festival Internacional de la Primavera, en la semana final de septiembre.
- Semana de Aniversario de Trujillo, en la primera semana de marzo.
- Fiestas patronales del señor de Huamán, en la última semana de junio.
- Fiestas patronales de la virgen de la Puerta, en la segunda semana del mes de diciembre en la ciudad de Otuzco.
- Carnaval de Huanchaco.
- Festival de San José en el balneario de Las Delicias.

### Lambayeque
El departamento de Lambayeque es uno de los más turísticos del Perú. Fue la patria de la antigua civilización de los Moche que ha creado algunos de los monumentos más ingeniosos y las obras de arte más conocidas del antiguo Perú. En 1987, se descubrieron las tumbas reales del gobernante Moche Señor de Sipán, los artefactos encontrados fueron trasladados al museo Tumbas Reales de Sipán en la ciudad de Lambayeque. También están el Museo Bruning y el Museo de Sicán en Ferreñafe. Estos museos muestran la obra de arte producidas por los antiguos Moche recolectadas de los centros arqueológicos como las pirámides de Túcume que contiene en su territorio más de 20 pirámides de adobe con 40 metros de altura. En 2007, más de 306.000 turistas visitaron los museos de Lambayeque. En lo que se refiere a ecoturismo, Lambayeque nos ofrece lugares como la Reserva Ecológica Chaparrí, que cuenta con una abundante biodiversidad; el Santuario Histórico del Bosque de Pomac y su enorme extensión de árboles de algarrobo; y el Refugio de Vida Silvestre Laquipampa. El plato más popular en esta área es arroz con pato. La ciudad de Chiclayo, capital del departamento, es la segundo más grande en el norte del Perú y tiene una vida nocturna vibrante.

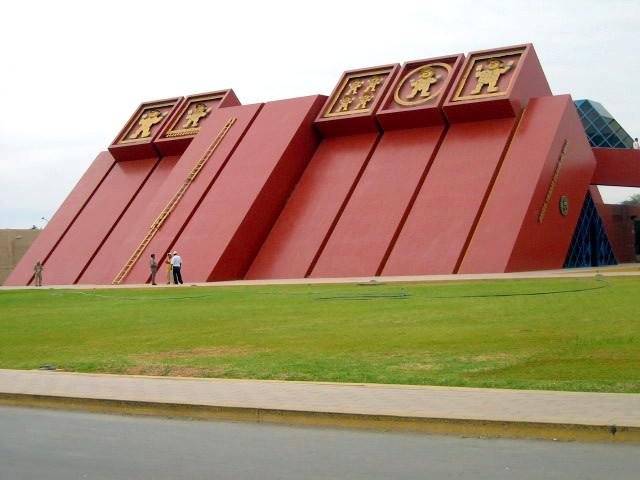
El Museo Tumbas Reales de Sipán
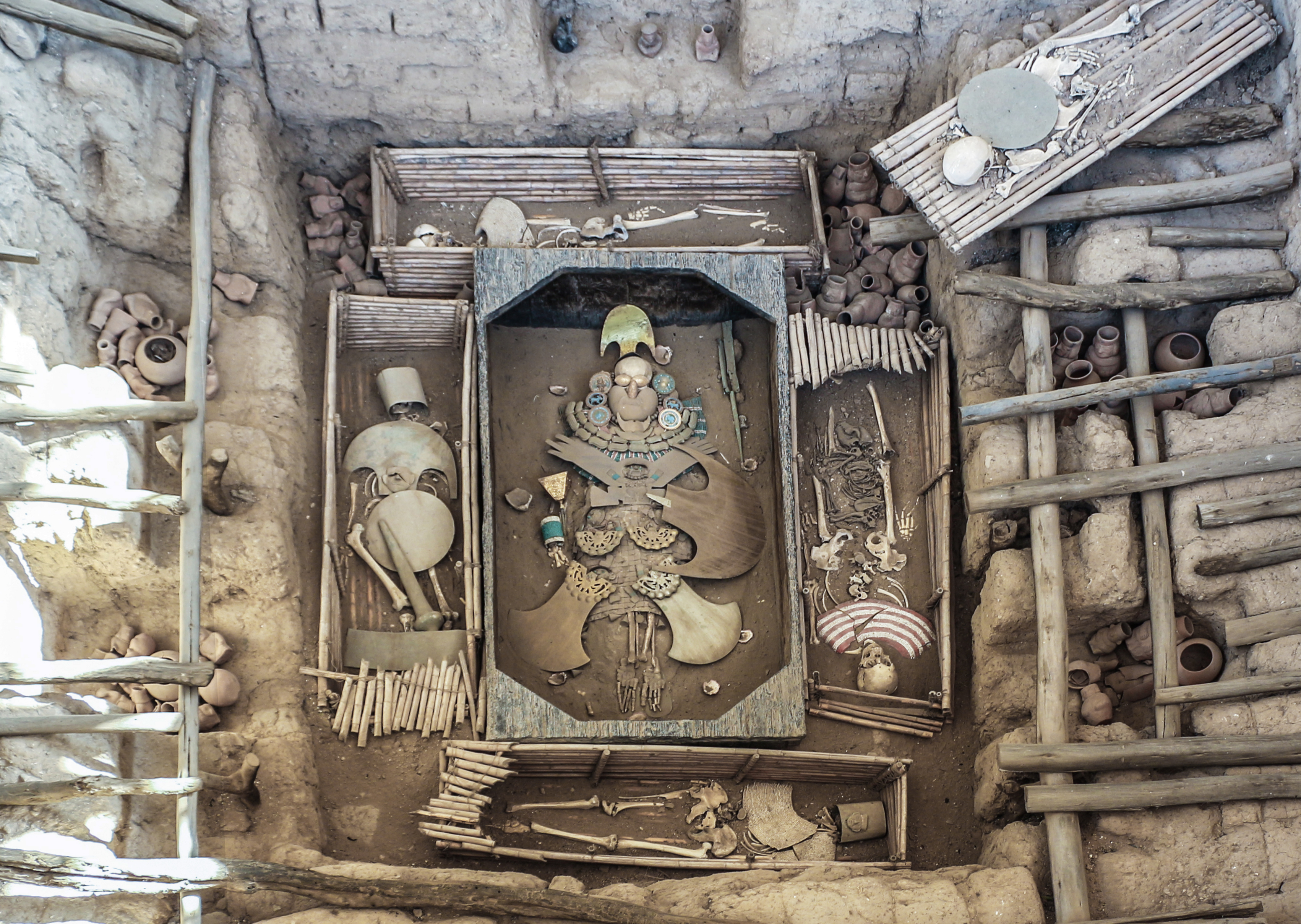
Tumba del Señor de Sipán
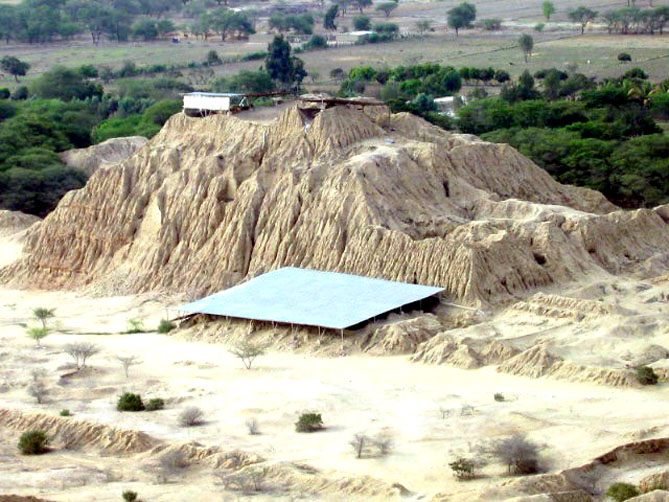
Pirámide de Túcume
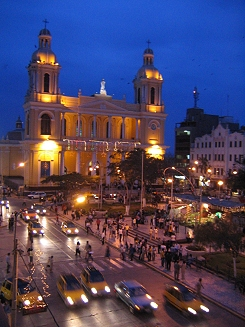
Plaza de Armas de Chiclayo
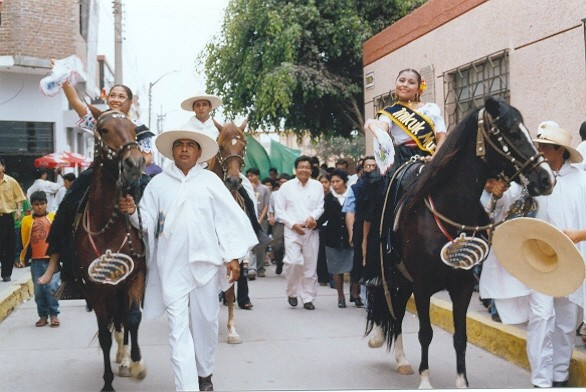
Chalanes y caballos de Paso

### Lima
El departamento de Lima es el más poblado del Perú, ya que la capital de este país, la ciudad de Lima se encuentra ahí; es el centro de transporte, cultural, económico, social, político y turístico de la nación. Debido a que Perú es un país altamente centralizado, gran parte de su organización y comercio se centran en esta ciudad.
La Reserva nacional de las Lomas de Lachay (Huaral), ubicada a 105 kilómetros al norte de la ciudad de Lima, alberga una gran variedad de fauna y vegetación. Caral (Barranca), ubicada en el medio del desierto del Norte Chico, es la ciudad más antigua del hemisferio occidental, ya que fue construida hace 5000 años. Lunahuaná (Cañete), al sur de Lima, es un centro de turismo de aventura con balsismo y otras actividades.

#### Lima metropolitana
La Ciudad de los Reyes, hoy Lima, fue fundada el 18 de enero de 1535, por el conquistador Francisco Pizarro, la ciudad que él fundó es ahora conocida como el centro histórico de Lima, que contiene gran parte de la arquitectura colonial del Perú y de América del Sur.
Durante la época colonial, Lima fue el centro de la dominación española en América del Sur y la administración del continente pasaba por esta ciudad. Debido a esto, la presencia colonial creció enormemente hasta la independencia.
Luego de la independencia, las culturas de todo el mundo iniciaron una mescolanza cultural para formar lo que hoy es Lima. Un ejemplo de esta unión de culturas es la gastronomía de la ciudad. La cocina de Lima es una combinación que representa a todos los grupos de personas que forman parte de la ciudad; Europa, Asia, y la cocina andina se mezclan para crear lo que ahora se conoce como la cocina limeña. El sector de la alimentación es una parte muy importante de la economía turística de Lima, ya que muchos de los mejores restaurantes de América del Sur y los cocineros están ahí.
No solo es la mezcla gastronómica evidente en Lima, la mezcla de culturas también está presente. Nada ejemplifica esto mejor que los múltiples museos que se encuentran en todo Lima, entre ellos, los más grandes y más reconocidos son: Museo Nacional de Antropología, Arqueología e Historia, Museo Rafael Larco Herrera, el Museo Nacional de la Cultura Peruana y el Museo de Arte Italiano. El distrito de Miraflores es uno que a menudo se apela a los turistas debido a la multitud de restaurantes, hoteles, parques, eventos y atracciones de la zona. El distrito de Barranco, junto con el distrito de Miraflores cuenta con una animada vida nocturna con varias discotecas y pubs o peñas, un tipo especial de lugar que son muy populares entre los turistas en Barranco. También cuentan con varias playas de la zona.
El parque de la Reserva y el parque de la Exposición en la ciudad y son uno de los espacios verdes principales de Lima.   

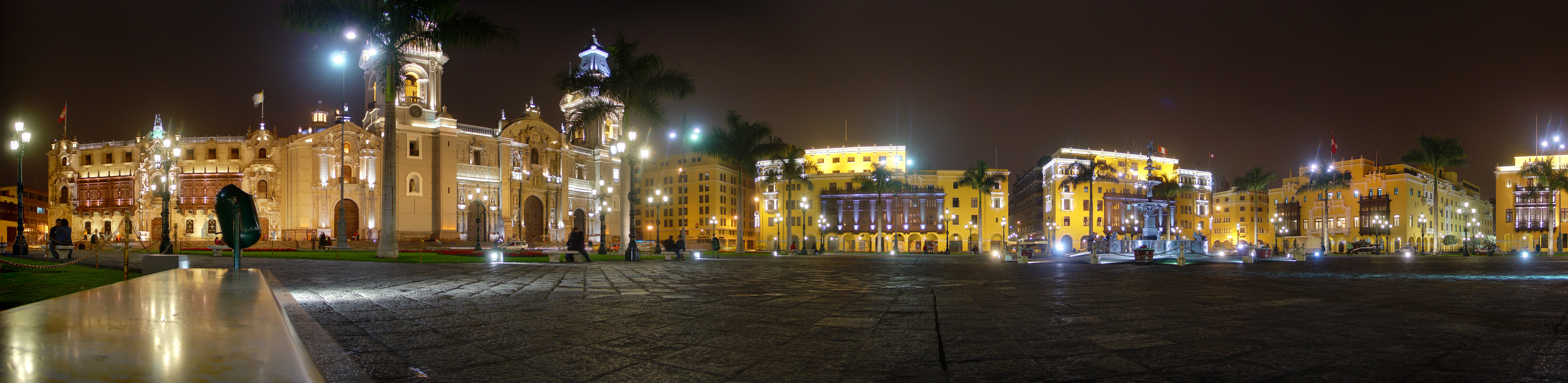
Plaza de Armas de Lima

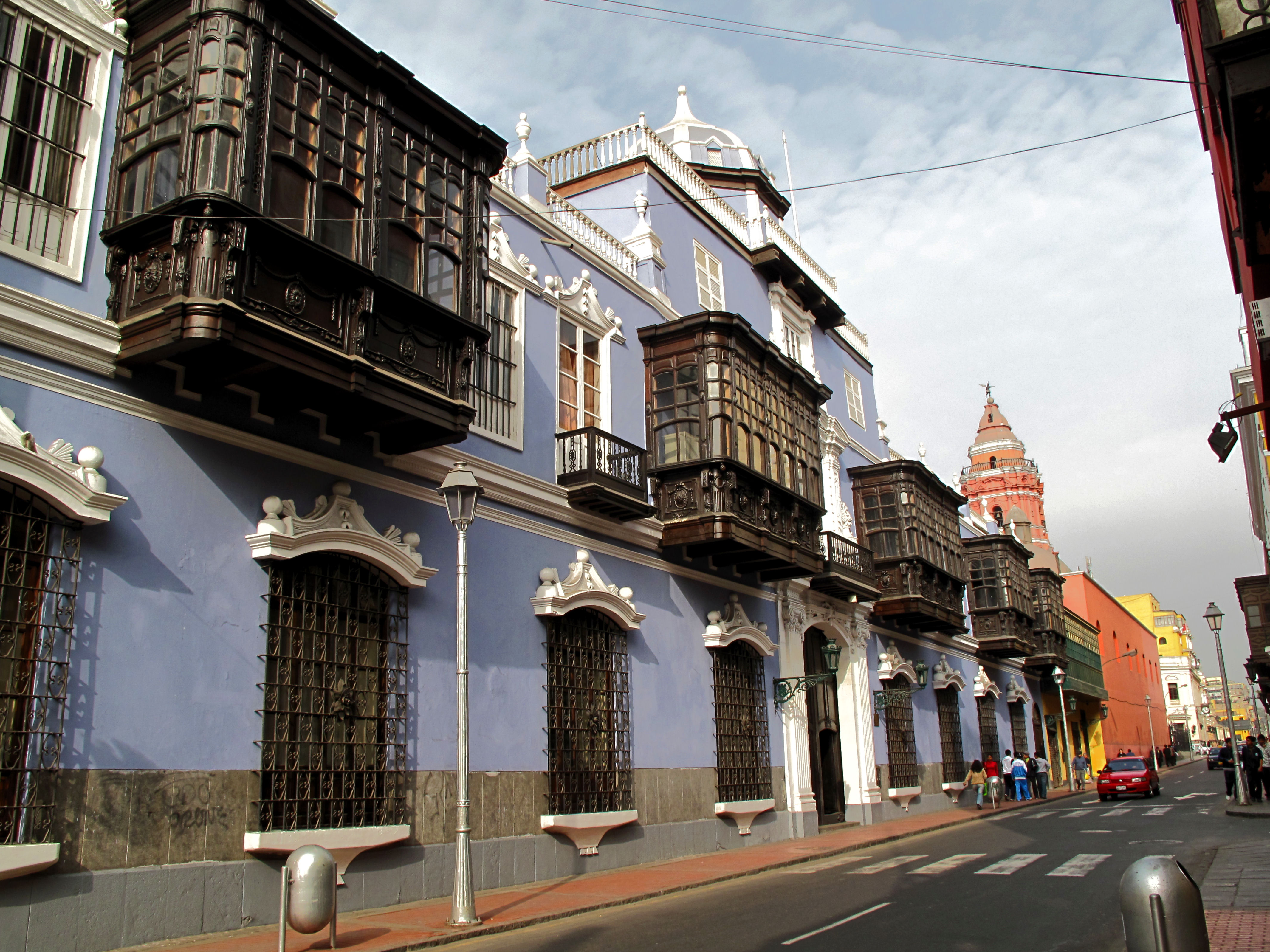
Balcones coloniales, en el Centro Histórico de Lima
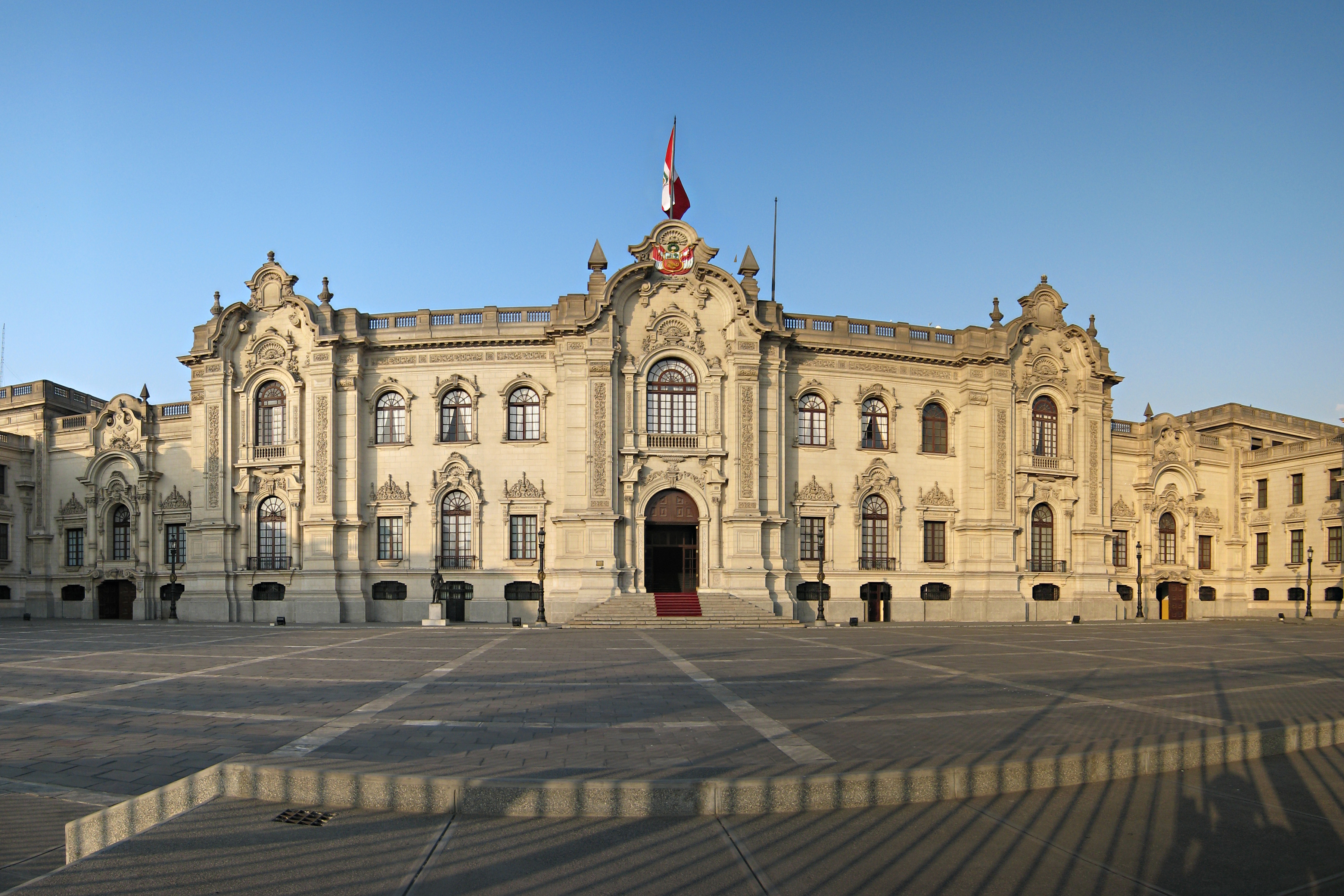
Palacio de Gobierno
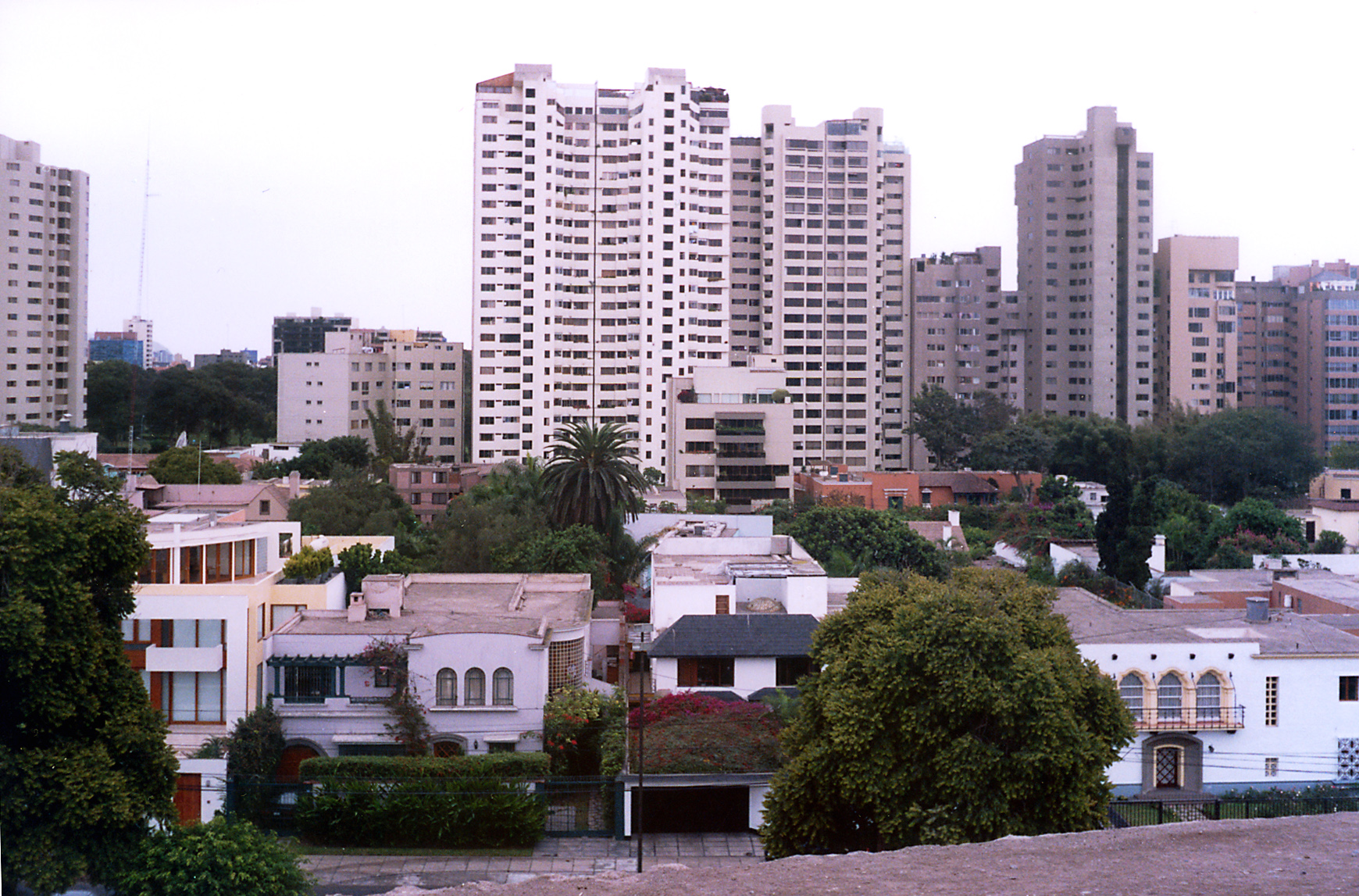
Centro financiero de San Isidro.
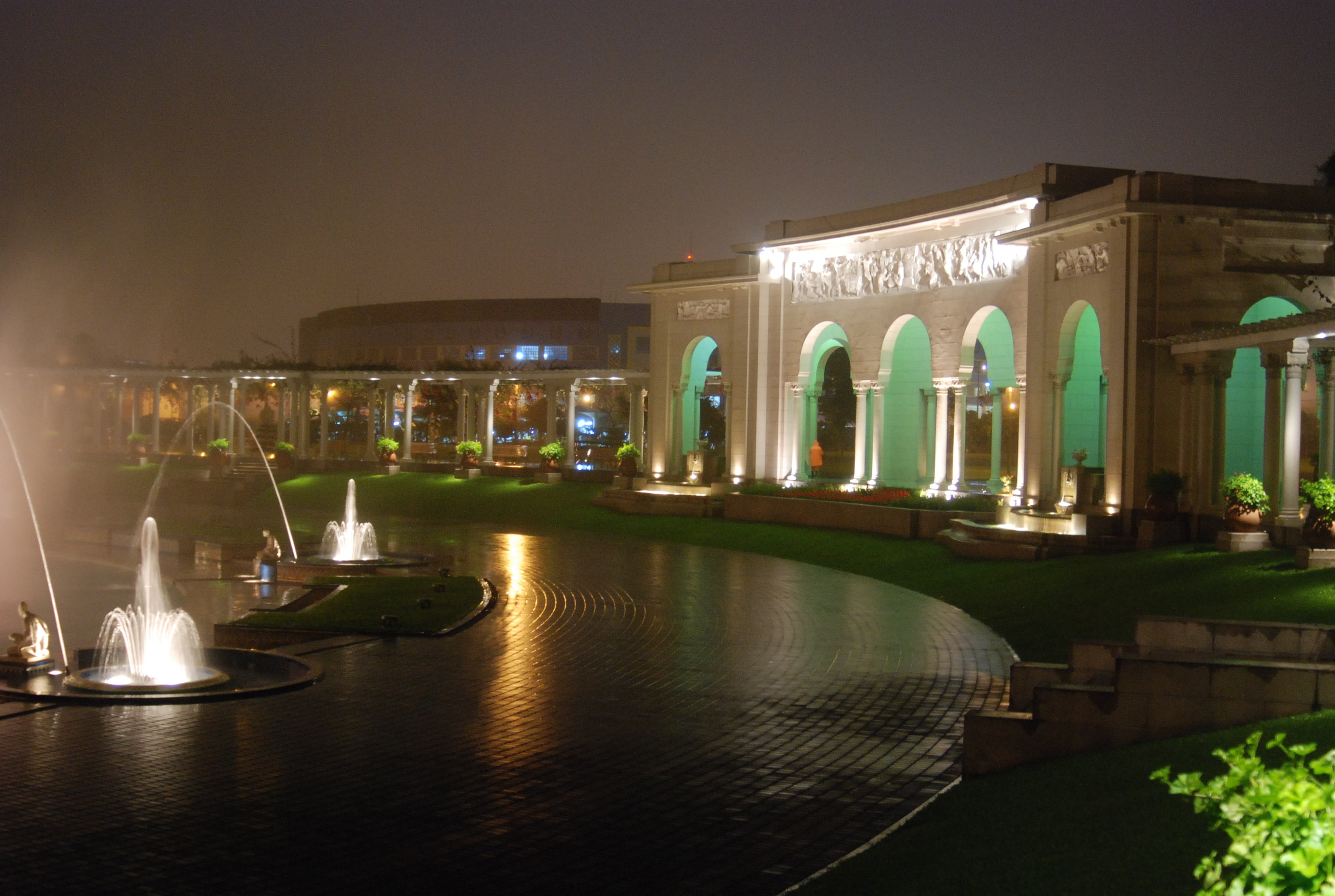
Parque de la Reserva.

### Loreto
Loreto es el departamento más grande pero menos poblado de Perú. Su geografía se compone de densa vegetación amazónica, la cual es eje del tipo de turismo que se practica allí. En la región Loreto se encuentra la presencia de grandes infraestructuras euro-brasileñas de la época del caucho, los ríos Marañón y Ucayali que conforman el curso principal del Amazonas, en la selva alta de Loreto se puede encontrar petroglifos de antiguas culturas en su mayoría ya extintas además de varias catedrales perdidas en la selva en su mayoría construidas jesuitas, Loreto también alberga a grandes concentraciones de parques y reservas naturales donde viven flora y fauna únicas en varios sectores de la Amazonía Occidental como la reserva de Allpahuayo Mishana o el Matsés, en Loreto también se encuentra las únicas cadenas montañosas en la amazonia occidental del oriente peruano tal cual son la sierra del Divisor y la Cordillera Azul.

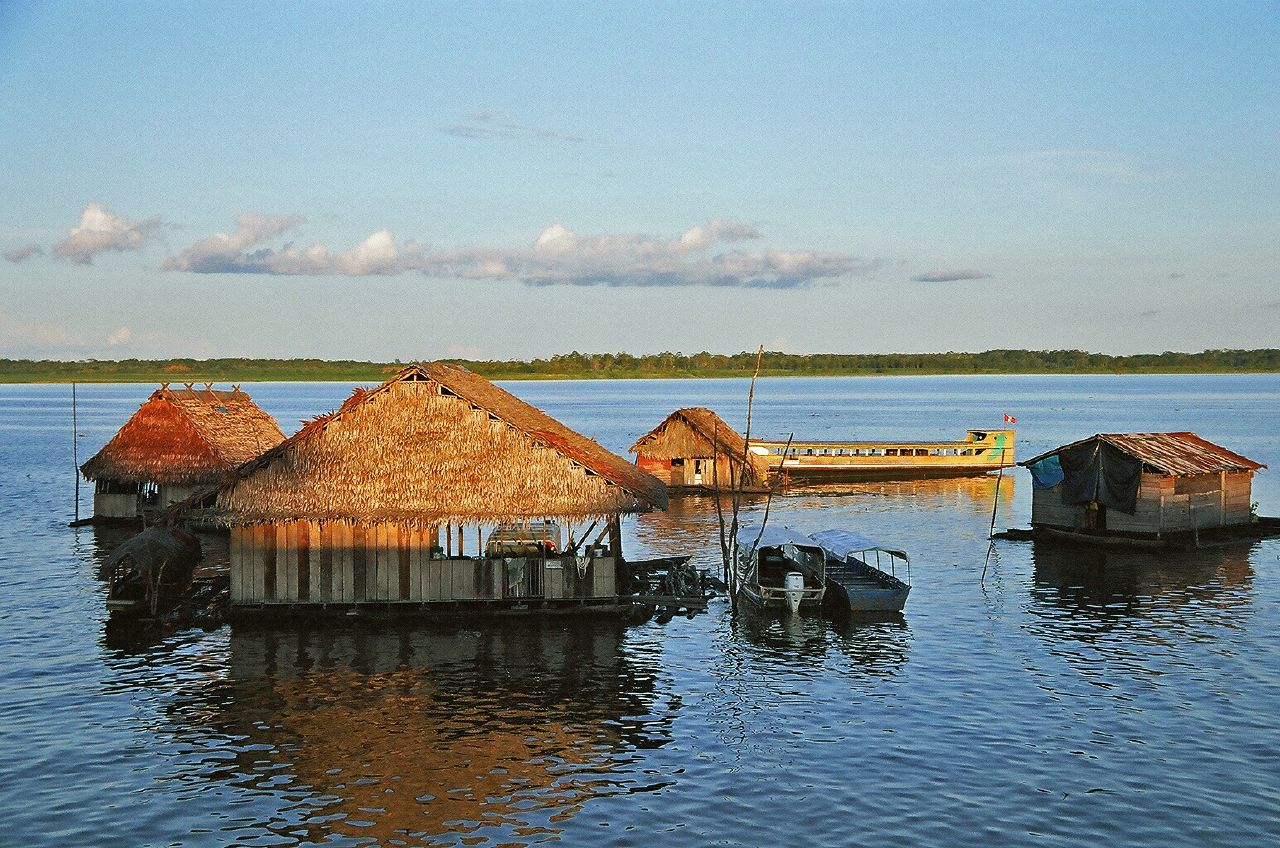
Casas flotantes en el río Amazonas
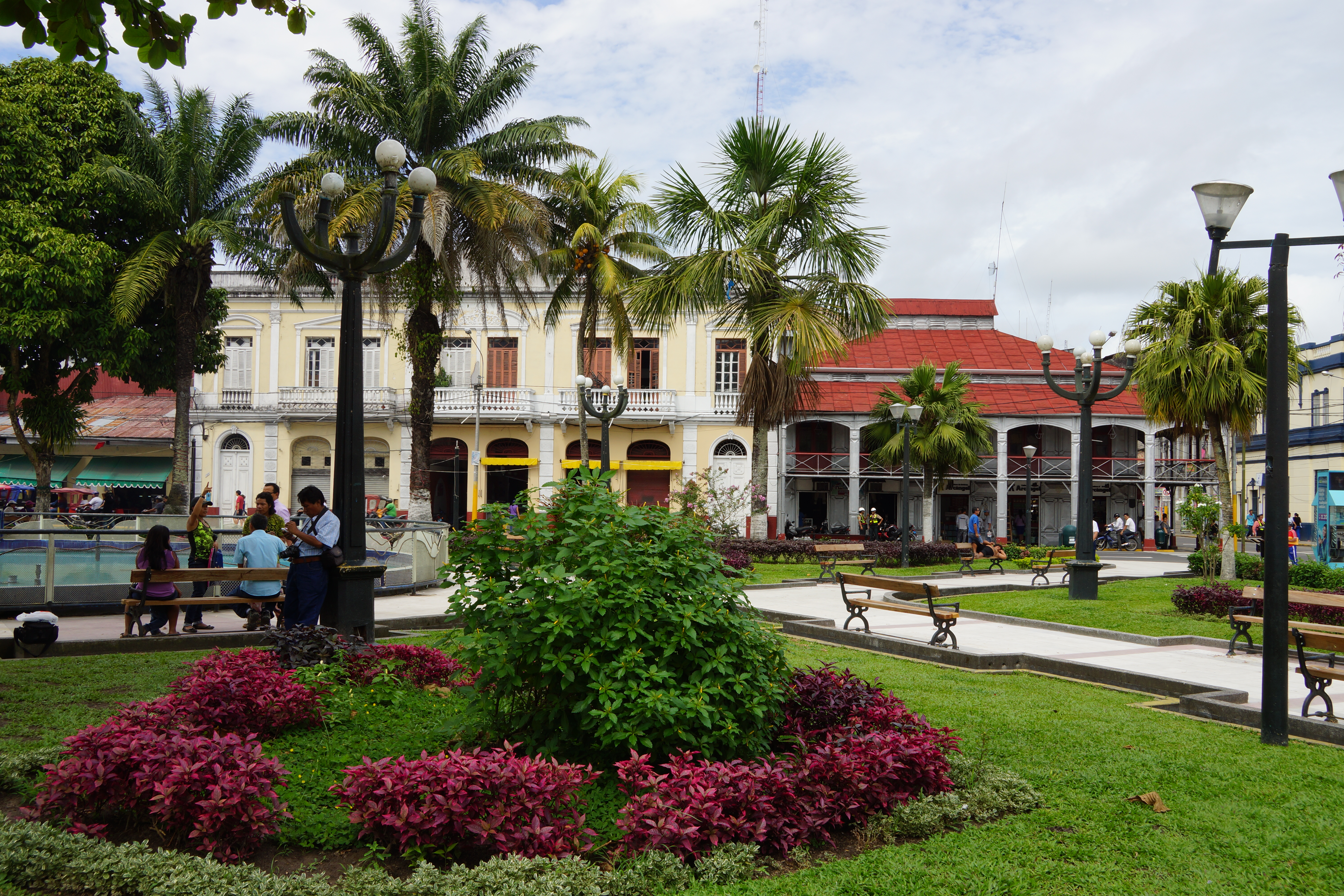
Plaza central de Iquitos
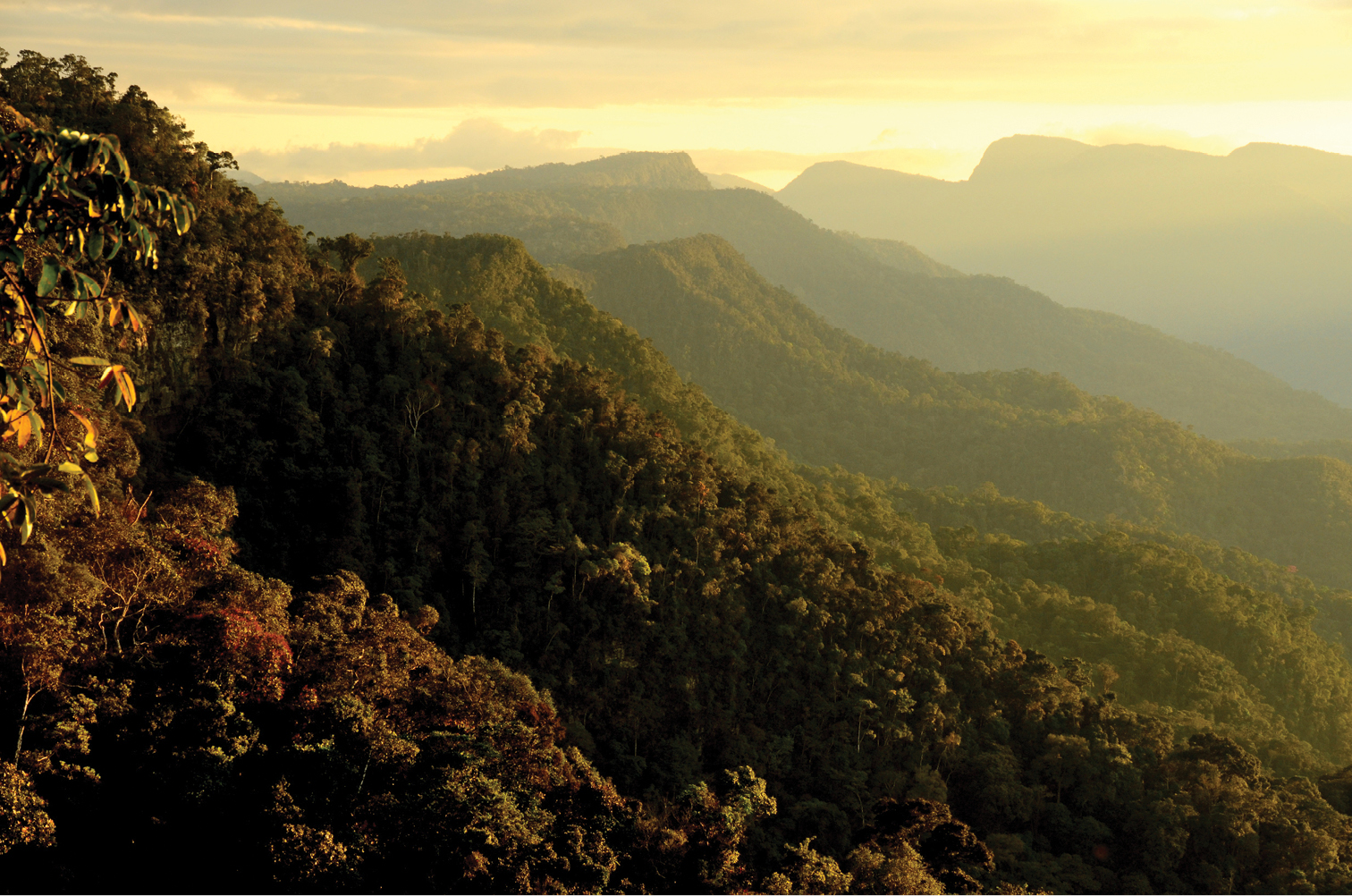
Parque Nacional Cordillera Azul
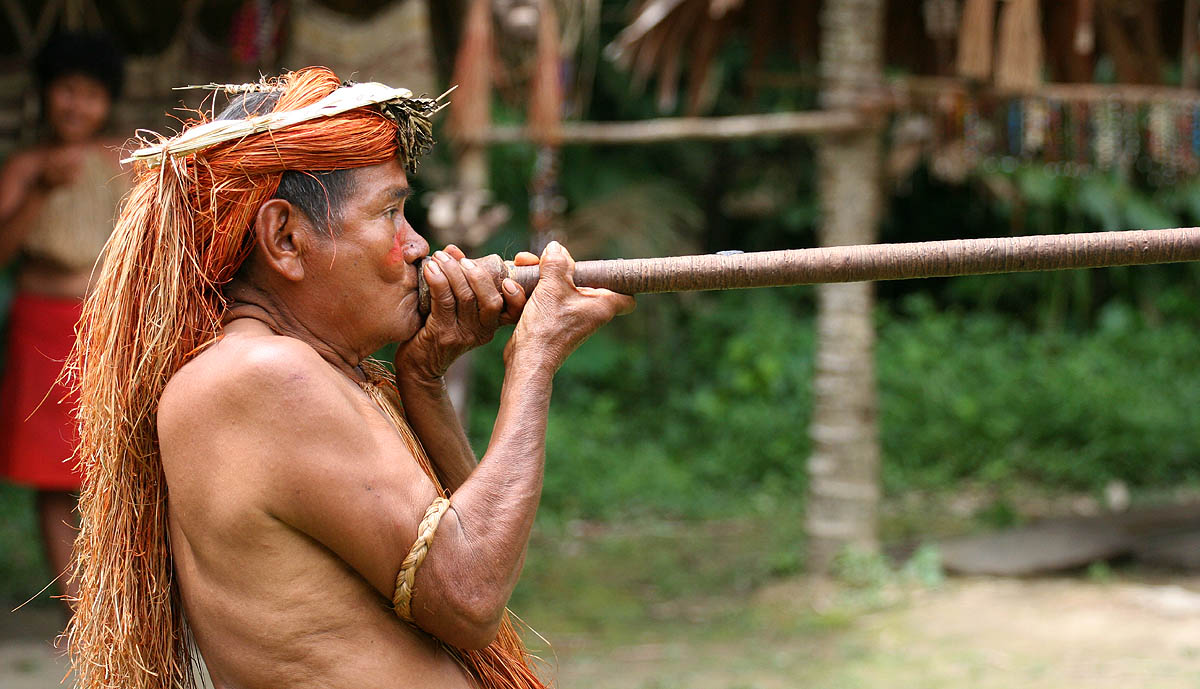
Hombre de la Nación Yagua
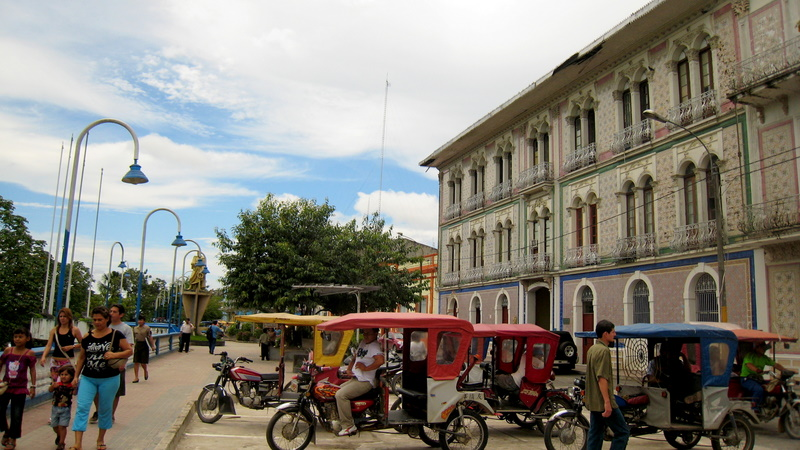
Malecón Tarapacá
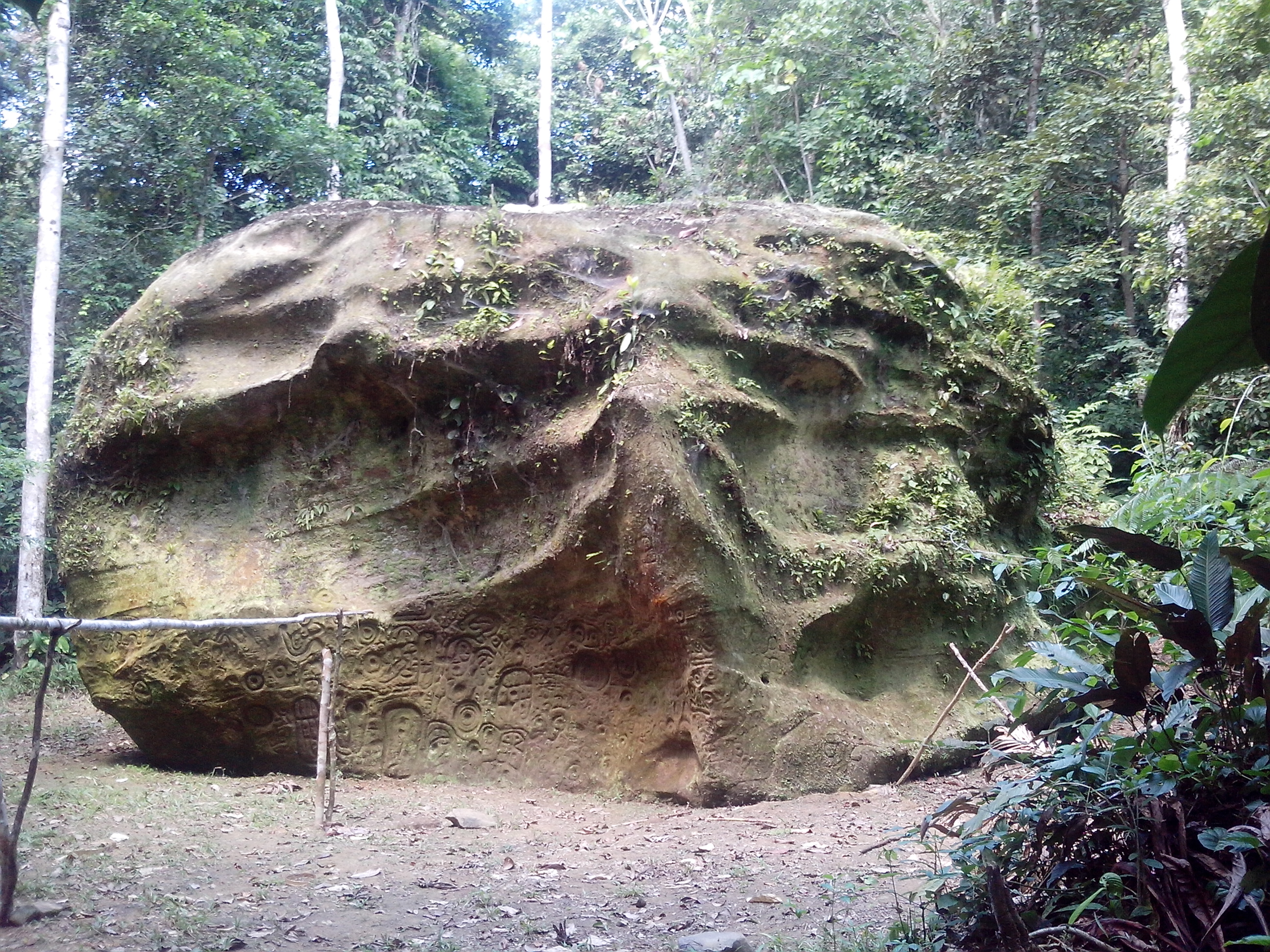
Petroglifos de Cumpanamá
río Putumayo

### Iquitos metropolitano
Iquitos capital del departamento, es la ciudad más grande de la Amazonía peruana y la quinta más poblado del Perú. La ciudad cuenta con interesantes ejemplos de arquitectura europea, levantados gracias al auge del caucho a finales del siglo XIX. Uno de los principales atractivos es la Casa de Fierro (Iron House), un edificio diseñado por el arquitecto francés Gustave Eiffel, quien diseñó la Torre Eiffel. La ciudad cuenta con edificios construidos durante la época del Art Nouveau. El distrito de Belén de Iquitos está en agudo contraste con la arquitectura modernista de otras partes de la ciudad. Belén se encuentra en una serie de canales y por lo que se le conoce como la Venecia de la selva peruana. Los edificios están construidos sobre balsas y otros dispositivos de flotación para protegerse de las inundaciones. Los ríos de Loreto contienen muchas playas que sirven como lugares de excursiones de un día desde Iquitos. La región de Loreto contiene numerosos parques nacionales y reservas privadas. Estas áreas protegidas albergan una gran diversidad de vida vegetal sin igual en el mundo animal, las cuales son atendidas por guías organizados muchos de los cuales se pueden contratar desde Lima o en Iquitos.

### Puno
Puno es un departamento del Perú situado en el sureste del país. Ocupa 67 mil km² de territorio conformado por la mitad occidental de la Meseta del Collao, al oeste del lago Titicaca, y las yungas amazónicas al norte. Limita al este con territorio boliviano, al suroeste con los departamentos de Tacna, Moquegua y Arequipa, al oeste con el del Cuzco y al norte con Madre de Dios.
Se estima que en esta parte del Altiplano se ubica el centro de origen de la papa cultivada. El Collao fue territorio de la antigua cultura Tiahuanaco a mediados del I milenio.  Posteriormente, se desarrollaron en la región diversos señoríos conquistados por el Imperio incaico hacia el siglo XV.  Durante la Colonia, fue una importante zona comercial. A fines del siglo XVIII, fue importante teatro de operaciones de la Rebelión de Tupac Amaru II en sus dos fases. Fue creado como departamento el 26 de abril de 1822 en sustitución de la intendencia colonial con antelación a la expulsión de los realistas acantonados en la zona, efectuada recién en 1824 tras la Batalla de Ayacucho.
Entre los lugares turísticos que presenta este departamento se puede destacar el Lago Titicaca, la Isla de los Uros, las Chullpas de Sillustani, la Isla Amantani y la Isla Taquille.

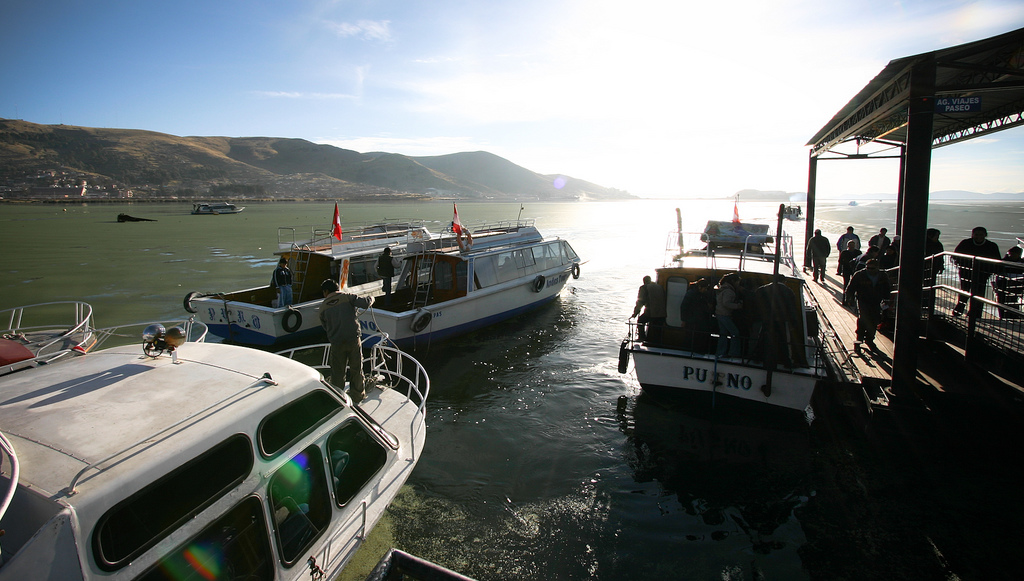
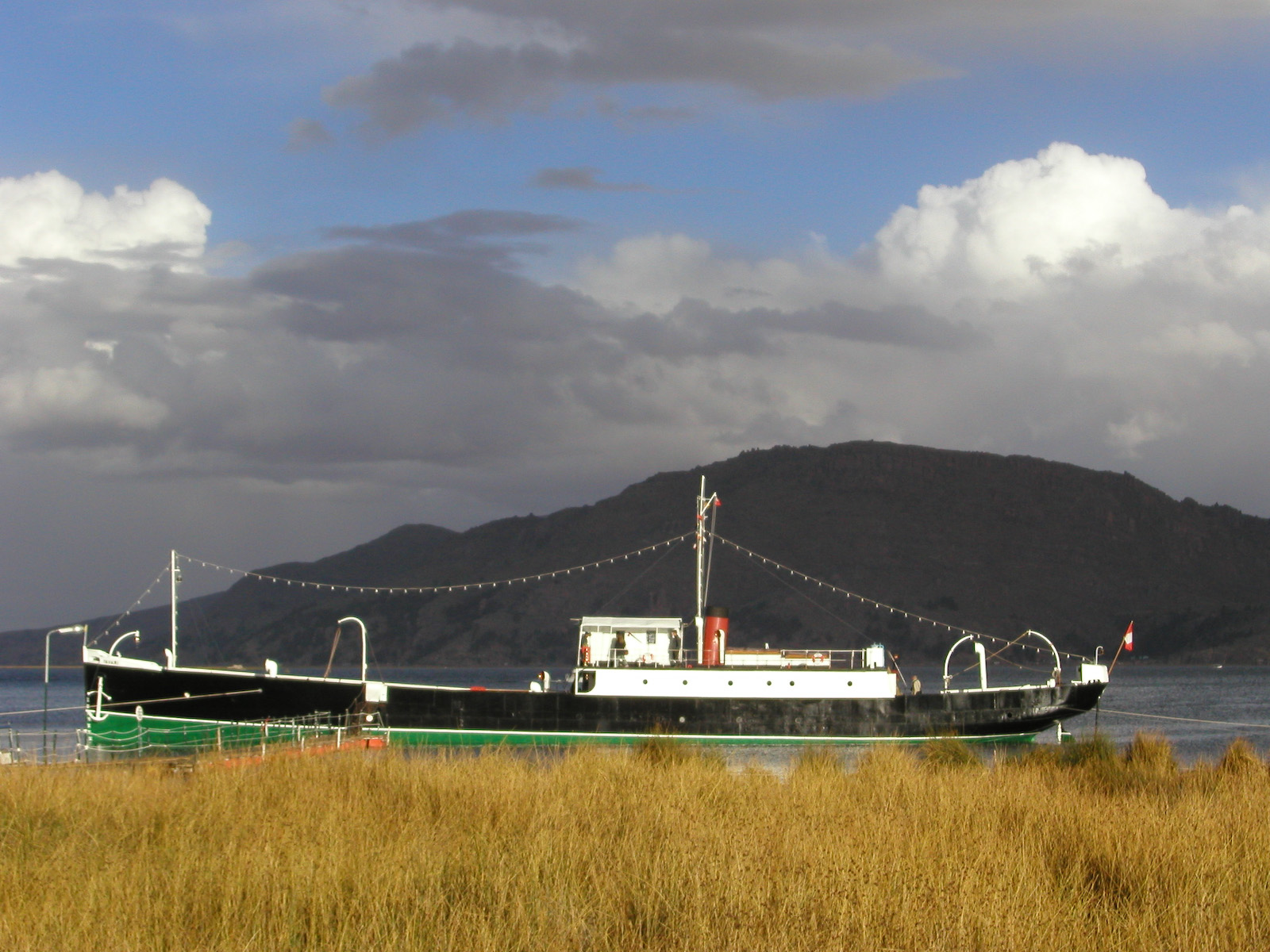
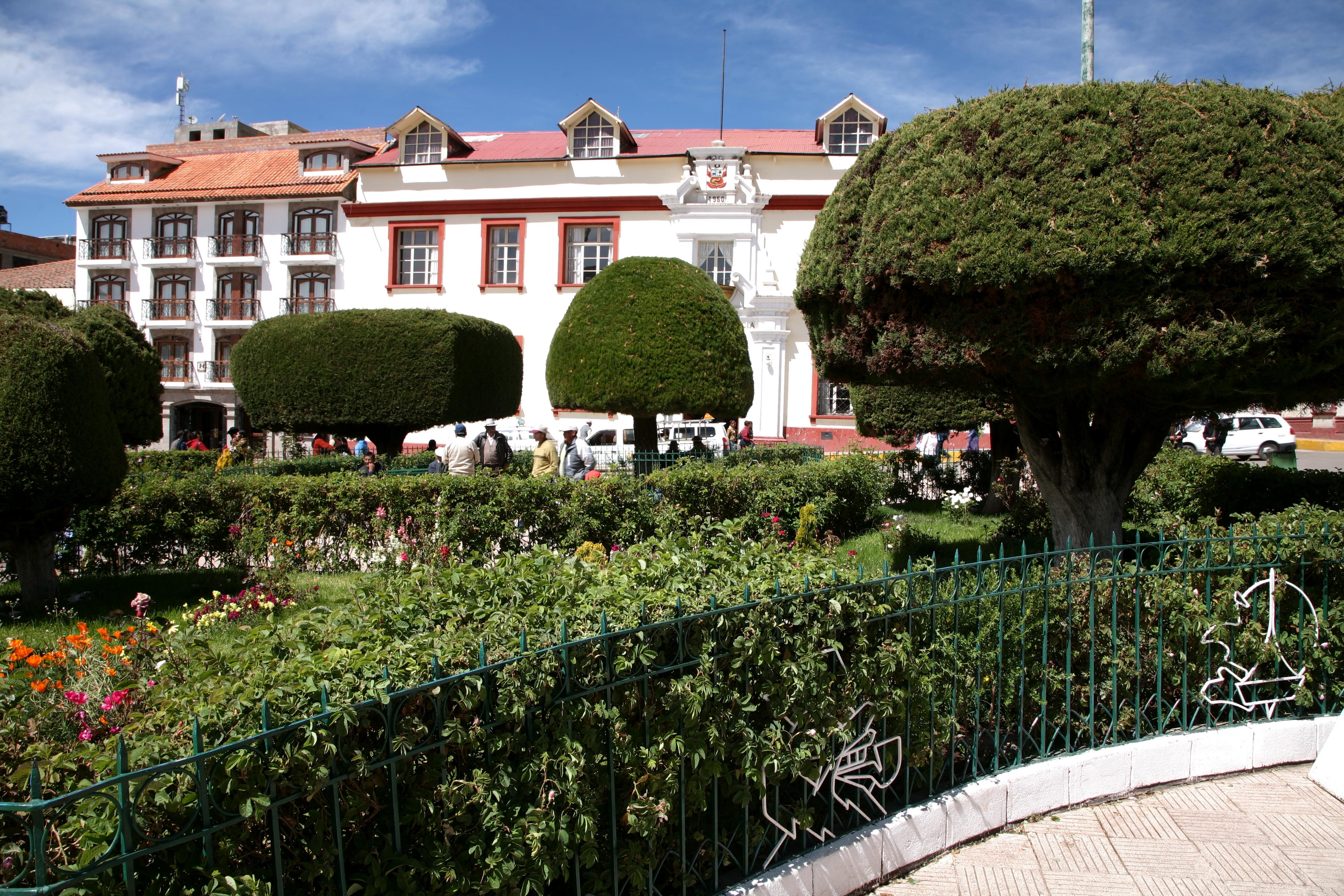
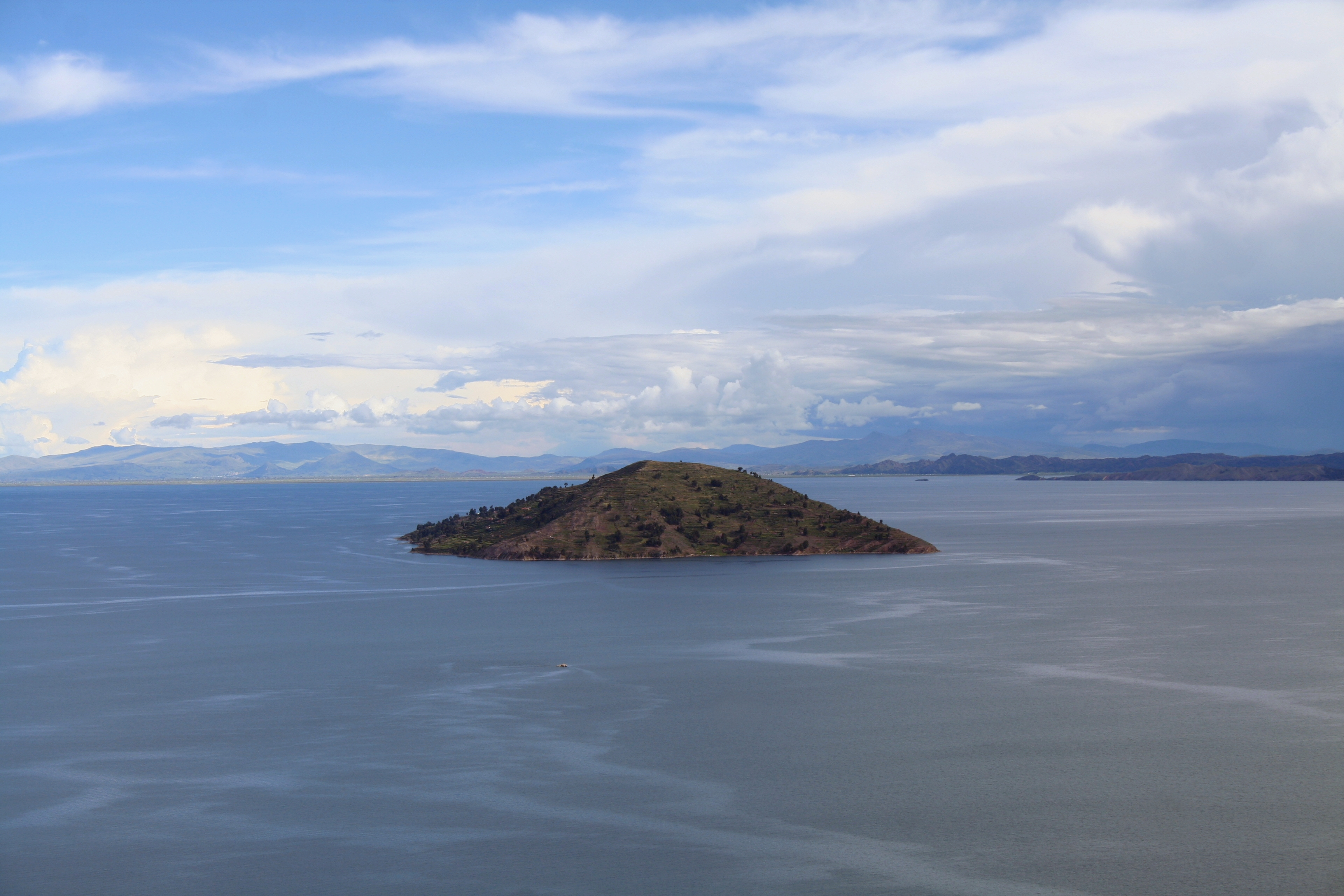

## Lugares más visitados
Los lugares más visitados en Perú por el turista receptivo son Lima Metropolitana y su centro histórico (Callao, como punto de entrada al país) y Cuzco que se caracteriza por su arquitectura incaica y colonial.  
Sus principales atractivos son el Valle Sagrado de los Incas y el sitio arqueológico de Machu Picchu (elegido como una de las 7 Nuevas Maravillas del Mundo). 
El principal circuito turístico del país es el circuito sur, que engloba ciudades como: Nazca, Paracas, Arequipa, Chivay, Mollendo, Moquegua, Puno, Cuzco, Ayacucho y Puerto Maldonado, con atractivos arquitectónicos, culturales y naturales. Este circuito actualmente se ha ampliado hasta la selva de la región Madre de Dios, donde el parque nacional del Manú ofrece la posibilidad de realizar turismo ecológico.
La segunda ruta en importancia es la del Callejón de Huaylas y la Cordillera Blanca, en la región Áncash, sede del turismo de aventura (parque nacional Huascarán) y principal punto de referencia de la cocina novoandina.
Perú tiene muchas otras rutas turísticas. Entre éstas están las del valle del río Mantaro, con la ciudad de Huancayo como uno de sus ejes, y El Valle de Tarma, llamada por Antonio Raimondi La Perla de los Andes, como otro eje que a su vez es la entrada a la Selva Central. 
La ciudad norteña de Trujillo donde se encuentra Chan Chan la ciudadela de barro más grande de América Latina, el tradicional balneario de Huanchaco y las Huacas del Sol y de la Luna pertenecientes a la cultura Chimú también se puede visitar Chiclayo y Lambayeque desde donde se encuentra el Museo Tumbas Reales de Sipán. Estos son puntos de partida hacia las demás regiones del norte del país (Huánuco, Cajamarca, Piura y Tumbes) y del circuito turístico nororiental (Amazonas, San Martín, Loreto).
También el caudaloso río Amazonas y la ciudad de Iquitos, en la Amazonía Peruana son aptos para el turismo. Allí se encuentra buena parte de la diversidad biológica peruana. Cerca a Iquitos es posible visitar dos grandes reservas nacionales: la Reserva nacional Pacaya-Samiria y la Reserva nacional Allpahuayo-Mishana.

## Actividades
En Perú se pueden realizar varios tipos de turismo, como Turismo de Aventura, Turismo Ecológico, Turismo Cultural, también la exploración de los vestigios incaicos de Machu Picchu, Choquequirao a los preincaicos de Sillustani, el sobrevuelo de las Líneas de Nazca, o la visita al Cañón del Colca, a los bosques del Manu, la navegación del Lago Titicaca o caminatas por el famoso Camino Inca, o por el nevado Salkantay o Ausangante, deportes de aventura en la costa, o las playas de Mancora en el litoral peruano, además de variedad de ríos, o alturas andinas, y la realización de turismo vivencial o turismo rural.
En cuanto al ecoturismo, se existe amplia variedad de flora y fauna en la selva amazónica, o la reserva Ecológica de Pacaya Samiria, el Callejón de Huaylas. 
Las principales Actividades turísticas en Perú son:
- Turismo de aventura.
- Turismo Cultural.
- Ecoturismo.
- Turismo gastronómico.
- Turismo terapéutico.
- Turismo vivencial.

## Otras rutas turísticas que ofrece Perú
Las áreas naturales protegidas de Perú son de especial interés para realizar turismo ecológico.
El más reciente es el turismo gastronómico de Lima como Capital Gastronómica de América., además de otras opciones como su infraestructura hotelera que la hacen sede de convenciones regionales e internacionales. El turismo vivencial se desarrolla también esos últimos años, mayormente en la zona del Lago Titicaca (islas de  (como la ruta del cacao y del café) pero también en las rutas alternativas para visitar , Taquile y la isla de Amantani, pero también en las rutas alternativas para visitar.
En Perú también existe una buena alternativa en el departamento de Amazonas, pues ahí se cuenta con grandes atractivos turísticos tal es el caso de La Fortaleza de Kuélap, o la tercera catarata más alta de mundo, Gocta, un museo en Leymebamba con un promedio de 200 momias en muy buen estado de conservación y muchos otros materiales de la cultura chachapoyas, y una gran variedad de platos típicos.